# Foot Ball Club Melgar
Foot Ball Club Melgar, conocido como FBC Melgar o simplemente Melgar, es un club de fútbol con sede en la ciudad de Arequipa, Perú. Fue fundado el 25 de marzo de 1915 por un grupo de jóvenes que deseaban practicar este deporte. Es el club más tradicional y representativo de Arequipa y cuenta con un gran número de aficionados en la región sur del país. Desde 1971 participa de manera ininterrumpida en la Primera División del Perú, tras haber ganado la Copa Perú de ese mismo año.
Los fundadores, quienes en principio bautizaron al club como «Juventud Melgar», adoptaron aquel nombre en honor al poeta y revolucionario Mariano Melgar. Hasta la fecha posee dos títulos nacionales y una Copa Perú. Su mejor actuación a nivel internacional se dio en el año 2022 cuando fue semifinalista de la Copa Sudamericana.
En sus primeros años disputó sus partidos en el Stadium Melgar, el cual posteriormente fue demolido y reemplazado unas cuadras cerca por el nuevo Estadio Melgar, ubicado en el distrito de Arequipa y bautizado en honor a Mariano Melgar. Desde el año 1995 ejerce su condición de local en el Estadio Monumental de la UNSA, (alternando en algunas temporadas la localía en el Estadio Melgar) inaugurado el 30 de julio de 1995 y ubicado dentro del campus de la Universidad Nacional de San Agustín, en el mismo distrito de Arequipa. Dicho recinto posee una capacidad total para 60 000 espectadores, convirtiéndose en uno de los estadios de fútbol de mayor capacidad de Sudamérica y segundo más grande de Perú, después del Estadio Monumental de Ate.
Con 17 participaciones internacionales en torneos oficiales organizados por la Confederación Sudamericana de Fútbol, es el cuarto conjunto peruano que ha disputado más copas continentales. Es el mejor equipo peruano en la tabla histórica de la Copa Sudamericana y el cuarto mejor equipo peruano en la tabla histórica de la Copa Libertadores.
Su clásico rival es Cienciano, con quien disputa el Clásico del Sur, además del FBC Aurora, con quien solía disputar el Clásico Arequipeño. Mantenía rivalidades con otros clubes de Arequipa como White Star, Sportivo Huracán y FBC Piérola, además de clubes del sur peruano como Coronel Bolognesi de Tacna y Alfonso Ugarte de Puno. Aparte de ello, cuenta con una rivalidad reciente ante Sporting Cristal.

## Historia

### Fundación del Club

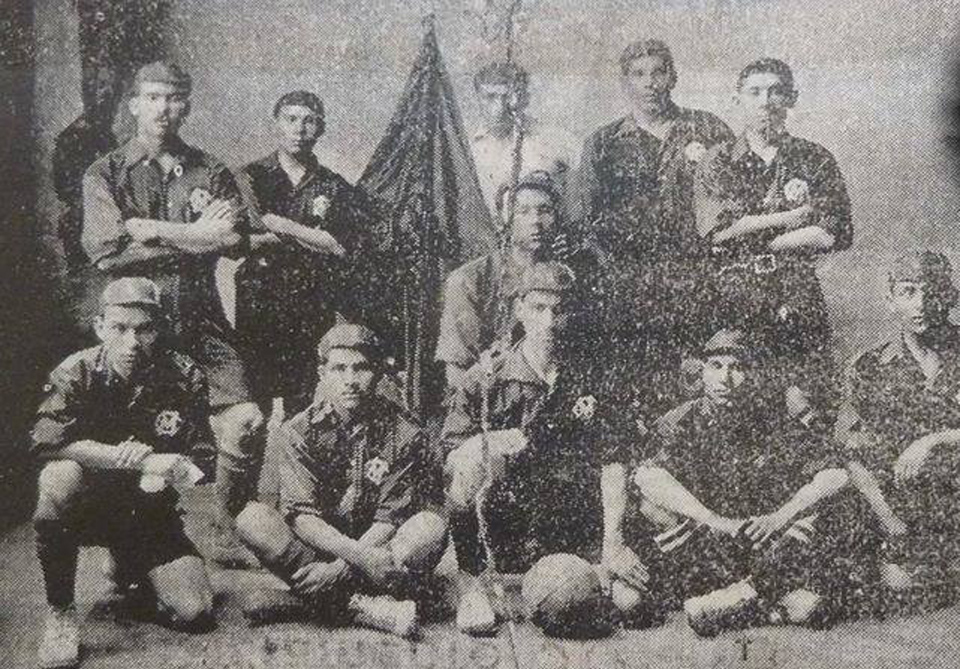
Equipo Juventud Melgar, año 1915.

FBC Melgar fue fundado el 25 de marzo de 1915 bajo el nombre de "Juventud Melgar". La iniciativa para su creación surgió de un grupo de jóvenes arequipeños que se reunieron en el entonces Parque Bolognesi, actualmente conocido como Parque Duhamel.
Los señores Lino Linares, Edilberto Gallegos, José Giraldez, Víctor Ballón, Genaro Ortiz, Luis Chacaltana, Ángel García, Ricardo López, Pedro Grados, Domingo Guillén, Fanastino Carpio, Carlos Black, Benjamín Vergaray, Mariano Laguna, Octavio Huerta, Juan de la Vega, y otros participaron en la fundación del club, que tomó su nombre en honor al centenario del sacrificio del poeta arequipeño Mariano Melgar. Sin embargo, unos meses después, en junio del mismo año, el club cambió su nombre al actual FBC Melgar. El club comenzó sus actividades deportivas en el histórico canchón de Santa Marta, que posteriormente se convirtió en la cárcel central de varones y, en la actualidad, es la Corte Superior de Justicia de Arequipa.

### Los primeros fructíferos años de 1918 - 1930

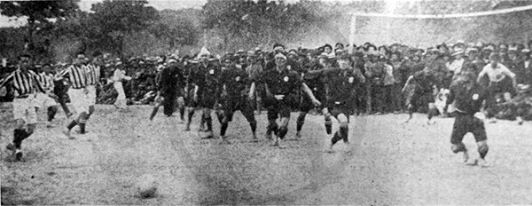
Partido de FBC Melgar contra el Association FBC en su primera gira a Lima de 1919.

El FBC Melgar formaría parte del primer campeonato de fútbol en 1918 organizado por la recientemente fundada Liga Sportiva de Arequipa (hoy Liga Provincial de Arequipa) teniendo una destacada participación.
En el año de 1919, Melgar viajó por primera vez a la ciudad de Lima para participar en un torneo amistoso donde realizó magníficas actuaciones con jugadores como: Hilario Maturana, Vera, Remigio Ramírez, Alejandro Cuadros, Pizarro, Carpio, Bellido, Pérez, Manuel Ramírez, Salomón Ramírez y Gómez de la Barra. Conquistaron una copa del diario La Crónica, un tintero de oro y un calendario de oro.
No fue hasta 1921 que Melgar logró ganar su primer trofeo de la Liga Sportiva de Arequipa, en el segundo torneo organizado por esta entidad en aquel año, tras derrotar al Independencia en la final.
En 1923 se alzó con su segundo trofeo, donado por la colonia española, en un torneo organizado con motivo de las fiestas del Descubrimiento de América, denominado "Torneo de la Raza", en el que derrotó al White Star en la final.
En 1924, Melgar partició en el Torneo Intercity denominado "Augusto B. Leguía" en el que también participó el Association FBC de Lima, al que derrotó por 3 a 1 en la presentación del equipo capitalino en suelo arequipeño. En el cuadrangular final empató con el White Star y derrotó tanto al Victoria del Huayco como al FBC Aurora, obteniendo los puntos suficientes para alzarse con la copa presidencial.
En los años de 1925 y 1926, Melgar obtendría la "Copa Gibson", uno de los torneos anuales organizado por la Liga, derrotando en las finales a White Star y a Independencia en 1925 y 1926 respectivamente, pudiéndose considerar este logro como el primer bicampeonato del fútbol arequipeño.
En 1927, llegó a la final del torneo local como favorito; sin embargo, cayó por dos goles a cero frente a un sorprendente Piérola que jugaba su segundo año en la máxima categoría del fútbol arequipeño. En aquel año, el Melgar fue el primer equipo arequipeño en enfrentarse al Universitario de Deportes, en la primera gira que realizó el club crema a la ciudad blanca. Los rojinegros no obtendrían un buen resultado, ya que perderían por un marcador de uno a dos en contra. 
En 1928, el Melgar se consagró campeón de Arequipa tras quedar empatado en la cima de la tabla general del torneo de aquel año con el White Star. Sin embargo, el partido de definición entre ambos equipos nunca llegó a disputarse debido a graves incidentes ocurridos en el terreno de juego por parte de los jugadores y simpatizantes del White Star, hecho que provocó la expulsión de este último del torneo y la adjudicación automática del título a los rojinegros.
En 1930, Melgar derrotaría al Alianza Lima por 2 a 1, en lo que significaría la primera derrota de los victorianos en tierras arequipeñas y la pérdida del invicto con el cual llegaba el equipo capitalino; en aquel partido alinearon Lucioni, Arce, Rubio, Vargas, Gutiérrez, Lobatón, Jorge Chirinos, Gallegos, Zegarra Ballón, José Chirinos y Martínez, siendo este último el encargado de anotar ambos goles, y por Alianza alinearon: Valdivieso, Soria, Rostaig, García, Quintana, J. Soria, Alejandro Villanueva, D. Neyra, J. Sarmiento y Lavalle, con este triunfo Melgar se alzó con la copa donada por el entonces Alcalde de Arequipa don Federico Emmel. Es debido a este triunfo y a todos los laureles alcanzados a lo largo de su existencia como institución deportiva que un martes 25 de marzo de aquel año, en el XV aniversario del club se dijo que el equipo rojinegro era la universidad del fútbol mistiano.

#### La gira por Chile de 1930

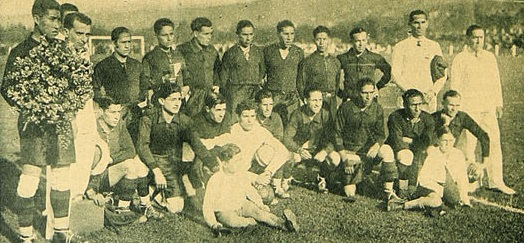
FBC Melgar en su gira por Chile, año 1930.

Antes de iniciar la gira por Chile, lo que constituiría su primera participación internacional, Melgar venció al Ciclista Lima por 2 a 1 en un amistoso, al Piérola y al Huracán por el torneo local por el mismo marcador de 5 a 0. 
El 10 de agosto de 1930 Melgar inicia una gira por Chile, en su debut internacional Melgar enfrentó a la Selección de Valparaíso con la cual empató 3 a 3, días después se dio la revancha esta vez cayendo por 5 a 0 frente al conjunto chileno. El 25 de agosto en Melgar caería por 4 a 1 frente al Colo-Colo, días después enfrentaría al Audax Italiano con el cual perdería por un marcador apretado de 3 a 2. El Melgar luego jugaría frente a la Selección de Coquimbo, la Selección de Antofagasta y la Selección de Iquique con las cuales se empataría sin abrir el marcador, su actuación fue el triunfo definitivo a sus aspiraciones institucionales. De regreso de la República de Chile, el Club Melgar, agregó a su historia otra página de profundo significado deportivo; toda vez que sus integrantes fueron los embajadores del Perú y su desempeño legítimo orgullo para la tierra de Mariano Melgar, Arequipa.

### Primer triunfo internacional (1931)
En noviembre de 1931, el club Bolívar de Bolivia hizo una visita a suelo arequipeño para sostener una serie de partidos de carácter amistoso frente a equipos de la ciudad y del cercano puerto de Mollendo. El club rojinegro sería el segundo club en enfrentar al Bolívar y, en una tarde brillante del domingo 29 de noviembre, lograría obtener su primer triunfo internacional al derrotar al cuadro paceño con un contundente 4 a 1 en el viejo Stadium Melgar. Los goles fueron anotados por Gallegos con un triplete y Franco, siendo Alborta quien descontara para los bolivianos. Este valioso triunfo llegaría a ser el primero que obtuvo el dominó sobre un rival internacional.

### Los años perdidos (1931-1960)
En la década de los treinta del siglo pasado surgieron varios cambios en el fútbol de Arequipa, de ellos cabe mencionar la disminución del número de equipos en primera división y la instauración de los descensos a partir de 1933, estos cambios coincidieron con el declive del desempeño futbolístico del club que durante esos años solo alcanzaría como máximos logros dos subcampeonatos en 1931 y 1936. En 1938 tras una mala campaña descendería por primera vez a la segunda división luego de 20 años consecutivos en la máxima categoría del fútbol mistiano, convirtiéndose en el segundo equipo de los cinco grandes de la ciudad en descender luego de que el Sportivo Huracán lo hiciera en 1933, el descenso se consumó luego de caer derrotado en el partido de promoción frente al campeón de la Segunda Categoría, el Deportivo Ciclón del barrio de San Lázaro, por el score apretado de 2 a 1. Esa década también supuso la aparición de la hegemonía sobre el fútbol arequipeño por parte de su máximo rival, el FBC Aurora.
En el torneo de Segunda Categoría de 1939, el Melgar supo imponerse sobre todos sus rivales empatando solo un partido, de esa manera, los rojinegros se ganaron el derecho de disputar nuevamente el partido de promoción que debió llevarse a cabo a finales de aquel año frente al Deportivo Ciclón que ocupó el último lugar de la primera división; sin embargo, el partido se jugaría un año después, a finales de 1940, pues el viejo Stadium Melgar fue demolido y el nuevo Estadio Melgar recién sería inaugurado para las fiestas del IV Centenario en octubre. Fue en ese escenario donde se jugó el partido, el primero del Melgar en el Estadio del barrio de IV Centenario, y culminó con triunfo por la mínima de los rojinegros quienes se cobraron la revancha ante el equipo de San Lázaro y retornaron a la máxima categoría. La permanencia en Primera División le duraría poco pues volvería a descender al quedar último de los torneos de 1941 cayendo por la mínima en el partido de promoción ante el Deportivo Mistiano.En 1944, aún en Segunda División, quedó segundo en su serie al caer derrotado ante Deportivo Juvenil Arequipa impidiéndole acceder a la final y por lo tanto a la posibilidad de acceder nuevamente a la Primera División.  
En 1945, el equipo rojinegro obtendría el campeonato de Segunda División de manera holgada accediendo a la Primera División de manera directa. En 1946 y 1947, ya en Primera División de la Liga Provincial de Arequipa, el club rojinegro tuvo destacadas actuaciones alcanzando el cuarto lugar de la tabla en ambas temporadas, además el club nuevamente pudo disputar partidos frente a equipos capitalinos como Sport Boys y Ciclista Association, e internacionales como aquel que le ganó al Litoral de Bolivia por el marcador de 4 a 2. 

### Regreso definitivo a la Primera División de Arequipa (1961)
Tras permanecer varios años en la segunda división de la ciudad desde que descendiera un 4 de agosto de 1957 en un partido frente al Independiente de Miraflores, el FBC Melgar ascendería a la primera división luego de campeonar en el torneo del año de 1961 (jugado desde noviembre a aquel año hasta julio de 1962) al finalizar primeros con 22 puntos de manera invicta al ganar 9 partidos y empatar otros 4, quedando por encima de otros clásicos equipos como Deportivo Mistiano y Victoria del Huayco. Su buen andar por el torneo empezó con una victoria sobre San Cristóbal por 3 a 1, consiguiendo el ascenso al derrotar al Deportivo Bolivariano por 5 a 1. En ese partido marcaron Carlos Paredes a los 8 minutos del primer tiempo, empató el rival a los 12 minutos, luego empezó la goleada con los tanto de Óscar Márquez a los 20 minutos y luego Walter Zúñiga a los 25 minutos aumentaba en el marcador y en la etapa final marco Carlos Márquez en los minutos 7 y 27 del segundo tiempo decretando la goleada de 5 a 1. El equipo de aquel año estuvo conformado por: Luis Villanueva (entrenador) Luis Montero, Alfredo Salinas, Alfonso Rodríguez, Víctor Ascuña, Julio Rondón, Gleny Sosa, Carlos "Rocoto" Márquez, Óscar Márquez, Lizardo Paredes, Carlos Paredes, Roberto Zegarra, José Pinto, Moisés Núñez, Raúl Cuadros, Jorge Benavides, Jaime Sánchez, Alfredo Salomón, Walter Tejada, José Cuadros y Hugo Paredes.

### Campeón de Arequipa luego de 34 años (1962)
Habían pasado décadas desde la última vez que el FBC Melgar se alzaba con el título de campeón arequipeño, la última vez en 1928 en una final de campeonato polémica. Sería en 1962 y bajo la presidencia de Luis Isenrich Lomellini cuando el nombre de FBC Melgar volvía a resonar en el ambiente futbolístico de la ciudad, pues el equipo recientemente ascendido daría la sorpresa en la primera división al quedarse con el trofeo de campeón de aquel torneo. Para aquel campeonato de primera división de 1962, los rojinegros mantuvieron la base de jugadores con el que ascendieron e incorporaron a otros que hicieron del equipo más competitivo, de entre esas nuevas adquisiciones destacaría Eduardo "Patato" Márquez, quien a partir de ese momento empezaría a escribir sus páginas de glorias con el conjunto dominó.

### Campeón de la Primera División de Arequipa (1964)
Para el año de 1964 el club rojinegro, se proclama campeón del torneo, con una actuación deslumbrante del cuadro rojinegro, un cuadro que contaba con figuras resaltantes del fútbol Arequipeño, respaldados con un buen entrenador, Alberto Ugarte. En ese torneo participaron equipos tradicionales de Arequipa como el Piérola y el Aurora.

### Bicampeón de la Primera División de Arequipa (1965)
Para el año de 1965. El club dominó lograría el bicampeonato de la Primera División del Fútbol Arequipeño en un torneo regular. Ya que el equipo en la primera rueda sufrió una serie de derrotas y empates, y pocas victorias. En la segunda parte del certamen logró una gran remontada, logrando los triunfos necesarios para lograr el bicampeonato de la Primera División del Fútbol Arequipeño. El equipo en total, sumó 10 triunfos, 5 empates y solamente 3 derrotas. El cuadro dominó de aquel año contó con la siguiente plantilla:
Arqueros: Rigoberto Delgado, Julio Martínez, Edgard Jimenéz.
Defensas: Jaime Soto, Armando Palacios, Elard Delgado, Alfredo Salinas, José Cuadros.
Volantes: Manuel Donald Ponce, Tito Delgado, Juan Guillermo Vizcarra (entrenador).
Delanteros: Óscar Márquez, Eduardo Márquez, Pedro Barra, Carlos Márquez, Juan Chávez, Ernesto Loayza, Walter Zúñiga, Jaime Alvarado y Alberto LLamozas.

### Invitación al Campeonato Descentralizado en 1966
En 1966, durante la presidencia Luis Isenrich Lomellini el quien la historia del domino lo aplaude como el que dio los éxitos en la década de los 60, el FBC Melgar fue invitado por la Asociación de Fútbol Peruano para intervenir en el primer Campeonato de Fútbol Descentralizado. El equipo del FBC Melgar debutó en ese campeonato Descentralizado en la Ciudad de Lima frente al Defensor Lima, el recordado equipo de los "carasucias de Breña". El resultado final de ese partido fue de un gol a cero favorable al equipo rojinegro del FBC Melgar, gol anotado por el centro delantero arequipeño Pedro Huamán.
Para esta participación el equipo rojinegro contó como entrenador al ya fallecido Gilberto Dos Santos y su plantilla la formaban los siguientes jugadores: Rolando Farfán Gonzales (arquero), Carlos Bermejo Cárdenas, Armando Palacios Escalante (capitán), Elard Delgado Tapia y Alfredo Salinas Urday (defensas); Eduardo Ávila Gárate, y Manuel "Donal" Ponce (mediocampistas) Raúl Ruiz, Eduardo "patato" Márquez Obando, Pedro Huamán y Hugo "Gusano" Paredes (delanteros). También alternaron durante el campeonato los jugadores: Martínez (Arquero), Raúl Rossel Ochoa, Jaime Soto Castro, Raúl Cuadros Rodríguez, José Cuadros Rodríguez, Oscar Márquez Obando, Julio Cossio, Jaime Pizelli y los jugadores brasileños Puglia y Oliveira.
Al final de ese campeonato, el equipo ocupó la octava posición de un total de 14 equipos, y debido a las bases del campeonato tuvo que descender.

### Campeón de la Copa Perú - Ascenso (Año 1971)
El día 8 de mayo de 1971 el Melgar, necesitaba de solo un empate o un triunfo para adjudicarse la Copa Perú, y convertirse en el primer equipo Arequipeño en ganarla. Era la quinta edición de este torneo nacional. Enfrentó al Colegio Nacional de Iquitos, todo se estaba cuesta arriba cuando el club iquiteño adelantó en el marcador a los 45 minutos del primer tiempo, pero el Melgar logra el empate al minuto 43 del segundo tiempo con tanto de Luis Ponce Arroé; y con este tanto la Copa Perú fue para el club Melgar y para la ciudad de Arequipa, logrando así su ascenso a la Primera División Peruana, del cual ha permanecido hasta la actualidad.
| Campaña Copa Perú 1971              | Campaña Copa Perú 1971 | Campaña Copa Perú 1971 | Campaña Copa Perú 1971    | Campaña Copa Perú 1971 | Campaña Copa Perú 1971 | Campaña Copa Perú 1971 | Campaña Copa Perú 1971 | Campaña Copa Perú 1971 | Campaña Copa Perú 1971 | Campaña Copa Perú 1971 | Campaña Copa Perú 1971 | Campaña Copa Perú 1971 | Campaña Copa Perú 1971 | Campaña Copa Perú 1971 | Campaña Copa Perú 1971 | Campaña Copa Perú 1971 | Campaña Copa Perú 1971 | Campaña Copa Perú 1971 | Campaña Copa Perú 1971 | Campaña Copa Perú 1971 | Campaña Copa Perú 1971 | Campaña Copa Perú 1971 | Campaña Copa Perú 1971 | Campaña Copa Perú 1971 | Campaña Copa Perú 1971 | Campaña Copa Perú 1971 | Campaña Copa Perú 1971 | Campaña Copa Perú 1971 | Campaña Copa Perú 1971 | Campaña Copa Perú 1971 | Campaña Copa Perú 1971 | Campaña Copa Perú 1971 | Campaña Copa Perú 1971 | Campaña Copa Perú 1971 | Campaña Copa Perú 1971 |
| Finalísima                          | Finalísima             | Finalísima             | Finalísima                | Finalísima             | Finalísima             | Finalísima             | Finalísima             | Finalísima             | Finalísima             | Finalísima             | Finalísima             | Finalísima             | Finalísima             | Finalísima             | Finalísima             | Finalísima             | Finalísima             | Finalísima             | Finalísima             | Finalísima             | Finalísima             | Finalísima             | Finalísima             | Finalísima             | Finalísima             | Finalísima             | Finalísima             | Finalísima             | Finalísima             | Finalísima             | Finalísima             | Finalísima             | Finalísima             | Finalísima             |                        |
| Fecha                               | Estadio                | Ciudad                 | Local                     | Score                  | Visitante              |                        |                        |                        |                        |                        |                        |                        |                        |                        |                        |                        |                        |                        |                        |                        |                        |                        |                        |                        |                        |                        |                        |                        |                        |                        |                        |                        |                        |                        |                        |
| ----------------------------------- | ---------------------- | ---------------------- | ------------------------- | ---------------------- | ---------------------- | ---------------------- | ---------------------- | ---------------------- | ---------------------- | ---------------------- | ---------------------- | ---------------------- | ---------------------- | ---------------------- | ---------------------- | ---------------------- | ---------------------- | ---------------------- | ---------------------- | ---------------------- | ---------------------- | ---------------------- | ---------------------- | ---------------------- | ---------------------- | ---------------------- | ---------------------- | ---------------------- | ---------------------- | ---------------------- | ---------------------- | ---------------------- | ---------------------- | ---------------------- | ---------------------- |
| 25-04-1972                          | Nacional               | Lima                   | José Gálvez (Chimbote)    | 1-5                    | Melgar                 |                        |                        |                        |                        |                        |                        |                        |                        |                        |                        |                        |                        |                        |                        |                        |                        |                        |                        |                        |                        |                        |                        |                        |                        |                        |                        |                        |                        |                        |                        |
| 28-04-1972                          | Nacional               | Lima                   | Deportivo Huando (Huaral) | 1-5                    | Melgar                 |                        |                        |                        |                        |                        |                        |                        |                        |                        |                        |                        |                        |                        |                        |                        |                        |                        |                        |                        |                        |                        |                        |                        |                        |                        |                        |                        |                        |                        |                        |
| 02-05-1972                          | Nacional               | Lima                   | Unión Tumán (Tumán)       | 1-1                    | Melgar                 |                        |                        |                        |                        |                        |                        |                        |                        |                        |                        |                        |                        |                        |                        |                        |                        |                        |                        |                        |                        |                        |                        |                        |                        |                        |                        |                        |                        |                        |                        |
| 05-05-1972                          | Nacional               | Lima                   | Cienciano (Cusco)         | 0-1                    | Melgar                 |                        |                        |                        |                        |                        |                        |                        |                        |                        |                        |                        |                        |                        |                        |                        |                        |                        |                        |                        |                        |                        |                        |                        |                        |                        |                        |                        |                        |                        |                        |
| 08-05-1972                          | Nacional               | Lima                   | CNI (Iquitos)             | 1-1                    | Melgar                 |                        |                        |                        |                        |                        |                        |                        |                        |                        |                        |                        |                        |                        |                        |                        |                        |                        |                        |                        |                        |                        |                        |                        |                        |                        |                        |                        |                        |                        |                        |
| Melgar campeón de la Copa Perú 1971 |                        |                        |                           |                        |                        |                        |                        |                        |                        |                        |                        |                        |                        |                        |                        |                        |                        |                        |                        |                        |                        |                        |                        |                        |                        |                        |                        |                        |                        |                        |                        |                        |                        |                        |                        |

Equipo Campeón:
Arqueros: Rolando Farfán, José Valderrama.
Defensas: Carlos Bermejo, Hernán Paredes, Armando Palacios, Francisco Maldonado (Chuchampas), Elard Delgado, Jesús Neyra, Delfín Delgado, Alfredo Salinas, Julio Chávez.
Mediocampistas: Luis Ponce Arroé, Miguel Moreno, Eusebio Leyva, Enrique Ramírez, César Ticona, Guillermo Fuentes.
Delanteros: Raúl Ruiz, José Risco, Raúl Rossell, Ruffo Férnandez, Eduardo Márquez y Emilio Barra.
Entrenador: Walter Milera Calero (exjugador del Sport Boys).
Presidente del Club: Javier Chirinos Stein.

### La Histórica Campaña en la Primera División

#### Campeón de la Primera División (Año 1981)
En el año de 1981 tras un excelente campeonato del cuadro arequipeño, dejando en el camino a grandes escuadras como Alianza Lima y Universitario.
En el partido contra Alianza Lima en 1981, encuentro clave para obtener el título, el equipo rojinegro ganó con un gol de Genaro Neyra y un autogol. En el segundo tiempo, el equipo blanquiazul marcó un gol de Freddy Ravello pero Ernesto "chivo" Neyra con un taponazo decretó el 3-1 final.
El partido final fue con Sporting Cristal, que durante ese año cumplió una mala campaña, pero si ganaban ese día los melgarianos tendrían que ir a una disputa por el título contra Universitario, ya que los cremas vencieron a su similar de Unión Huaral por 3 a 1. Los rojinegros solo necesitaba de un empate para lograr la corona. El partido se desarrolló en el Estadio Nacional de Lima ante 33,948 espectadores, que esperaban un triunfo de los rimenses, pero el encuentro finalizó en empate 1-1. Con esto, el título fue arequipeño, convirtiéndose así en el primer equipo del sur del Perú en ser campeón de la Primera División del Perú, y fue además su primera clasificación a la Copa Libertadores de América.

| Campaña 1981                  | Campaña 1981                  | Campaña 1981                  | Campaña 1981                  | Campaña 1981                  | Campaña 1981                  | Campaña 1981                  | Campaña 1981                  | Campaña 1981                  | Campaña 1981                  | Campaña 1981                  | Campaña 1981                  | Campaña 1981                  | Campaña 1981                  | Campaña 1981                  | Campaña 1981                  | Campaña 1981                  | Campaña 1981                  | Campaña 1981                  | Campaña 1981                  | Campaña 1981                  | Campaña 1981                  | Campaña 1981                  | Campaña 1981                  | Campaña 1981                  | Campaña 1981                  | Campaña 1981                  | Campaña 1981                  | Campaña 1981                  | Campaña 1981                  | Campaña 1981                  | Campaña 1981                  | Campaña 1981                  | Campaña 1981                  | Campaña 1981                  | Campaña 1981                  | Campaña 1981                  | Campaña 1981                  | Campaña 1981                  | Campaña 1981                  | Campaña 1981 | Campaña 1981 | Campaña 1981 |
| Descentralizado: Primera Fase | Descentralizado: Primera Fase | Descentralizado: Primera Fase | Descentralizado: Primera Fase | Descentralizado: Primera Fase | Descentralizado: Primera Fase | Descentralizado: Primera Fase | Descentralizado: Primera Fase | Descentralizado: Primera Fase | Descentralizado: Primera Fase | Descentralizado: Primera Fase | Descentralizado: Primera Fase | Descentralizado: Primera Fase | Descentralizado: Primera Fase | Descentralizado: Primera Fase | Descentralizado: Primera Fase | Descentralizado: Primera Fase | Descentralizado: Primera Fase | Descentralizado: Primera Fase | Descentralizado: Primera Fase | Descentralizado: Primera Fase | Descentralizado: Primera Fase | Descentralizado: Primera Fase | Descentralizado: Primera Fase | Descentralizado: Primera Fase | Descentralizado: Primera Fase | Descentralizado: Primera Fase | Descentralizado: Primera Fase | Descentralizado: Primera Fase | Descentralizado: Primera Fase | Descentralizado: Primera Fase | Descentralizado: Primera Fase | Descentralizado: Primera Fase | Descentralizado: Primera Fase | Descentralizado: Primera Fase | Descentralizado: Primera Fase | Descentralizado: Primera Fase | Descentralizado: Primera Fase | Descentralizado: Primera Fase | Descentralizado: Primera Fase |              |              |              |
| Estadio                       | Ciudad                        | Local                         | Score                         | Visitante                     |                               |                               |                               |                               |                               |                               |                               |                               |                               |                               |                               |                               |                               |                               |                               |                               |                               |                               |                               |                               |                               |                               |                               |                               |                               |                               |                               |                               |                               |                               |                               |                               |                               |                               |                               |              |              |              |
| ----------------------------- | ----------------------------- | ----------------------------- | ----------------------------- | ----------------------------- | ----------------------------- | ----------------------------- | ----------------------------- | ----------------------------- | ----------------------------- | ----------------------------- | ----------------------------- | ----------------------------- | ----------------------------- | ----------------------------- | ----------------------------- | ----------------------------- | ----------------------------- | ----------------------------- | ----------------------------- | ----------------------------- | ----------------------------- | ----------------------------- | ----------------------------- | ----------------------------- | ----------------------------- | ----------------------------- | ----------------------------- | ----------------------------- | ----------------------------- | ----------------------------- | ----------------------------- | ----------------------------- | ----------------------------- | ----------------------------- | ----------------------------- | ----------------------------- | ----------------------------- | ----------------------------- | ----------------------------- | ------------ | ------------ | ------------ |
| Matute                        | Lima                          | Sport Boys                    | 2-2                           | Melgar                        |                               |                               |                               |                               |                               |                               |                               |                               |                               |                               |                               |                               |                               |                               |                               |                               |                               |                               |                               |                               |                               |                               |                               |                               |                               |                               |                               |                               |                               |                               |                               |                               |                               |                               |                               |              |              |              |
| Mariano Melgar                | Arequipa                      | Melgar                        | 2-0                           | Coronel Bolognesi             |                               |                               |                               |                               |                               |                               |                               |                               |                               |                               |                               |                               |                               |                               |                               |                               |                               |                               |                               |                               |                               |                               |                               |                               |                               |                               |                               |                               |                               |                               |                               |                               |                               |                               |                               |              |              |              |
| Matute                        | Lima                          | Atlético Chalaco              | 0-0                           | Melgar                        |                               |                               |                               |                               |                               |                               |                               |                               |                               |                               |                               |                               |                               |                               |                               |                               |                               |                               |                               |                               |                               |                               |                               |                               |                               |                               |                               |                               |                               |                               |                               |                               |                               |                               |                               |              |              |              |
| Lores Colán                   | Huaral                        | Unión Huaral                  | 0-0                           | Melgar                        |                               |                               |                               |                               |                               |                               |                               |                               |                               |                               |                               |                               |                               |                               |                               |                               |                               |                               |                               |                               |                               |                               |                               |                               |                               |                               |                               |                               |                               |                               |                               |                               |                               |                               |                               |              |              |              |
| Mariano Melgar                | Arequipa                      | Melgar                        | 3-0                           | CNI                           |                               |                               |                               |                               |                               |                               |                               |                               |                               |                               |                               |                               |                               |                               |                               |                               |                               |                               |                               |                               |                               |                               |                               |                               |                               |                               |                               |                               |                               |                               |                               |                               |                               |                               |                               |              |              |              |
| Campeonísimo                  | Talara                        | Atlético Torino               | 0-2                           | Melgar                        |                               |                               |                               |                               |                               |                               |                               |                               |                               |                               |                               |                               |                               |                               |                               |                               |                               |                               |                               |                               |                               |                               |                               |                               |                               |                               |                               |                               |                               |                               |                               |                               |                               |                               |                               |              |              |              |
| Mariano Melgar                | Arequipa                      | Melgar                        | 1-0                           | ADT                           |                               |                               |                               |                               |                               |                               |                               |                               |                               |                               |                               |                               |                               |                               |                               |                               |                               |                               |                               |                               |                               |                               |                               |                               |                               |                               |                               |                               |                               |                               |                               |                               |                               |                               |                               |              |              |              |
| Heraclio Tapia                | Huánuco                       | León de Huánuco               | 0-0                           | Melgar                        |                               |                               |                               |                               |                               |                               |                               |                               |                               |                               |                               |                               |                               |                               |                               |                               |                               |                               |                               |                               |                               |                               |                               |                               |                               |                               |                               |                               |                               |                               |                               |                               |                               |                               |                               |              |              |              |
| Mariano Melgar                | Arequipa                      | Melgar                        | 3-1                           | Deportivo Municipal           |                               |                               |                               |                               |                               |                               |                               |                               |                               |                               |                               |                               |                               |                               |                               |                               |                               |                               |                               |                               |                               |                               |                               |                               |                               |                               |                               |                               |                               |                               |                               |                               |                               |                               |                               |              |              |              |
| Elías Aguirre                 | Chiclayo                      | Juan Aurich                   | 0-0                           | Melgar                        |                               |                               |                               |                               |                               |                               |                               |                               |                               |                               |                               |                               |                               |                               |                               |                               |                               |                               |                               |                               |                               |                               |                               |                               |                               |                               |                               |                               |                               |                               |                               |                               |                               |                               |                               |              |              |              |
| Mariano Melgar                | Arequipa                      | Melgar                        | 2-0                           | Universitario                 |                               |                               |                               |                               |                               |                               |                               |                               |                               |                               |                               |                               |                               |                               |                               |                               |                               |                               |                               |                               |                               |                               |                               |                               |                               |                               |                               |                               |                               |                               |                               |                               |                               |                               |                               |              |              |              |
| Torres Belón                  | Puno                          | Alfonso Ugarte                | 1-3                           | Melgar                        |                               |                               |                               |                               |                               |                               |                               |                               |                               |                               |                               |                               |                               |                               |                               |                               |                               |                               |                               |                               |                               |                               |                               |                               |                               |                               |                               |                               |                               |                               |                               |                               |                               |                               |                               |              |              |              |
| Mariano Melgar                | Arequipa                      | Melgar                        | 1-1                           | Deportivo Junín               |                               |                               |                               |                               |                               |                               |                               |                               |                               |                               |                               |                               |                               |                               |                               |                               |                               |                               |                               |                               |                               |                               |                               |                               |                               |                               |                               |                               |                               |                               |                               |                               |                               |                               |                               |              |              |              |
| Nacional                      | Lima                          | Alianza Lima                  | 2-0                           | Melgar                        |                               |                               |                               |                               |                               |                               |                               |                               |                               |                               |                               |                               |                               |                               |                               |                               |                               |                               |                               |                               |                               |                               |                               |                               |                               |                               |                               |                               |                               |                               |                               |                               |                               |                               |                               |              |              |              |
| Mariano Melgar                | Arequipa                      | Melgar                        | 3-1                           | Sporting Cristal              |                               |                               |                               |                               |                               |                               |                               |                               |                               |                               |                               |                               |                               |                               |                               |                               |                               |                               |                               |                               |                               |                               |                               |                               |                               |                               |                               |                               |                               |                               |                               |                               |                               |                               |                               |              |              |              |
| Descentralizado: Segunda Fase |                               |                               |                               |                               |                               |                               |                               |                               |                               |                               |                               |                               |                               |                               |                               |                               |                               |                               |                               |                               |                               |                               |                               |                               |                               |                               |                               |                               |                               |                               |                               |                               |                               |                               |                               |                               |                               |                               |                               |              |              |              |
| Mariano Melgar                | Arequipa                      | Melgar                        | 0-0                           | Sport Boys                    |                               |                               |                               |                               |                               |                               |                               |                               |                               |                               |                               |                               |                               |                               |                               |                               |                               |                               |                               |                               |                               |                               |                               |                               |                               |                               |                               |                               |                               |                               |                               |                               |                               |                               |                               |              |              |              |
| Jorge Basadre                 | Tacna                         | Coronel Bolognesi             | 1-0                           | Melgar                        |                               |                               |                               |                               |                               |                               |                               |                               |                               |                               |                               |                               |                               |                               |                               |                               |                               |                               |                               |                               |                               |                               |                               |                               |                               |                               |                               |                               |                               |                               |                               |                               |                               |                               |                               |              |              |              |
| Mariano Melgar                | Arequipa                      | Melgar                        | 2-1                           | Atlético Chalaco              |                               |                               |                               |                               |                               |                               |                               |                               |                               |                               |                               |                               |                               |                               |                               |                               |                               |                               |                               |                               |                               |                               |                               |                               |                               |                               |                               |                               |                               |                               |                               |                               |                               |                               |                               |              |              |              |
| Mariano Melgar                | Arequipa                      | Melgar                        | 1-0                           | Unión Huaral                  |                               |                               |                               |                               |                               |                               |                               |                               |                               |                               |                               |                               |                               |                               |                               |                               |                               |                               |                               |                               |                               |                               |                               |                               |                               |                               |                               |                               |                               |                               |                               |                               |                               |                               |                               |              |              |              |
| Max Augustín                  | Iquitos                       | CNI                           | 1-0                           | Melgar                        |                               |                               |                               |                               |                               |                               |                               |                               |                               |                               |                               |                               |                               |                               |                               |                               |                               |                               |                               |                               |                               |                               |                               |                               |                               |                               |                               |                               |                               |                               |                               |                               |                               |                               |                               |              |              |              |
| Mariano Melgar                | Arequipa                      | Melgar                        | 0-2                           | Atlético Torino               |                               |                               |                               |                               |                               |                               |                               |                               |                               |                               |                               |                               |                               |                               |                               |                               |                               |                               |                               |                               |                               |                               |                               |                               |                               |                               |                               |                               |                               |                               |                               |                               |                               |                               |                               |              |              |              |
| Unión Tarma                   | Tarma                         | ADT                           | 2-1                           | Melgar                        |                               |                               |                               |                               |                               |                               |                               |                               |                               |                               |                               |                               |                               |                               |                               |                               |                               |                               |                               |                               |                               |                               |                               |                               |                               |                               |                               |                               |                               |                               |                               |                               |                               |                               |                               |              |              |              |
| Mariano Melgar                | Arequipa                      | Melgar                        | 1-0                           | León de Huánuco               |                               |                               |                               |                               |                               |                               |                               |                               |                               |                               |                               |                               |                               |                               |                               |                               |                               |                               |                               |                               |                               |                               |                               |                               |                               |                               |                               |                               |                               |                               |                               |                               |                               |                               |                               |              |              |              |
| Nacional                      | Lima                          | Deportivo Municipal           | 2-1                           | Melgar                        |                               |                               |                               |                               |                               |                               |                               |                               |                               |                               |                               |                               |                               |                               |                               |                               |                               |                               |                               |                               |                               |                               |                               |                               |                               |                               |                               |                               |                               |                               |                               |                               |                               |                               |                               |              |              |              |
| Mariano Melgar                | Arequipa                      | Melgar                        | 2-1                           | Juan Aurich                   |                               |                               |                               |                               |                               |                               |                               |                               |                               |                               |                               |                               |                               |                               |                               |                               |                               |                               |                               |                               |                               |                               |                               |                               |                               |                               |                               |                               |                               |                               |                               |                               |                               |                               |                               |              |              |              |
| Nacional                      | Lima                          | Universitario                 | 1-2                           | Melgar                        |                               |                               |                               |                               |                               |                               |                               |                               |                               |                               |                               |                               |                               |                               |                               |                               |                               |                               |                               |                               |                               |                               |                               |                               |                               |                               |                               |                               |                               |                               |                               |                               |                               |                               |                               |              |              |              |
| Mariano Melgar                | Arequipa                      | Melgar                        | 2-1                           | Alfonso Ugarte                |                               |                               |                               |                               |                               |                               |                               |                               |                               |                               |                               |                               |                               |                               |                               |                               |                               |                               |                               |                               |                               |                               |                               |                               |                               |                               |                               |                               |                               |                               |                               |                               |                               |                               |                               |              |              |              |
| IV Centenario                 | Huancayo                      | Deportivo Junín               | 0-1                           | Melgar                        |                               |                               |                               |                               |                               |                               |                               |                               |                               |                               |                               |                               |                               |                               |                               |                               |                               |                               |                               |                               |                               |                               |                               |                               |                               |                               |                               |                               |                               |                               |                               |                               |                               |                               |                               |              |              |              |
| Mariano Melgar                | Arequipa                      | Melgar                        | 3-1                           | Alianza Lima                  |                               |                               |                               |                               |                               |                               |                               |                               |                               |                               |                               |                               |                               |                               |                               |                               |                               |                               |                               |                               |                               |                               |                               |                               |                               |                               |                               |                               |                               |                               |                               |                               |                               |                               |                               |              |              |              |
| Nacional                      | Lima                          | Sporting Cristal              | 1-1                           | Melgar                        |                               |                               |                               |                               |                               |                               |                               |                               |                               |                               |                               |                               |                               |                               |                               |                               |                               |                               |                               |                               |                               |                               |                               |                               |                               |                               |                               |                               |                               |                               |                               |                               |                               |                               |                               |              |              |              |
| Melgar Campeón 1981           |                               |                               |                               |                               |                               |                               |                               |                               |                               |                               |                               |                               |                               |                               |                               |                               |                               |                               |                               |                               |                               |                               |                               |                               |                               |                               |                               |                               |                               |                               |                               |                               |                               |                               |                               |                               |                               |                               |                               |              |              |              |

| 1          | POR        | Ramón Quiroga     |       |
|            | DEF        | Eleazar Soria     |       |
|            | DEF        | Gerardo Baigorria |       |
|            | DEF        | Rubén Díaz        |       |
|            | DEF        | Miguel Gutiérrez  |       |
|            | MED        | Luis Reyna        | Salió |
|            | MED        | Alfredo Quesada   |       |
|            | MED        | Julio César Uribe |       |
|            | DEL        | Eloy Ortiz        |       |
|            | DEL        | Oswaldo Ramírez   |       |
|            | DEL        | Carlos Campos     | Salió |
| Entrenador | Entrenador | Alberto Gallardo  |       |

|            | POR        | Emilio Campana    |       |
|            | DEF        | Jorge Ramírez     |       |
|            | DEF        | Freddy Bustamante |       |
|            | DEF        | Raúl Obando       |       |
|            | DEF        | Abraham Medina    |       |
|            | MED        | Benigno Pérez     | Salió |
|            | MED        | Julio Ramírez     |       |
|            | MED        | Arturo Bisetti    |       |
|            | DEL        | Víctor Gutiérrez  | 78'   |
|            | DEL        | Genaro Neyra      |       |
|            | DEL        | Ernesto Neyra     |       |
| Entrenador | Entrenador | Máximo Carrasco   |       |

| MED | Julio Aliaga  | Entró |
| MED | Roberto Drago | Entró |

| POR | Armando Suclla | 78'   |
| DEL | Wilson Ramírez | Entró |

| Anotado | 82' | Julio César Uribe | 1-1 |

| Anotado | 10' | Genaro Neyra | 0-1 |

| Amonestado | Raúl Obando      |
| Amonestado | Fredy Bustamante |

| Expulsado | 76' | Emilio Campana |

| Árbitro | Edison Pérez Núñez |

| 1          | POR        | Ramón Quiroga     |       |
|            | DEF        | Eleazar Soria     |       |
|            | DEF        | Gerardo Baigorria |       |
|            | DEF        | Rubén Díaz        |       |
|            | DEF        | Miguel Gutiérrez  |       |
|            | MED        | Luis Reyna        | Salió |
|            | MED        | Alfredo Quesada   |       |
|            | MED        | Julio César Uribe |       |
|            | DEL        | Eloy Ortiz        |       |
|            | DEL        | Oswaldo Ramírez   |       |
|            | DEL        | Carlos Campos     | Salió |
| Entrenador | Entrenador | Alberto Gallardo  |       |

|            | POR        | Emilio Campana    |       |
|            | DEF        | Jorge Ramírez     |       |
|            | DEF        | Freddy Bustamante |       |
|            | DEF        | Raúl Obando       |       |
|            | DEF        | Abraham Medina    |       |
|            | MED        | Benigno Pérez     | Salió |
|            | MED        | Julio Ramírez     |       |
|            | MED        | Arturo Bisetti    |       |
|            | DEL        | Víctor Gutiérrez  | 78'   |
|            | DEL        | Genaro Neyra      |       |
|            | DEL        | Ernesto Neyra     |       |
| Entrenador | Entrenador | Máximo Carrasco   |       |

| MED | Julio Aliaga  | Entró |
| MED | Roberto Drago | Entró |

| POR | Armando Suclla | 78'   |
| DEL | Wilson Ramírez | Entró |

| Anotado | 82' | Julio César Uribe | 1-1 |

| Anotado | 10' | Genaro Neyra | 0-1 |

| Amonestado | Raúl Obando      |
| Amonestado | Fredy Bustamante |

| Expulsado | 76' | Emilio Campana |

| Árbitro | Edison Pérez Núñez |

| Plantel Campeón 1981     | Plantel Campeón 1981 | Plantel Campeón 1981 |          |          |          |          |          |          |          |          |          |          |          |          |          |          |          |          |          |
| Jugador                  |                      |                      |          |          |          |          |          |          |          |          |          |          |          |          |          |          |          |          |          |
| Arqueros                 | Arqueros             | Arqueros             | Arqueros | Arqueros | Arqueros | Arqueros | Arqueros | Arqueros | Arqueros | Arqueros | Arqueros | Arqueros | Arqueros | Arqueros | Arqueros | Arqueros | Arqueros | Arqueros | Arqueros |
| ------------------------ | -------------------- | -------------------- | -------- | -------- | -------- | -------- | -------- | -------- | -------- | -------- | -------- | -------- | -------- | -------- | -------- | -------- | -------- | -------- | -------- |
| Emilio Campana           |                      |                      |          |          |          |          |          |          |          |          |          |          |          |          |          |          |          |          |          |
| Arnaldo Suclla           |                      |                      |          |          |          |          |          |          |          |          |          |          |          |          |          |          |          |          |          |
| Ricardo Ciudad           |                      |                      |          |          |          |          |          |          |          |          |          |          |          |          |          |          |          |          |          |
| Defensas                 |                      |                      |          |          |          |          |          |          |          |          |          |          |          |          |          |          |          |          |          |
| Jorge Ramírez            |                      |                      |          |          |          |          |          |          |          |          |          |          |          |          |          |          |          |          |          |
| Alberto Alvarado         |                      |                      |          |          |          |          |          |          |          |          |          |          |          |          |          |          |          |          |          |
| Raúl Obando              |                      |                      |          |          |          |          |          |          |          |          |          |          |          |          |          |          |          |          |          |
| Israel Quijandría        |                      |                      |          |          |          |          |          |          |          |          |          |          |          |          |          |          |          |          |          |
| Fredy Bustamante         |                      |                      |          |          |          |          |          |          |          |          |          |          |          |          |          |          |          |          |          |
| Víctor Concha            |                      |                      |          |          |          |          |          |          |          |          |          |          |          |          |          |          |          |          |          |
| Ángel Gutiérrez          |                      |                      |          |          |          |          |          |          |          |          |          |          |          |          |          |          |          |          |          |
| Abraham Medina           |                      |                      |          |          |          |          |          |          |          |          |          |          |          |          |          |          |          |          |          |
| Volantes                 |                      |                      |          |          |          |          |          |          |          |          |          |          |          |          |          |          |          |          |          |
| Arturo Bisetti           |                      |                      |          |          |          |          |          |          |          |          |          |          |          |          |          |          |          |          |          |
| Ernesto Guillén          |                      |                      |          |          |          |          |          |          |          |          |          |          |          |          |          |          |          |          |          |
| Julio Ramírez            |                      |                      |          |          |          |          |          |          |          |          |          |          |          |          |          |          |          |          |          |
| Benigno Pérez            |                      |                      |          |          |          |          |          |          |          |          |          |          |          |          |          |          |          |          |          |
| Alfredo Benavente        |                      |                      |          |          |          |          |          |          |          |          |          |          |          |          |          |          |          |          |          |
| Delanteros               |                      |                      |          |          |          |          |          |          |          |          |          |          |          |          |          |          |          |          |          |
| Genaro Neyra             |                      |                      |          |          |          |          |          |          |          |          |          |          |          |          |          |          |          |          |          |
| Ernesto Neyra            |                      |                      |          |          |          |          |          |          |          |          |          |          |          |          |          |          |          |          |          |
| Víctor Gutiérrez         |                      |                      |          |          |          |          |          |          |          |          |          |          |          |          |          |          |          |          |          |
| Martín Gago              |                      |                      |          |          |          |          |          |          |          |          |          |          |          |          |          |          |          |          |          |
| Wilson Ramírez           |                      |                      |          |          |          |          |          |          |          |          |          |          |          |          |          |          |          |          |          |
| Enrique Varillas         |                      |                      |          |          |          |          |          |          |          |          |          |          |          |          |          |          |          |          |          |
| Director técnico         |                      |                      |          |          |          |          |          |          |          |          |          |          |          |          |          |          |          |          |          |
| Máximo Carrasco Meza     |                      |                      |          |          |          |          |          |          |          |          |          |          |          |          |          |          |          |          |          |
| Presidente               |                      |                      |          |          |          |          |          |          |          |          |          |          |          |          |          |          |          |          |          |
| Eduardo Valencia Jiménez |                      |                      |          |          |          |          |          |          |          |          |          |          |          |          |          |          |          |          |          |

### Subcampeón (Año 1983)
En el año 1983, el campeonato contaba con 17 equipos y se jugó en dos ruedas, una de ida y la otra de vuelta. Al finalizar el campeonato, los 6 primeros equipos clasificaban a una liguilla final de donde saldría el campeón y subcampeón, y por ende los dos clasificados a la Copa Libertadores de 1984. Melgar finalizó el campeonato descentralizado con 44 puntos, tras la liguilla acabó con 8 puntos y obtuvo el subcampeonato y el pase a la Copa Libertadores 1984. Cabe decir que la liguilla final se jugó solamente en Lima, favoreciendo a los cuadros de la capital. Al final del partido polémico con Sporting Cristal en donde los cerveceros le ganaron el subtítulo a los arequipeños.
Durante la época de los regionales cumplió regulares, ganado el regional sur en distintas ocasiones sin mayor fortuna en las etapas decisivas.

### Historia reciente (2000-2011)
En los años 2000 no tuvo mayor notoriedad en el fútbol peruano salvo por traer jugadores extranjeros como Luis Artimé (2002), Gabriel García (2004), Sergio Ibarra (2008) y más recientemente Julián Di Cosmo y Bernardo Cuesta (2012).
En el 2007 se trajo a Ysrael Zúñiga, también a Jorge Rodríguez (arquero)se lograron buenos triunfos de local, lamentablemente el equipo se cayó al final y no se logró un cupo a la Copa Sudamericana.
En 2008 se trajo como jale principal al goleador argentino nacionalizado peruano Sergio Ibarra el cual logró romper el récord de Goleador Histórico del Fútbol Peruano, el equipo comenzó bien con Gustavo Bobadilla como DT, lamentablemente algunos empates de local lo dejaron fuera de la Copa Sudamericana 2009.
En 2009 Sergio Ibarra partió al Juan Aurich, el jale de la temporada fue Ysrael Zúñiga que venía de nuevo al equipo tras jugar en Turquía, el equipo mantuvo una regularidad con triunfos apretados de local pero las derrotas de visita acabaron con la ilusión de clasificar a la Copa Sudamericana 2010.
En este año el equipo se mudó del Estadio Mariano Melgar al Monumental de la UNSA, Lamentablemente las peleas entre el DT Claudio Techera e Ysrael Zúñiga dividieron al Grupo, Techera renunció y Luis Flores acabó la campaña.
En el 2010 se vendió a Ysrael Zúñiga al Juan Aurich, Hilden Salas emigró al Cienciano y se contrató a Antonio Meza Cuadra proveniente de la Universidad César Vallejo, el equipo nunca encontró la regularidad y lamentablemente cedió muchos empates de local.
En el 2011 con la vuelta de Claudio Techera al equipo, se contrató a José Carvallo (arquero); se hizo una campaña en la cual se perdió muchos partidos de local y de visita, se acabó peleando la baja y el equipo recién se salvó 2 fechas antes del final. Con Wilmar Valencia ya como nuevo técnico, Melgar levantaría su rendimiento pero no del todo por lo que terminó peleando la baja en las 2 últimas fechas. La penúltima era decisiva para el elenco arequipeño, que se enfrentaría al entonces puntero, y a la postre subcampeón del torneo, Alianza Lima. El partido fue disputado, poniéndose en ventaja primero Alianza a los 21' con gol del paraguayo Roberto Ovelar. Sin embargo, Antonio Meza-cuadra pondría la paridad a los 27' y a los 34' un autogol de Ramos le devolvería la esperanza a la ciudad blanca de continuar en primera. Pero a los 55' ya en el segundo tiempo, parecía derrumbarse todo al anotar nuevamente Ovelar. Minutos después vendían las expulsiones de Castro y Arismendi para Melgar, casi ahogando toda ilusión. El árbitro Víctor Hugo Carrillo hizo que se equipararan ligeramente las cosas al mostrarle la roja a Leandro Fleitas de Alianza Lima. Un remate al travesaño de Renzo Reaños hacía parecer que ya nada entraría a ese arco. Pero a los 85' llegaría la figura del partido, Edson Aubert, que de un cabezazo agónico hacía derramar lágrimas a todos los arequipeños presentes en el estadio. El encuentro acabó 3-2 a favor de Melgar, y a pesar de que los rojinegros cayeron 2-1 en el siguiente partido ante Alianza Atlético, se logró mantener la
categoría.

### Clasificación a un Torneo Internacional luego de 15 años (2012)
En el 2012 se contrata al DT argentino Julio Zamora y varios refuerzos argentinos, también volvió al equipo Hilden Salas, los cuales hicieron una campaña espléndida, se logró tener una racha de 5 partidos de local con marcadores de 3-0 sobre los visitantes (Unión Comercio, Cienciano, Alianza Lima, Universitario y San Martín), Melgar jugó 22 partidos de local. Se ganó 17 partidos, 3 empates y 2 derrotas. El equipo terminó en el 5.º puesto de la tabla general accediendo por primera vez a la Copa Sudamericana y al cuarto torneo internacional de su historia. Los nacionales José Carvallo, Hilden Salas, Antonio Meza-Cuadra y los argentinos Julián Di Cosmo y Bernardo Cuesta fueron los 5 jugadores que se destacaron en la temporada. Se trabajó con un presupuesto real y de acuerdo a los ingresos, siguiendo el proceso concursal por parte de Henry Bustinza y su Directiva.
| 19-02-2012    | Monumental UNSA  | Arequipa | FBC Melgar       | 3-0 (W.O.) | U. San Martín    |
| 04-03-2012    | Mansiche         | Trujillo | U. César Vallejo | 4-1        | FBC Melgar       |
| 11-03-2012    | Monumental UNSA  | Arequipa | FBC Melgar       | 3-0        | Unión Comercio   |
| 18-03-2012    | 25 de noviembre  | Moquegua | Cobresol FBC     | 0-2        | FBC Melgar       |
| 25-03-2012    | IV Centenario    | Huancayo | Sport Huancayo   | 1-0        | FBC Melgar       |
| 01-04-2012    | Monumental UNSA  | Arequipa | FBC Melgar       | 3-0        | Alianza Lima     |
| 08-04-2012    | Ciudad de Cumaná | Ayacucho | Inti Gas         | 2-1        | FBC Melgar       |
| 15-04-2012    | Monumental UNSA  | Arequipa | FBC Melgar       | 3-0        | Cienciano        |
| 22-04-2012    | Alberto Gallardo | Lima     | Sporting Cristal | 3-1        | FBC Melgar       |
| 28-04-2012    | Monumental UNSA  | Arequipa | FBC Melgar       | 2-1        | José Gálvez      |
| 02-05-2012    | Elías Aguirre    | Chiclayo | Juan Aurich      | 3-1        | FBC Melgar       |
| 06-05-2012    | Monumental UNSA  | Arequipa | FBC Melgar       | 0-0        | Real Garcilaso   |
| 12-05-2012    | Miguel Grau      | Callao   | Sport Boys       | 1-1        | FBC Melgar       |
| 20-05-2012    | Monumental UNSA  | Arequipa | FBC Melgar       | 3-1        | Universitario    |
| 27-05-2012    | Heraclio Tapia   | Huánuco  | León de Huánuco  | 1-1        | FBC Melgar       |
| Segunda Rueda |                  |          |                  |            |                  |
| 16-06-2012    | Monumental       | Lima     | U. San Martín    | 0-0        | FBC Melgar       |
| 24-06-2012    | Monumental UNSA  | Arequipa | FBC Melgar       | 0-2        | U. César Vallejo |
| 27-06-2012    | Carlos Vidaurre  | Tarapoto | Unión Comercio   | 3-2        | FBC Melgar       |
| 01-07-2012    | Monumental UNSA  | Arequipa | FBC Melgar       | 2-1        | Cobresol FBC     |
| 04-07-2012    | Monumental UNSA  | Arequipa | FBC Melgar       | 1-0        | Sport Huancayo   |
| 07-07-2012    | Matute           | Lima     | Alianza Lima     | 0-0        | FBC Melgar       |
| 11-07-2012    | Monumental UNSA  | Arequipa | FBC Melgar       | 1-0        | Inti Gas         |
| 15-07-2012    | Garcilaso        | Cusco    | Cienciano        | 2-0        | FBC Melgar       |
| 18-07-2012    | Monumental UNSA  | Arequipa | FBC Melgar       | 1-2        | Sporting Cristal |
| 22-07-2012    | Centenario       | Chimbote | José Gálvez      | 0-0        | FBC Melgar       |
| 25-07-2012    | Monumental UNSA  | Arequipa | FBC Melgar       | 1-1        | Juan Aurich      |
| 29-07-2012    | Garcilaso        | Cusco    | Real Garcilaso   | 2-0        | FBC Melgar       |
| 05-08-2012    | Monumental UNSA  | Arequipa | FBC Melgar       | 1-1        | Sport Boys       |
| 08-08-2012    | Monumental       | Lima     | Universitario    | 3-0        | FBC Melgar       |
| 11-08-2012    | Monumental UNSA  | Arequipa | FBC Melgar       | 1-0        | León de Huánuco  |
| Liguillas     |                  |          |                  |            |                  |
| 19-08-2012    | Garcilaso        | Cusco    | Real Garcilaso   | 3-0        | FBC Melgar       |
| 26-08-2012    | Monumental UNSA  | Arequipa | FBC Melgar       | 1-0        | Juan Aurich      |
| 02-09-2012    | Heraclio Tapia   | Huánuco  | León de Huánuco  | 1-1        | FBC Melgar       |
| 16-09-2012    | Monumental UNSA  | Arequipa | FBC Melgar       | 5-1        | Sport Boys       |
| 23-09-2012    | Inca Pachacútec  | Rioja    | Unión Comercio   | 1-1        | FBC Melgar       |
| 30-09-2012    | Monumental UNSA  | Arequipa | FBC Melgar       | 4-0        | U. César Vallejo |
| 07-10-2012    | Matute           | Lima     | Alianza Lima     | 0-0        | FBC Melgar       |
| 21-10-2012    | Monumental UNSA  | Arequipa | FBC Melgar       | 1-0        | Real Garcilaso   |
| 28-10-2012    | Elías Aguirre    | Chiclayo | Juan Aurich      | 2-0        | FBC Melgar       |
| 01-11-2012    | Monumental UNSA  | Arequipa | FBC Melgar       | 2-0        | León de Huánuco  |
| 04-11-2012    | Miguel Grau      | Callao   | Sport Boys       | 1-1        | FBC Melgar       |
| 11-11-2012    | Monumental UNSA  | Arequipa | FBC Melgar       | 3-0        | Unión Comercio   |
| 18-11-2012    | Mansiche         | Trujillo | U. César Vallejo | 1-0        | FBC Melgar       |
| 25-11-2012    | Monumental UNSA  | Arequipa | FBC Melgar       | 2-0        | Alianza Lima     |

### La Transición del 2013

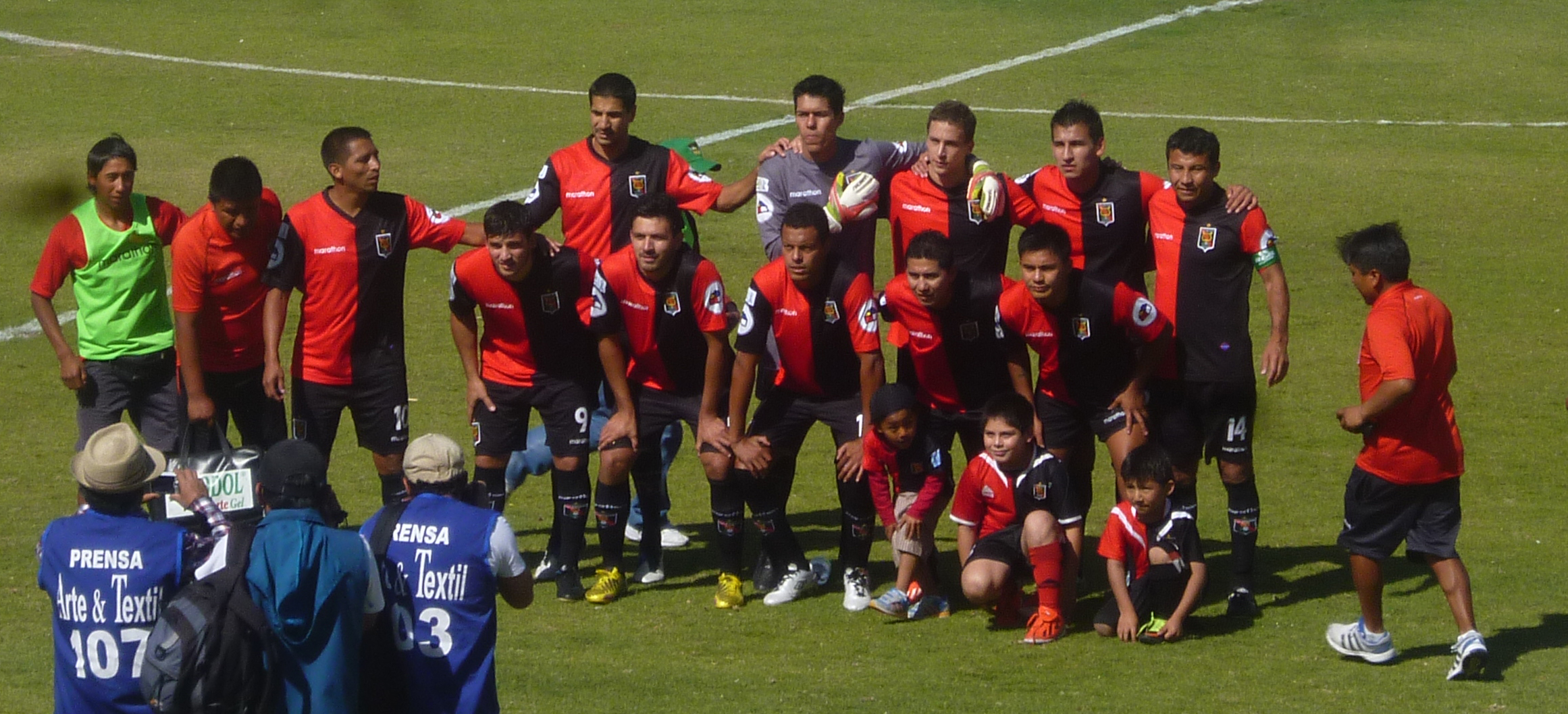
Equipo 2013.

En 2013 el club venía de hacer una de sus mejores campañas, sin embargo por algunos desacuerdos entre Julio Zamora y la Ex-Administración de "Carrizales & Vidal", el técnico no pudo continuar al mismo tiempo que se nombraba algunos "asesores" como Renzo Leyton, Luis Ortiz y Ángel Fernández Davila, de dudosa gestión, se decidió contar con los servicios de Marcelo Straccia exasistente Técnico de Julio Zamora, algunos artífices de la gran campaña 2012 se fueron a otros clubes como José Carvallo a Club Universitario de Deportes, Julián Di Cosmo a Oriente Petrolero, Miguel Huertas a Alfonso Ugarte, César Doy a Sportivo Huracán, entre otros.
Se contrató a Leao Butrón, el uruguayo Bosco Frontán, además del regreso de Ysrael Zúñiga y Edson Aubert, quienes tuvieron destacada actuación, entre otros.
Sin embargo el club comenzó muy mal perdiendo 3 partidos consecutivos en Arequipa, lo cual género la destitución de Straccia.
Por consecuencia se trajo a Franco Navarro como técnico y el equipo mejoró levemente, sin embargo se terminó peleando el descenso, al final de temporada se supo que los jugadores nunca se llevaron bien con Navarro y que había un clima de desconfianza y tensión en el grupo.
Por otra parte, se jugó la Copa Sudamericana donde se enfrentó en primera ronda a Deportivo Pasto de Colombia. El partido de ida se jugó en tierra colombianas, donde fue victoria 3-0 de Pasto. La vuelta a la semana siguiente jugada en el Estadio Mariano Melgar contó con el estadio lleno de hinchas a pesar de la derrota en la ida. Melgar ganó 2-0 quedando a un solo gol de forzar la tanda de penales, sin embargo fue el único equipo peruano que pudo ganar en el torneo.

### Nuevo Comienzo (2014)

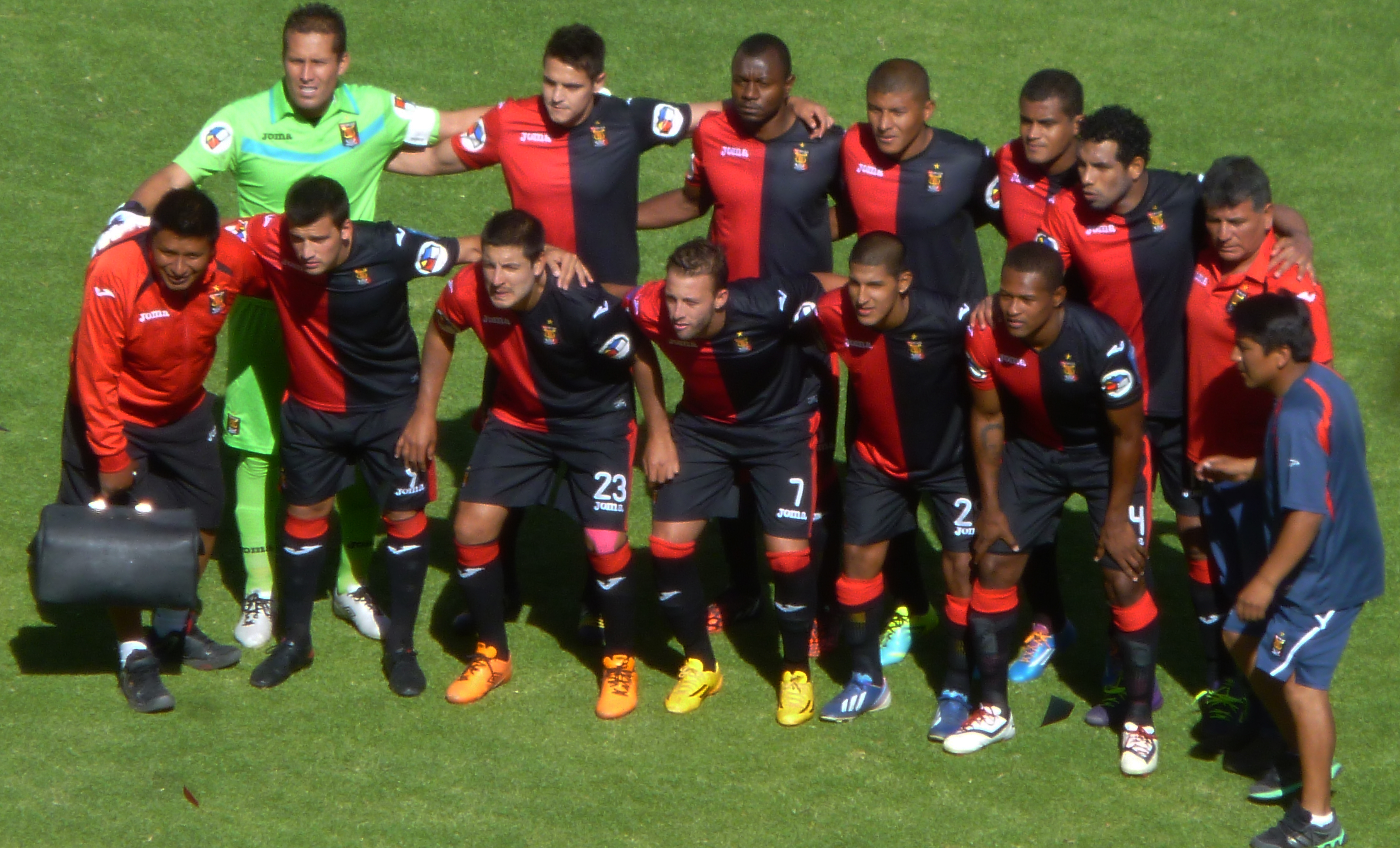
Melgar 2014, Primer Lugar en el acumulado y clasificado a la Copa Sudamericana.

Desde el año 2014 el entrenador del equipo fue el experimentado Juan Reynoso, quien vino desde México para hacer una gran campaña con el club.
Reynoso trajo consigo jugadores experimentados con quienes ya había trabajo previamente, como: los mellizos Nelinho y Minzum Quina, Edgar Villamarín, Piero Alva, Luis Hernández, Mario Soto, Willy Rivas y Johan Vásquez; además de los extranjeros Lampros Kontogiannis de México y el peruano-uruguayo Alejandro Hohberg.
Melgar comenzó de gran manera el año en el Torneo del Inca, donde fue parte del grupo B. Llegaba a la última fecha como líder del grupo, dependiendo de sí mismo para alcanzar la final aunque siendo perseguido por San Martín y César Vallejo. En la última fecha enfrentó a la San Martín en el Estadio Miguel Grau, contando con gran cantidad de hinchas de Melgar apostados en las tribunas de occidente y oriente. Acabado el primer tiempo, "santos" y "rojinegros" igualaban sin goles. A los 66 minutos se abrió el marcador en favor de Melgar gracias a un remate de volea de Piero Alva, sin embargo a los 82' Ballón igualó el marcador, seguido del segundo gol de San Martín por parte de Perea a los 90' de penal y el tercero un minuto después de Raziel García para concretar la remontada de San Martín, dejando así fuera de la final a Melgar que pudo luchar por un torneo después de mucho tiempo.
En el Torneo Apertura el equipo marcó una regularidad como visitante logrando en su mayoría triunfos, sin embargo la irregularidad de local hizo que finalice segundo en la tabla de posiciones detrás de Juan Aurich. A mediados de año se gestó la llegada dos refuerzos más: Donny Neyra y el joven colombiano Omar Fernández Frasica, quien en sus primeros partidos realizó actuaciones destacadas, siendo uno de los jugadores preferidos de la hinchada.
Finalmente en el Torneo Clausura se acrecentó la irregularidad del equipo jugando de local, llegando a hacer tan solo 12 puntos como local mientras que de visitante se rescató 15 puntos, quedando en cuarta posición. A pesar de ello el equipo logró terminar en primer lugar en la tabla acumulada del año, aunque no pudo disputar las play-offs ni clasificar a la Copa Libertadores, conformándose con clasificar por segunda vez a la Copa Sudamericana.

### Bicampeón del Torneo de Promoción y Reservas (2014-2015)

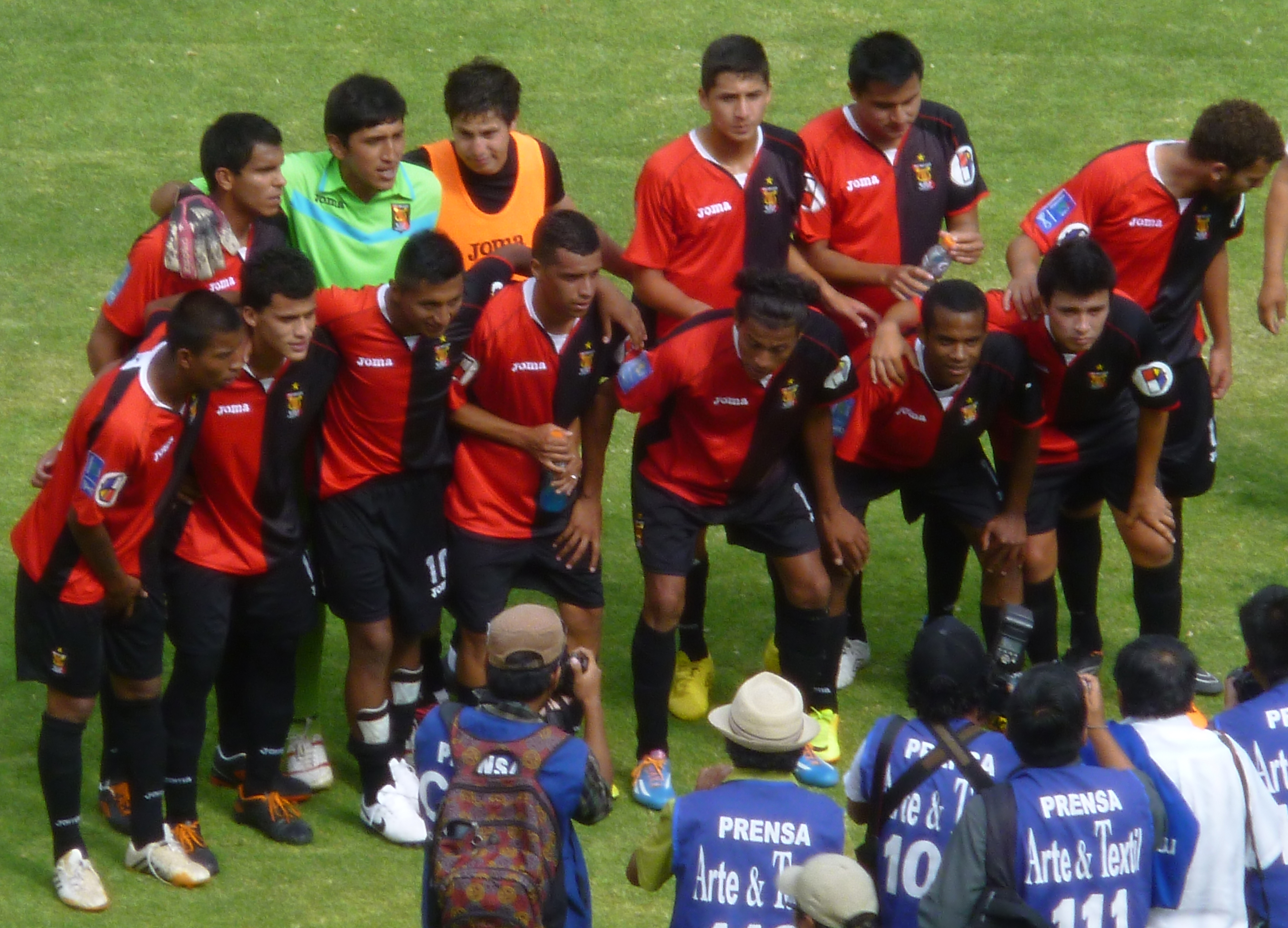
Equipo de Reserva, Campeón Nacional 2014.

En la temporada 2014 el equipo fue dirigido por Miguel Miranda, arrancando su pretemporada en enero con un equipo renovado y gran cantidad de refuerzos, manteniendo el primer lugar del torneo por casi 10 fechas, finalmente el equipo logró acabar primero en el acumulado empatando con la reserva del club Universitario, definiendo al campeón en un partido extra jugado en Tacna donde se coronó campeón del torneo tras golear por cuatro goles a cero al equipo crema.
Para el año siguiente, el del Centenario, algunos jugadores partieron a los equipos de Universitario y Alianza Lima, el equipo de reserva cambió de técnico nombrando a Gerardo Calero como nuevo encargado logrando ganar el Torneo Apertura de Reservas y ubicándose al final del torneo en el Primer lugar del acumulado ganando su derecho a participar en la Copa Libertadores Sub-20.
| 1          | POR        | Jonathan Medina |       |
| 3          | DEF        | Víctor Balta    | Salió |
| 4          | DEF        | Renato Valdivia |       |
| 5          | DEF        | Alexis Arias    |       |
| 7          | DEF        | Juan Diego Li   |       |
| 8          | MED        | Miguel Palomino |       |
| 15         | MED        | Luis Hernández  |       |
| 14         | MED        | Kevin Ruíz      | Salió |
| 10         | DEL        | Ysrael Zúñiga   | Salió |
| 17         | DEL        | Patricio Arce   | Salió |
| 18         | DEL        | Nilson Loyola   |       |
| Entrenador | Entrenador | Miguel Miranda  |       |

| 1          | POR        | Carlos Cáceda       |       |
| 2          | DEF        | Pedro Diez Canseco  |       |
| 3          | DEF        | Werner Schuler      |       |
| 4          | DEF        | Diego Chávez        |       |
| 7          | DEF        | Javier Núñez        | Salió |
| 8          | MED        | Christofer Gonzales |       |
| 10         | MED        | Edison Flores       | Salió |
| 11         | MED        | Roberto Siucho      | Salió |
| 13         | MED        | Enmanuel Páucar     |       |
| 20         | DEL        | Josimar Vargas      |       |
| 17         | DEL        | Álvaro Ampuero      | Salió |
| Entrenador | Entrenador | Carlos Silvestri    |       |

| 11 | DEL | Aurelio Gonzales-Vigil | Entró |
| 9  | DEL | Renzo Valdez           | Entró |
| 2  | DEF | Wilson Vizconde        | Entró |
| 16 | MED | Jean Pierre Valdivia   | Entró |

| 16 | MED | César Huamantica  | Entró |
| 14 | DEF | Franco Otárola    | Entró |
| 14 | DEF | Rafael Guarderas  | Entró |
| 9  | DEL | Gonzalo Maldonado | Entró |
| 18 | DEL | Kevin Paico       | Entró |

| Anotado | 8'  | Ysrael Zúñiga | 1-0 |
| Anotado | 30' | Patricio Arce | 2-0 |
| Anotado | 50' | Patricio Arce | 3-0 |
| Anotado | 68' | Ysrael Zúñiga | 4-0 |

| Amonestado | ' | Kevin Ruiz |

| Amonestado | ' | Rafael Guarderas   |
| Amonestado | ' | Josimar Vargas     |
| Amonestado | ' | Pedro Diez Canseco |

| Otorgado · Otorgado otra vez · Expulsado | ' ' | Werner Schuler |

| Árbitro             | Miguel Santivañez |
| Árbitros asistentes | Braulio Cornejo   |
| Árbitros asistentes | Marlene Leyton    |

| 1          | POR        | Jonathan Medina |       |
| 3          | DEF        | Víctor Balta    | Salió |
| 4          | DEF        | Renato Valdivia |       |
| 5          | DEF        | Alexis Arias    |       |
| 7          | DEF        | Juan Diego Li   |       |
| 8          | MED        | Miguel Palomino |       |
| 15         | MED        | Luis Hernández  |       |
| 14         | MED        | Kevin Ruíz      | Salió |
| 10         | DEL        | Ysrael Zúñiga   | Salió |
| 17         | DEL        | Patricio Arce   | Salió |
| 18         | DEL        | Nilson Loyola   |       |
| Entrenador | Entrenador | Miguel Miranda  |       |

| 1          | POR        | Carlos Cáceda       |       |
| 2          | DEF        | Pedro Diez Canseco  |       |
| 3          | DEF        | Werner Schuler      |       |
| 4          | DEF        | Diego Chávez        |       |
| 7          | DEF        | Javier Núñez        | Salió |
| 8          | MED        | Christofer Gonzales |       |
| 10         | MED        | Edison Flores       | Salió |
| 11         | MED        | Roberto Siucho      | Salió |
| 13         | MED        | Enmanuel Páucar     |       |
| 20         | DEL        | Josimar Vargas      |       |
| 17         | DEL        | Álvaro Ampuero      | Salió |
| Entrenador | Entrenador | Carlos Silvestri    |       |

| 11 | DEL | Aurelio Gonzales-Vigil | Entró |
| 9  | DEL | Renzo Valdez           | Entró |
| 2  | DEF | Wilson Vizconde        | Entró |
| 16 | MED | Jean Pierre Valdivia   | Entró |

| 16 | MED | César Huamantica  | Entró |
| 14 | DEF | Franco Otárola    | Entró |
| 14 | DEF | Rafael Guarderas  | Entró |
| 9  | DEL | Gonzalo Maldonado | Entró |
| 18 | DEL | Kevin Paico       | Entró |

| Anotado | 8'  | Ysrael Zúñiga | 1-0 |
| Anotado | 30' | Patricio Arce | 2-0 |
| Anotado | 50' | Patricio Arce | 3-0 |
| Anotado | 68' | Ysrael Zúñiga | 4-0 |

| Amonestado | ' | Kevin Ruiz |

| Amonestado | ' | Rafael Guarderas   |
| Amonestado | ' | Josimar Vargas     |
| Amonestado | ' | Pedro Diez Canseco |

| Otorgado · Otorgado otra vez · Expulsado | ' ' | Werner Schuler |

| Árbitro             | Miguel Santivañez |
| Árbitros asistentes | Braulio Cornejo   |
| Árbitros asistentes | Marlene Leyton    |

| La Campaña                          | La Campaña      | La Campaña            | La Campaña      | La Campaña                       | La Campaña      | La Campaña                       | La Campaña      | La Campaña      | La Campaña      | La Campaña      | La Campaña      | La Campaña      | La Campaña      | La Campaña      | La Campaña      | La Campaña      | La Campaña      | La Campaña      | La Campaña      | La Campaña      | La Campaña      | La Campaña      | La Campaña      | La Campaña      | La Campaña      | La Campaña      | La Campaña      | La Campaña      | La Campaña      | La Campaña      | La Campaña      | La Campaña      | La Campaña      | La Campaña      | La Campaña      | La Campaña      | La Campaña      | La Campaña      | La Campaña      | La Campaña      | La Campaña      | La Campaña      |
| Torneo del Inca                     | Torneo del Inca | Torneo del Inca       | Torneo del Inca | Torneo del Inca                  | Torneo del Inca | Torneo del Inca                  | Torneo del Inca | Torneo del Inca | Torneo del Inca | Torneo del Inca | Torneo del Inca | Torneo del Inca | Torneo del Inca | Torneo del Inca | Torneo del Inca | Torneo del Inca | Torneo del Inca | Torneo del Inca | Torneo del Inca | Torneo del Inca | Torneo del Inca | Torneo del Inca | Torneo del Inca | Torneo del Inca | Torneo del Inca | Torneo del Inca | Torneo del Inca | Torneo del Inca | Torneo del Inca | Torneo del Inca | Torneo del Inca | Torneo del Inca | Torneo del Inca | Torneo del Inca | Torneo del Inca | Torneo del Inca | Torneo del Inca | Torneo del Inca | Torneo del Inca | Torneo del Inca | Torneo del Inca | Torneo del Inca |
| Jor.                                | Fecha           | Estadio               | Ciudad          | Local                            | Score           | Visitante                        |                 |                 |                 |                 |                 |                 |                 |                 |                 |                 |                 |                 |                 |                 |                 |                 |                 |                 |                 |                 |                 |                 |                 |                 |                 |                 |                 |                 |                 |                 |                 |                 |                 |                 |                 |                 |
| ----------------------------------- | --------------- | --------------------- | --------------- | -------------------------------- | --------------- | -------------------------------- | --------------- | --------------- | --------------- | --------------- | --------------- | --------------- | --------------- | --------------- | --------------- | --------------- | --------------- | --------------- | --------------- | --------------- | --------------- | --------------- | --------------- | --------------- | --------------- | --------------- | --------------- | --------------- | --------------- | --------------- | --------------- | --------------- | --------------- | --------------- | --------------- | --------------- | --------------- | --------------- | --------------- | --------------- | --------------- | --------------- |
| Inca-1                              | 15-02           | Héroes de San Ramón   | Cajamarca       | UTC                              | 0-1             | ' Melgar'                        |                 |                 |                 |                 |                 |                 |                 |                 |                 |                 |                 |                 |                 |                 |                 |                 |                 |                 |                 |                 |                 |                 |                 |                 |                 |                 |                 |                 |                 |                 |                 |                 |                 |                 |                 |                 |
| Inca-2                              | 22-02           | Monumental de la UNSA | Arequipa        | ' Melgar'                        | 1-0             | Sport Huancayo                   |                 |                 |                 |                 |                 |                 |                 |                 |                 |                 |                 |                 |                 |                 |                 |                 |                 |                 |                 |                 |                 |                 |                 |                 |                 |                 |                 |                 |                 |                 |                 |                 |                 |                 |                 |                 |
| Inca-3                              | 01-03           | Nacional              | Lima            | Universitario                    | 3-0             | Melgar                           |                 |                 |                 |                 |                 |                 |                 |                 |                 |                 |                 |                 |                 |                 |                 |                 |                 |                 |                 |                 |                 |                 |                 |                 |                 |                 |                 |                 |                 |                 |                 |                 |                 |                 |                 |                 |
| Inca-4                              | 09-03           | Monumental de la UNSA | Arequipa        | ' Melgar'                        | 2-0             | Universidad César Vallejo        |                 |                 |                 |                 |                 |                 |                 |                 |                 |                 |                 |                 |                 |                 |                 |                 |                 |                 |                 |                 |                 |                 |                 |                 |                 |                 |                 |                 |                 |                 |                 |                 |                 |                 |                 |                 |
| Inca-5                              | 16-03           | Francisco Mendoza     | Olmos           | Los Caimanes                     | 1-1             | Melgar                           |                 |                 |                 |                 |                 |                 |                 |                 |                 |                 |                 |                 |                 |                 |                 |                 |                 |                 |                 |                 |                 |                 |                 |                 |                 |                 |                 |                 |                 |                 |                 |                 |                 |                 |                 |                 |
| Inca-6                              | 23-03           | Municipal de Espinar  | Espinar         | Cienciano                        | 2-1             | Melgar                           |                 |                 |                 |                 |                 |                 |                 |                 |                 |                 |                 |                 |                 |                 |                 |                 |                 |                 |                 |                 |                 |                 |                 |                 |                 |                 |                 |                 |                 |                 |                 |                 |                 |                 |                 |                 |
| Inca-7                              | 29-03           | Monumental de la UNSA | Arequipa        | Melgar                           | 0-1             | Universidad San Martín de Porres |                 |                 |                 |                 |                 |                 |                 |                 |                 |                 |                 |                 |                 |                 |                 |                 |                 |                 |                 |                 |                 |                 |                 |                 |                 |                 |                 |                 |                 |                 |                 |                 |                 |                 |                 |                 |
| Inca-8                              | 05-04           | Monumental de la UNSA | Arequipa        | Melgar                           | 1-1             | UTC                              |                 |                 |                 |                 |                 |                 |                 |                 |                 |                 |                 |                 |                 |                 |                 |                 |                 |                 |                 |                 |                 |                 |                 |                 |                 |                 |                 |                 |                 |                 |                 |                 |                 |                 |                 |                 |
| Inca-9                              | 12-04           | IV Centenario         | Huancayo        | Sport Huancayo                   | 0-6             | ' Melgar'                        |                 |                 |                 |                 |                 |                 |                 |                 |                 |                 |                 |                 |                 |                 |                 |                 |                 |                 |                 |                 |                 |                 |                 |                 |                 |                 |                 |                 |                 |                 |                 |                 |                 |                 |                 |                 |
| Inca-10                             | 20-04           | Monumental de la UNSA | Arequipa        | Melgar                           | 1-1             | Universitario                    |                 |                 |                 |                 |                 |                 |                 |                 |                 |                 |                 |                 |                 |                 |                 |                 |                 |                 |                 |                 |                 |                 |                 |                 |                 |                 |                 |                 |                 |                 |                 |                 |                 |                 |                 |                 |
| Inca-11                             | 26-04           | Mansiche              | Trujillo        | Universidad César Vallejo        | 0-2             | ' Melgar'                        |                 |                 |                 |                 |                 |                 |                 |                 |                 |                 |                 |                 |                 |                 |                 |                 |                 |                 |                 |                 |                 |                 |                 |                 |                 |                 |                 |                 |                 |                 |                 |                 |                 |                 |                 |                 |
| Inca-12                             | 03-05           | Monumental de la UNSA | Arequipa        | ' Melgar'                        | 1-0             | Los Caimanes                     |                 |                 |                 |                 |                 |                 |                 |                 |                 |                 |                 |                 |                 |                 |                 |                 |                 |                 |                 |                 |                 |                 |                 |                 |                 |                 |                 |                 |                 |                 |                 |                 |                 |                 |                 |                 |
| Inca-13                             | 10-05           | Monumental de la UNSA | Arequipa        | ' Melgar'                        | 1-0             | Cienciano                        |                 |                 |                 |                 |                 |                 |                 |                 |                 |                 |                 |                 |                 |                 |                 |                 |                 |                 |                 |                 |                 |                 |                 |                 |                 |                 |                 |                 |                 |                 |                 |                 |                 |                 |                 |                 |
| Inca-14                             | 17-05           | Miguel Grau           | Callao          | Universidad San Martín de Porres | 5-1             | Melgar                           |                 |                 |                 |                 |                 |                 |                 |                 |                 |                 |                 |                 |                 |                 |                 |                 |                 |                 |                 |                 |                 |                 |                 |                 |                 |                 |                 |                 |                 |                 |                 |                 |                 |                 |                 |                 |
| Torneo Apertura                     |                 |                       |                 |                                  |                 |                                  |                 |                 |                 |                 |                 |                 |                 |                 |                 |                 |                 |                 |                 |                 |                 |                 |                 |                 |                 |                 |                 |                 |                 |                 |                 |                 |                 |                 |                 |                 |                 |                 |                 |                 |                 |                 |
| Des-01                              | 07-06           | Monumental de la UNSA | Arequipa        | ' Melgar'                        | 2-1             | Cienciano                        |                 |                 |                 |                 |                 |                 |                 |                 |                 |                 |                 |                 |                 |                 |                 |                 |                 |                 |                 |                 |                 |                 |                 |                 |                 |                 |                 |                 |                 |                 |                 |                 |                 |                 |                 |                 |
| Des-02                              | 14-06           | Alberto Gallardo      | Lima            | Sporting Cristal                 | 2-1             | Melgar                           |                 |                 |                 |                 |                 |                 |                 |                 |                 |                 |                 |                 |                 |                 |                 |                 |                 |                 |                 |                 |                 |                 |                 |                 |                 |                 |                 |                 |                 |                 |                 |                 |                 |                 |                 |                 |
| Des-03                              | 21-06           | Monumental de la UNSA | Arequipa        | ' Melgar'                        | 6-2             | Los Caimanes                     |                 |                 |                 |                 |                 |                 |                 |                 |                 |                 |                 |                 |                 |                 |                 |                 |                 |                 |                 |                 |                 |                 |                 |                 |                 |                 |                 |                 |                 |                 |                 |                 |                 |                 |                 |                 |
| Des-04                              | 29-06           | Regional IPD          | Moyobamba       | Unión Comercio                   | 2-2             | Melgar                           |                 |                 |                 |                 |                 |                 |                 |                 |                 |                 |                 |                 |                 |                 |                 |                 |                 |                 |                 |                 |                 |                 |                 |                 |                 |                 |                 |                 |                 |                 |                 |                 |                 |                 |                 |                 |
| Des-05                              | 05-07           | Monumental de la UNSA | Arequipa        | ' Melgar'                        | 1-0             | UTC                              |                 |                 |                 |                 |                 |                 |                 |                 |                 |                 |                 |                 |                 |                 |                 |                 |                 |                 |                 |                 |                 |                 |                 |                 |                 |                 |                 |                 |                 |                 |                 |                 |                 |                 |                 |                 |
| Des-06                              | 11-07           | Monumental de la UNSA | Arequipa        | ' Melgar'                        | 3-0             | León de Huánuco                  |                 |                 |                 |                 |                 |                 |                 |                 |                 |                 |                 |                 |                 |                 |                 |                 |                 |                 |                 |                 |                 |                 |                 |                 |                 |                 |                 |                 |                 |                 |                 |                 |                 |                 |                 |                 |
| Des-07                              | 16-07           | Nacional              | Lima            | Universitario                    | 1-0             | Melgar                           |                 |                 |                 |                 |                 |                 |                 |                 |                 |                 |                 |                 |                 |                 |                 |                 |                 |                 |                 |                 |                 |                 |                 |                 |                 |                 |                 |                 |                 |                 |                 |                 |                 |                 |                 |                 |
| Des-08                              | 21-07           | Monumental de la UNSA | Arequipa        | ' Melgar'                        | 2-0             | Inti Gas                         |                 |                 |                 |                 |                 |                 |                 |                 |                 |                 |                 |                 |                 |                 |                 |                 |                 |                 |                 |                 |                 |                 |                 |                 |                 |                 |                 |                 |                 |                 |                 |                 |                 |                 |                 |                 |
| Des-09                              | 25-07           | Inca Garcilaso        | Cusco           | Real Garcilaso                   | 0-3             | ' Melgar'                        |                 |                 |                 |                 |                 |                 |                 |                 |                 |                 |                 |                 |                 |                 |                 |                 |                 |                 |                 |                 |                 |                 |                 |                 |                 |                 |                 |                 |                 |                 |                 |                 |                 |                 |                 |                 |
| Des-10                              | 31-07           | Monumental de la UNSA | Arequipa        | ' Melgar'                        | 5-1             | Universidad San Martín de Porres |                 |                 |                 |                 |                 |                 |                 |                 |                 |                 |                 |                 |                 |                 |                 |                 |                 |                 |                 |                 |                 |                 |                 |                 |                 |                 |                 |                 |                 |                 |                 |                 |                 |                 |                 |                 |
| Des-11                              | 09-08           | Elías Aguirre         | Chiclayo        | Juan Aurich                      | 1-2             | ' Melgar'                        |                 |                 |                 |                 |                 |                 |                 |                 |                 |                 |                 |                 |                 |                 |                 |                 |                 |                 |                 |                 |                 |                 |                 |                 |                 |                 |                 |                 |                 |                 |                 |                 |                 |                 |                 |                 |
| Des-12                              | 13-08           | Monumental de la UNSA | Arequipa        | ' Melgar'                        | 3-0             | Universidad César Vallejo        |                 |                 |                 |                 |                 |                 |                 |                 |                 |                 |                 |                 |                 |                 |                 |                 |                 |                 |                 |                 |                 |                 |                 |                 |                 |                 |                 |                 |                 |                 |                 |                 |                 |                 |                 |                 |
| Des-13                              | 17-08           | 25 de noviembre       | Moquegua        | San Simón                        | 1-1             | Melgar                           |                 |                 |                 |                 |                 |                 |                 |                 |                 |                 |                 |                 |                 |                 |                 |                 |                 |                 |                 |                 |                 |                 |                 |                 |                 |                 |                 |                 |                 |                 |                 |                 |                 |                 |                 |                 |
| Des-14                              | 24-08           | Monumental de la UNSA | Arequipa        | ' Melgar'                        | 4-0             | Sport Huancayo                   |                 |                 |                 |                 |                 |                 |                 |                 |                 |                 |                 |                 |                 |                 |                 |                 |                 |                 |                 |                 |                 |                 |                 |                 |                 |                 |                 |                 |                 |                 |                 |                 |                 |                 |                 |                 |
| Des-15                              | 30-08           | Matute                | Lima            | Alianza Lima                     | 3-3             | Melgar                           |                 |                 |                 |                 |                 |                 |                 |                 |                 |                 |                 |                 |                 |                 |                 |                 |                 |                 |                 |                 |                 |                 |                 |                 |                 |                 |                 |                 |                 |                 |                 |                 |                 |                 |                 |                 |
| Torneo Clausura                     |                 |                       |                 |                                  |                 |                                  |                 |                 |                 |                 |                 |                 |                 |                 |                 |                 |                 |                 |                 |                 |                 |                 |                 |                 |                 |                 |                 |                 |                 |                 |                 |                 |                 |                 |                 |                 |                 |                 |                 |                 |                 |                 |
| Des-16                              | 06-09           | Inca Garcilaso        | Cusco           | Cienciano                        | 1-2             | ' Melgar'                        |                 |                 |                 |                 |                 |                 |                 |                 |                 |                 |                 |                 |                 |                 |                 |                 |                 |                 |                 |                 |                 |                 |                 |                 |                 |                 |                 |                 |                 |                 |                 |                 |                 |                 |                 |                 |
| Des-17                              | 14-09           | Monumental de la UNSA | Arequipa        | Melgar                           | 1-1             | Sporting Cristal                 |                 |                 |                 |                 |                 |                 |                 |                 |                 |                 |                 |                 |                 |                 |                 |                 |                 |                 |                 |                 |                 |                 |                 |                 |                 |                 |                 |                 |                 |                 |                 |                 |                 |                 |                 |                 |
| Des-18                              | 21-09           | Francisco Mendoza     | Olmos           | Los Caimanes                     | 2-1             | Melgar                           |                 |                 |                 |                 |                 |                 |                 |                 |                 |                 |                 |                 |                 |                 |                 |                 |                 |                 |                 |                 |                 |                 |                 |                 |                 |                 |                 |                 |                 |                 |                 |                 |                 |                 |                 |                 |
| Des-19                              | 27-09           | Monumental de la UNSA | Arequipa        | ' Melgar'                        | 2-0             | Unión Comercio                   |                 |                 |                 |                 |                 |                 |                 |                 |                 |                 |                 |                 |                 |                 |                 |                 |                 |                 |                 |                 |                 |                 |                 |                 |                 |                 |                 |                 |                 |                 |                 |                 |                 |                 |                 |                 |
| Des-20                              | 02-10           | Héroes San Ramón      | Cajamarca       | UTC                              | 2-0             | Melgar                           |                 |                 |                 |                 |                 |                 |                 |                 |                 |                 |                 |                 |                 |                 |                 |                 |                 |                 |                 |                 |                 |                 |                 |                 |                 |                 |                 |                 |                 |                 |                 |                 |                 |                 |                 |                 |
| Des-21                              | 12-10           | Heraclio Tapia        | Huánuco         | León de Huánuco                  | 2-2             | Melgar                           |                 |                 |                 |                 |                 |                 |                 |                 |                 |                 |                 |                 |                 |                 |                 |                 |                 |                 |                 |                 |                 |                 |                 |                 |                 |                 |                 |                 |                 |                 |                 |                 |                 |                 |                 |                 |
| Des-22                              | 18-10           | Monumental de la UNSA | Arequipa        | ' Melgar'                        | 2-1             | Universitario                    |                 |                 |                 |                 |                 |                 |                 |                 |                 |                 |                 |                 |                 |                 |                 |                 |                 |                 |                 |                 |                 |                 |                 |                 |                 |                 |                 |                 |                 |                 |                 |                 |                 |                 |                 |                 |
| Des-23                              | 22-10           | Ciudad de Cumaná      | Ayacucho        | Inti Gas                         | 3-3             | Melgar                           |                 |                 |                 |                 |                 |                 |                 |                 |                 |                 |                 |                 |                 |                 |                 |                 |                 |                 |                 |                 |                 |                 |                 |                 |                 |                 |                 |                 |                 |                 |                 |                 |                 |                 |                 |                 |
| Des-24                              | 26-10           | Monumental de la UNSA | Arequipa        | Melgar                           | 1-1             | Real Garcilaso                   |                 |                 |                 |                 |                 |                 |                 |                 |                 |                 |                 |                 |                 |                 |                 |                 |                 |                 |                 |                 |                 |                 |                 |                 |                 |                 |                 |                 |                 |                 |                 |                 |                 |                 |                 |                 |
| Des-25                              | 01-11           | Miguel Grau           | Callao          | Universidad San Martín de Porres | 2-0             | Melgar                           |                 |                 |                 |                 |                 |                 |                 |                 |                 |                 |                 |                 |                 |                 |                 |                 |                 |                 |                 |                 |                 |                 |                 |                 |                 |                 |                 |                 |                 |                 |                 |                 |                 |                 |                 |                 |
| Des-26                              | 08-11           | Monumental de la UNSA | Arequipa        | Melgar                           | 0-0             | Juan Aurich                      |                 |                 |                 |                 |                 |                 |                 |                 |                 |                 |                 |                 |                 |                 |                 |                 |                 |                 |                 |                 |                 |                 |                 |                 |                 |                 |                 |                 |                 |                 |                 |                 |                 |                 |                 |                 |
| Des-27                              | 12-11           | Mansiche              | Trujillo        | Universidad César Vallejo        | 0-1             | ' Melgar'                        |                 |                 |                 |                 |                 |                 |                 |                 |                 |                 |                 |                 |                 |                 |                 |                 |                 |                 |                 |                 |                 |                 |                 |                 |                 |                 |                 |                 |                 |                 |                 |                 |                 |                 |                 |                 |
| Des-28                              | 17-11           | Monumental de la UNSA | Arequipa        | ' Melgar'                        | 3-0             | San Simón                        |                 |                 |                 |                 |                 |                 |                 |                 |                 |                 |                 |                 |                 |                 |                 |                 |                 |                 |                 |                 |                 |                 |                 |                 |                 |                 |                 |                 |                 |                 |                 |                 |                 |                 |                 |                 |
| Des-29                              | 22-11           | IV Centenario         | Huancayo        | Sport Huancayo                   | 0-6             | ' Melgar'                        |                 |                 |                 |                 |                 |                 |                 |                 |                 |                 |                 |                 |                 |                 |                 |                 |                 |                 |                 |                 |                 |                 |                 |                 |                 |                 |                 |                 |                 |                 |                 |                 |                 |                 |                 |                 |
| Des-30                              | 30-11           | Monumental de la UNSA | Arequipa        | ' Melgar'                        | 4-1             | Alianza Lima                     |                 |                 |                 |                 |                 |                 |                 |                 |                 |                 |                 |                 |                 |                 |                 |                 |                 |                 |                 |                 |                 |                 |                 |                 |                 |                 |                 |                 |                 |                 |                 |                 |                 |                 |                 |                 |
| Play-Off                            |                 |                       |                 |                                  |                 |                                  |                 |                 |                 |                 |                 |                 |                 |                 |                 |                 |                 |                 |                 |                 |                 |                 |                 |                 |                 |                 |                 |                 |                 |                 |                 |                 |                 |                 |                 |                 |                 |                 |                 |                 |                 |                 |
| Final                               | 03-12           | Joel Gutiérrez        | Tacna           | Universitario                    | 0-4             | ' Melgar'                        |                 |                 |                 |                 |                 |                 |                 |                 |                 |                 |                 |                 |                 |                 |                 |                 |                 |                 |                 |                 |                 |                 |                 |                 |                 |                 |                 |                 |                 |                 |                 |                 |                 |                 |                 |                 |
| Melgar Campeón Nacional de Reservas |                 |                       |                 |                                  |                 |                                  |                 |                 |                 |                 |                 |                 |                 |                 |                 |                 |                 |                 |                 |                 |                 |                 |                 |                 |                 |                 |                 |                 |                 |                 |                 |                 |                 |                 |                 |                 |                 |                 |                 |                 |                 |                 |

| Melgar Campeón Reserva 2014 | Melgar Campeón Reserva 2014 | Melgar Campeón Reserva 2014 |          |          |          |          |          |          |          |          |          |          |          |          |          |          |          |          |          |
| Jugador                     |                             |                             |          |          |          |          |          |          |          |          |          |          |          |          |          |          |          |          |          |
| Arqueros                    | Arqueros                    | Arqueros                    | Arqueros | Arqueros | Arqueros | Arqueros | Arqueros | Arqueros | Arqueros | Arqueros | Arqueros | Arqueros | Arqueros | Arqueros | Arqueros | Arqueros | Arqueros | Arqueros | Arqueros |
| --------------------------- | --------------------------- | --------------------------- | -------- | -------- | -------- | -------- | -------- | -------- | -------- | -------- | -------- | -------- | -------- | -------- | -------- | -------- | -------- | -------- | -------- |
| Jonathan Medina             |                             |                             |          |          |          |          |          |          |          |          |          |          |          |          |          |          |          |          |          |
| Fausto Paz                  |                             |                             |          |          |          |          |          |          |          |          |          |          |          |          |          |          |          |          |          |
| Defensas                    |                             |                             |          |          |          |          |          |          |          |          |          |          |          |          |          |          |          |          |          |
| Raúl Donayre                |                             |                             |          |          |          |          |          |          |          |          |          |          |          |          |          |          |          |          |          |
| Renato Abarca               |                             |                             |          |          |          |          |          |          |          |          |          |          |          |          |          |          |          |          |          |
| Wilson Vizconde             |                             |                             |          |          |          |          |          |          |          |          |          |          |          |          |          |          |          |          |          |
| Ramiro Benavente            |                             |                             |          |          |          |          |          |          |          |          |          |          |          |          |          |          |          |          |          |
| Juan Diego Li               |                             |                             |          |          |          |          |          |          |          |          |          |          |          |          |          |          |          |          |          |
| Brian Alvarado              |                             |                             |          |          |          |          |          |          |          |          |          |          |          |          |          |          |          |          |          |
| Renato Valdivia             |                             |                             |          |          |          |          |          |          |          |          |          |          |          |          |          |          |          |          |          |
| Volantes                    |                             |                             |          |          |          |          |          |          |          |          |          |          |          |          |          |          |          |          |          |
| Mario Palomino              |                             |                             |          |          |          |          |          |          |          |          |          |          |          |          |          |          |          |          |          |
| Eduardo Larréa              |                             |                             |          |          |          |          |          |          |          |          |          |          |          |          |          |          |          |          |          |
| Luis Rivera                 |                             |                             |          |          |          |          |          |          |          |          |          |          |          |          |          |          |          |          |          |
| Paolo Fuentes               |                             |                             |          |          |          |          |          |          |          |          |          |          |          |          |          |          |          |          |          |
| Roy Pasca                   |                             |                             |          |          |          |          |          |          |          |          |          |          |          |          |          |          |          |          |          |
| Luis Pastor                 |                             |                             |          |          |          |          |          |          |          |          |          |          |          |          |          |          |          |          |          |
| Romario Sencia              |                             |                             |          |          |          |          |          |          |          |          |          |          |          |          |          |          |          |          |          |
| Delanteros                  |                             |                             |          |          |          |          |          |          |          |          |          |          |          |          |          |          |          |          |          |
| Enrique Valdivia            |                             |                             |          |          |          |          |          |          |          |          |          |          |          |          |          |          |          |          |          |
| Luis Salazar                |                             |                             |          |          |          |          |          |          |          |          |          |          |          |          |          |          |          |          |          |
| Emmanuel Dianderas          |                             |                             |          |          |          |          |          |          |          |          |          |          |          |          |          |          |          |          |          |
| Patricio Arce               |                             |                             |          |          |          |          |          |          |          |          |          |          |          |          |          |          |          |          |          |
| Alexis Arias                |                             |                             |          |          |          |          |          |          |          |          |          |          |          |          |          |          |          |          |          |
| Kevin Ruíz                  |                             |                             |          |          |          |          |          |          |          |          |          |          |          |          |          |          |          |          |          |
| Aurelio Gonzales-Vigil      |                             |                             |          |          |          |          |          |          |          |          |          |          |          |          |          |          |          |          |          |
| Director técnico            |                             |                             |          |          |          |          |          |          |          |          |          |          |          |          |          |          |          |          |          |
| Miguel Miranda              |                             |                             |          |          |          |          |          |          |          |          |          |          |          |          |          |          |          |          |          |

### Campeón Nacional en su centenario (2015)
Pese a que el año 2014 Melgar acabó en primer lugar del acumulado, debido a la organización del torneo el club apenas logró la clasificación a la Sudamericana, esto no desmotivó ni a la dirigencia ni a la hinchada.
Para el año del Centenario se hizo una mayor inversión, se trajeron jugadores jóvenes y de experiencia para suplir la salida de algunos jugadores: el argentino Daniel Ferreyra y el joven Patricio Álvarez llegaron en reemplazo de los arqueros Leao Butrón y Juan Pablo Begazo; John Galliquio y Werner Schuler tras la salida de Víctor Balta; los laterales Eduardo Uribe y Jonathan Acasiete por Willy Rivas; en el mediocampo llegaron Rainer Torres, Carlos Ascues y el colombiano Johnnier Montaño, en lugar de Donny Neyra y Mario Soto; por último, la salida de Bernardo Cuesta al The Strongest hizo que se trajera a Raúl Ruidíaz; además se fue Alejandro Hohberg.
El equipo rojinegro se presentó en la Noche Rojinegra enfrentando al Independiente Santa Fe (que más tarde se coronaría campeón de la Copa Sudamericana), tras ello no tuvo un buen debut en el Torneo del Inca, a pesar de que el equipo fue muy regular como local venciendo a todos los rivales, la poca efectividad de una parte de la delantera pasó factura en los partidos de visita finalizando la copa en tercer lugar de la fase de grupos y, por consecuencia, quedando al margen de la final.
Para el Torneo Apertura el equipo logró corregir algunas de sus deficiencias, sin embargo tres empates en condición de local terminaron relegando al equipo a la segunda ubicación del campeonato, a tan solo un punto del ganador del Apertura, Sporting Cristal.
A mediados de año, previo a terminar el Torneo Apertura y debutar por Copa Sudamericana, se hicieron algunos movimientos de jugadores en el plantel. Nelinho Quina, Luis Hernández, Piero Alva y Carlos Beltrán quedaban libres. Hernán Hinostroza llegaba al club tras estar medio año sin equipo. Carlos Ascues fue fichado por el VfL Wolfsburgo de Alemania a cambio de 1.5 millones de euros, por otro lado Raúl Ruidíaz finalizó su vínculo con el club y tras su negativa de renovar, se gestionó el regreso de Bernardo Cuesta tras rescindir contrato con The Strongest.
A la par que finalizaba el Apertura, Melgar debutaba en la Copa Sudamericana enfrentando a Junior de Colombia en Barranquilla. Aquel partido de ida, Melgar mostró falencias en la defensa durante el primer tiempo, llegando al entretiempo cayendo 4-0. En el segundo tiempo el juego se equiparó en cierta medida, aunque sobre el final del partido Junior anotaría otro gol más, finalizando el partido 5-0. La semana siguiente se jugó el partido de vuelta en el Estadio Monumental de la UNSA, contando con Bernardo Cuesta, quien no pudo jugar en la ida. El delantero argentino anotó un doblete de cabeza en el primer tiempo gracias a dos tiros de esquina ejecutados por Omar Fernández. Al minuto 75, Minzum Quina anotaba de tiro libre el 3-0, mientras que al minuto 82, Jonathan Acasiete tras un pase de pecho de Cuesta aumentó el marcador a 4-0. El marcador no se movió más y Melgar volvió a quedar eliminado en primera fase de Copa Sudamericana tras casi concretar una remontada histórica.
Regresando al torneo nacional, la última oportunidad de luchar por el título a fin de año fue el Torneo Clausura, donde tras un inicio irregular cediendo puntos en Huancayo y Lima; Bernardo Cuesta, quien sería determinante el resto de la temporada, potenció al equipo en la delantera encadenando una racha de 11 partidos sin perder. Se finalizó el Clausura igualando en puntaje con Real Garcilaso en el primer puesto, forzando un partido extra para definir al ganador. El partido se jugó en el Estadio Miguel Grau del Callao, tras empatar 1-1, Melgar ganó 4-2 en tanda de penales, logrando así ganar el Torneo Clausura y la clasificación a las play-offs.
Ya en las play-offs, el equipo se volvió a cruzar con el elenco cusqueño en semifinales al cual vencieron en ambos partidos (1-0 en Arequipa y 4-0 en Cusco), llegando tras 34 años a una definición otra vez y clasificando a la fase de grupos de la Copa Libertadores del año siguiente. El rival de la final fue Sporting Cristal, quien hizo de local en el partido de ida, el cual terminó 2-2, tras Melgar adelantarse en el marcador y posteriormente empatando sobre el final del partido. El miércoles 16 de diciembre en el Monumental de la UNSA se jugaba el partido de vuelta, ante más de 35 000 espectadores. Melgar tuvo la oportunidad de adelantarse en el marcador en el primer cuarto de hora gracias a un penal que ejecutaría Ysrael Zúñiga, sin embargo su disparo fue atajado por Diego Penny, generando un contraataque en su contra y un minuto después Cristal abría el marcador en su favor. Seis minutos después, Melgar logró el empate gracias a una serie de pases en campo de Cristal, que logró romper la línea de fuera de juego tras un pase de Alexis Arias a Omar Fernández y así él pudo asistir a Ysrael Zúñiga. Dos minutos antes que acabe el primer tiempo, Lampros Kontogiannis lanzó un pelotazo al campo rival, donde Arias rompe nuevamente la línea de fuera de juego y se adelanta al defensor Alberto Rodríguez, corriendo da un pase cruzado y asiste a Omar Fernández quien de vaselina anotaba el 2-1 transitorio. Al minuto 69, Kontogiannis cometió una falta dentro del área, dándole un penal a Cristal. Sergio Blanco anotó de penal el empate 2-2, haciendo que momentáneamente haya definición en tanda de penales. Al minuto 89, Minzum Quina lanzó un pelotazo al campo rival, que rechaza Revoredo y su compañero Cazulo no logró receptar el balón, Rainer Torres 'roba' el balón corriendo hacia el área de Cristal, donde da un pase a Bernardo Cuesta, quien remata en una primera oportunidad, siendo tapado por Penny, aunque el rechace del balón del portero fue en dirección a Cuesta, quien en una segunda oportunidad remata de cabeza y logró introducir el balón dentro del arco, anotando así el 3-2 y haciendo que las tribunas "estallen" de la emoción, mientras que Cuesta entre lágrimas celebró el gol del campeonato. El partido concluyó a los 92 minutos de juego y Melgar se consagró campeón nacional en el año de su centenario, y por segunda vez en su historia.
Melgar terminó la campaña como el equipo con la defensa menos batida y la segunda delantera más goleadora, así como el mejor local del torneo al quedar invicto cada vez que le tocaba jugar en Arequipa.
Debido a la rotación impuesta por el técnico Juan Máximo Reynoso, el plantel podía subdividirse en dos equipos para afrontar partidos de visita y de local, priorizando la defensa y el ataque según convenga en cada partido. Esto permitió la consolidación de nuevos valores como Alexis Arias, Patricio Álvarez y Patricio Arce.
Así mismo, durante el año se logró vencer a rivales internacionales como el argentino Vélez Sarfield (Copa del Centenario) y el colombiano Junior de Barranquilla (Copa Sudamericana).

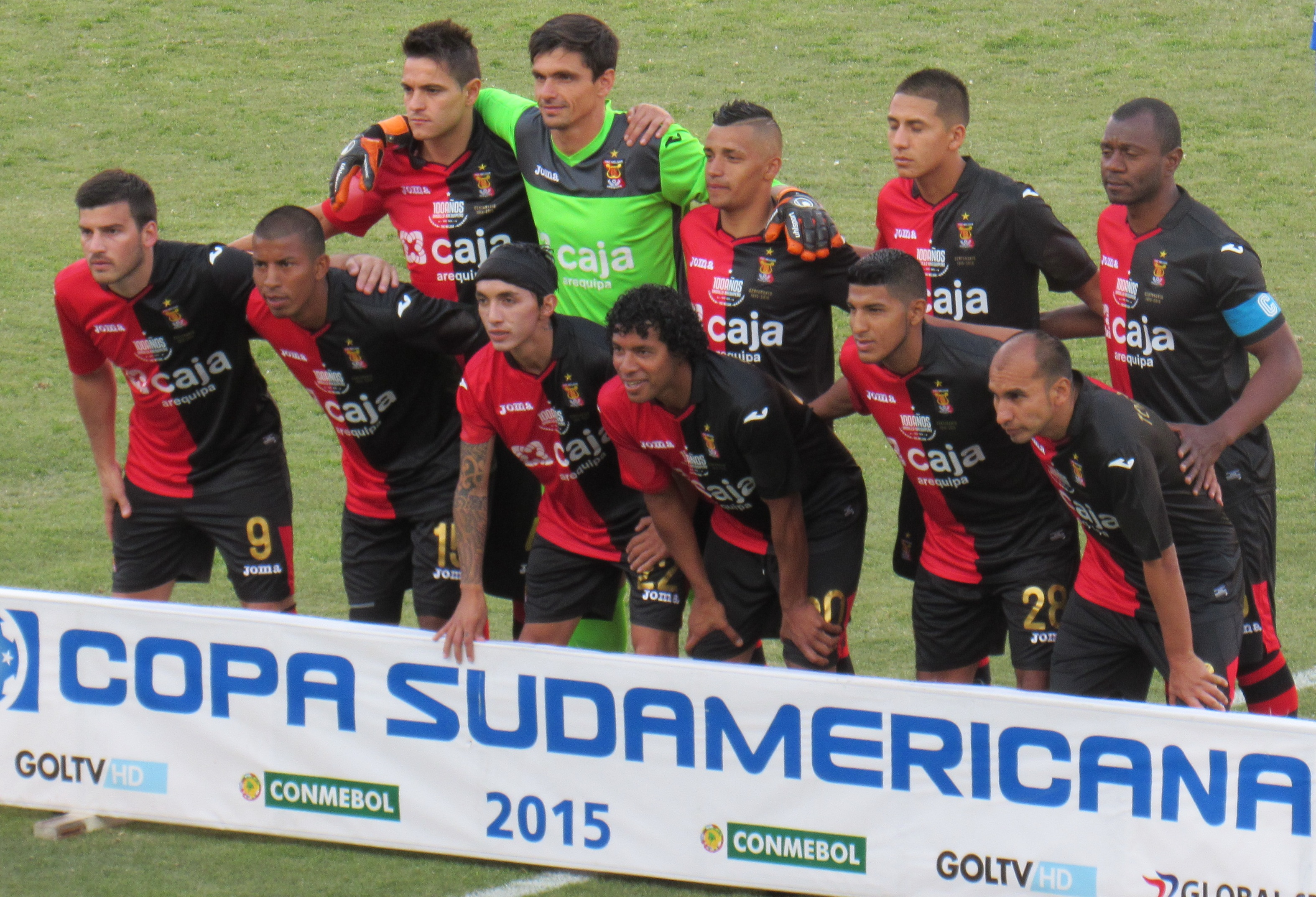
Melgar 2015, equipo que logró el Campeonato nacional en el año de su centenario.

La plantilla y personas que hicieron posible lograr el campeonato en el año del centenario del club fueron:
| Plantel Campeón Nacional 2015 | Plantel Campeón Nacional 2015 | Plantel Campeón Nacional 2015 |          |          |          |          |          |          |          |          |          |          |          |          |          |          |          |          |          |
| Jugador                       |                               |                               |          |          |          |          |          |          |          |          |          |          |          |          |          |          |          |          |          |
| Arqueros                      | Arqueros                      | Arqueros                      | Arqueros | Arqueros | Arqueros | Arqueros | Arqueros | Arqueros | Arqueros | Arqueros | Arqueros | Arqueros | Arqueros | Arqueros | Arqueros | Arqueros | Arqueros | Arqueros | Arqueros |
| ----------------------------- | ----------------------------- | ----------------------------- | -------- | -------- | -------- | -------- | -------- | -------- | -------- | -------- | -------- | -------- | -------- | -------- | -------- | -------- | -------- | -------- | -------- |
| Daniel Ferreyra               |                               |                               |          |          |          |          |          |          |          |          |          |          |          |          |          |          |          |          |          |
| Patricio Álvarez              |                               |                               |          |          |          |          |          |          |          |          |          |          |          |          |          |          |          |          |          |
| Jonathan Medina               |                               |                               |          |          |          |          |          |          |          |          |          |          |          |          |          |          |          |          |          |
| Defensas                      |                               |                               |          |          |          |          |          |          |          |          |          |          |          |          |          |          |          |          |          |
| Lampros Kontogiannis          |                               |                               |          |          |          |          |          |          |          |          |          |          |          |          |          |          |          |          |          |
| Edgar Villamarín              |                               |                               |          |          |          |          |          |          |          |          |          |          |          |          |          |          |          |          |          |
| John Galliquio                |                               |                               |          |          |          |          |          |          |          |          |          |          |          |          |          |          |          |          |          |
| Jonathan Acasiete             |                               |                               |          |          |          |          |          |          |          |          |          |          |          |          |          |          |          |          |          |
| Eduardo Uribe                 |                               |                               |          |          |          |          |          |          |          |          |          |          |          |          |          |          |          |          |          |
| Nilson Loyola                 |                               |                               |          |          |          |          |          |          |          |          |          |          |          |          |          |          |          |          |          |
| Diego Angles                  |                               |                               |          |          |          |          |          |          |          |          |          |          |          |          |          |          |          |          |          |
| Werner Schuler                |                               |                               |          |          |          |          |          |          |          |          |          |          |          |          |          |          |          |          |          |
| Mediocampistas                |                               |                               |          |          |          |          |          |          |          |          |          |          |          |          |          |          |          |          |          |
| Johnnier Montaño              |                               |                               |          |          |          |          |          |          |          |          |          |          |          |          |          |          |          |          |          |
| Rainer Torres                 |                               |                               |          |          |          |          |          |          |          |          |          |          |          |          |          |          |          |          |          |
| Luis Hernández                |                               |                               |          |          |          |          |          |          |          |          |          |          |          |          |          |          |          |          |          |
| Carlos Beltrán                |                               |                               |          |          |          |          |          |          |          |          |          |          |          |          |          |          |          |          |          |
| Carlos Ascues                 |                               |                               |          |          |          |          |          |          |          |          |          |          |          |          |          |          |          |          |          |
| Minzum Quina                  |                               |                               |          |          |          |          |          |          |          |          |          |          |          |          |          |          |          |          |          |
| Alexis Arias                  |                               |                               |          |          |          |          |          |          |          |          |          |          |          |          |          |          |          |          |          |
| Mario Palomino                |                               |                               |          |          |          |          |          |          |          |          |          |          |          |          |          |          |          |          |          |
| Jean Pierre Valdivia          |                               |                               |          |          |          |          |          |          |          |          |          |          |          |          |          |          |          |          |          |
| Gustavo Torres                |                               |                               |          |          |          |          |          |          |          |          |          |          |          |          |          |          |          |          |          |
| Hernán Hinostroza             |                               |                               |          |          |          |          |          |          |          |          |          |          |          |          |          |          |          |          |          |
| Neil Marcos                   |                               |                               |          |          |          |          |          |          |          |          |          |          |          |          |          |          |          |          |          |
| Delanteros                    |                               |                               |          |          |          |          |          |          |          |          |          |          |          |          |          |          |          |          |          |
| Ysrael Zúñiga                 |                               |                               |          |          |          |          |          |          |          |          |          |          |          |          |          |          |          |          |          |
| Gonzalo Maldonado             |                               |                               |          |          |          |          |          |          |          |          |          |          |          |          |          |          |          |          |          |
| Piero Alva                    |                               |                               |          |          |          |          |          |          |          |          |          |          |          |          |          |          |          |          |          |
| Bernardo Cuesta               |                               |                               |          |          |          |          |          |          |          |          |          |          |          |          |          |          |          |          |          |
| Omar Fernández                |                               |                               |          |          |          |          |          |          |          |          |          |          |          |          |          |          |          |          |          |
| Patricio Arce                 |                               |                               |          |          |          |          |          |          |          |          |          |          |          |          |          |          |          |          |          |
| Raúl Ruidíaz                  |                               |                               |          |          |          |          |          |          |          |          |          |          |          |          |          |          |          |          |          |
| Aurelio Gonzales-Vigil        |                               |                               |          |          |          |          |          |          |          |          |          |          |          |          |          |          |          |          |          |
| Director técnico              |                               |                               |          |          |          |          |          |          |          |          |          |          |          |          |          |          |          |          |          |
| Juan Máximo Reynoso           |                               |                               |          |          |          |          |          |          |          |          |          |          |          |          |          |          |          |          |          |
| Asistentes Técnicos           |                               |                               |          |          |          |          |          |          |          |          |          |          |          |          |          |          |          |          |          |
| Ricardo Ortega                |                               |                               |          |          |          |          |          |          |          |          |          |          |          |          |          |          |          |          |          |
| Gerardo Calero                |                               |                               |          |          |          |          |          |          |          |          |          |          |          |          |          |          |          |          |          |
| Preparador Físico             |                               |                               |          |          |          |          |          |          |          |          |          |          |          |          |          |          |          |          |          |
| Mario Mendaña                 |                               |                               |          |          |          |          |          |          |          |          |          |          |          |          |          |          |          |          |          |
| Preparador de Arqueros        |                               |                               |          |          |          |          |          |          |          |          |          |          |          |          |          |          |          |          |          |
| Oscar Gambetta                |                               |                               |          |          |          |          |          |          |          |          |          |          |          |          |          |          |          |          |          |
| Coordinador                   |                               |                               |          |          |          |          |          |          |          |          |          |          |          |          |          |          |          |          |          |
| Gustavo Vivanco               |                               |                               |          |          |          |          |          |          |          |          |          |          |          |          |          |          |          |          |          |
| Logística                     |                               |                               |          |          |          |          |          |          |          |          |          |          |          |          |          |          |          |          |          |
| Dorian Barreda                |                               |                               |          |          |          |          |          |          |          |          |          |          |          |          |          |          |          |          |          |
| Administrador del Club        |                               |                               |          |          |          |          |          |          |          |          |          |          |          |          |          |          |          |          |          |
| José Suárez Zanabria          |                               |                               |          |          |          |          |          |          |          |          |          |          |          |          |          |          |          |          |          |
| Inversionista                 |                               |                               |          |          |          |          |          |          |          |          |          |          |          |          |          |          |          |          |          |
| Jader Harb Rizqallah          |                               |                               |          |          |          |          |          |          |          |          |          |          |          |          |          |          |          |          |          |

### Subcampeón Nacional (2016)
Tras el título conseguido el año pasado, Melgar afrontaba el reto de revalidar el título de campeón nacional y afrontar la fase de grupos de la Copa Libertadores. Para ello se trajo al ex-seleccionado nacional de Costa Rica, Diego Estrada, el defensor colombiano Juan Bolaños proveniente de la extravagante segunda división de China, el colombiano Dahwling Leudo, además de los nacionales: Oswaldo Rivas, Alexander Sánchez, Anderson Santamaría (de actuación destacada en León de Huánuco), sumado al regreso de Jesús Arismendi y José Carlos Fernández. Por otro lado, se sufrió la baja de jugadores pilares en el campeonato de 2015 como: John Galliquio, Johnnier Montaño, Eduardo Uribe, Lampros Kontogiannis y Rainer Torres.
La pretemporada dio inicio en enero, con amistosos ante la Escuela Municipal Deportivo Binacional, posteriormente realizó La Noche Rojinegra enfrentando a Universitario, empatando 0-0.
Llegado el mes de febrero, Melgar obtuvo 2 victorias y 1 derrota en el comienzo del Torneo Apertura, cuando haría su regreso a la Libertadores, donde integró el grupo 5, enfrentándose al Atlético Mineiro de Brasil, Colo-Colo de Chile e Independiente del Valle de Ecuador. El debut fue como local ante Atlético Mineiro, perdiendo 2-1 tras haberse adelantado en el marcador con gol de Omar Fernández. Tras la derrota ante el cuadro brasileño, afrontaron un bajón futbolístico en los dos frentes, ya que sumó 11 partidos sin ganar (12 en total, contando la derrota con Mineiro), siendo solo 3 de ellos empates. Por Copa Libertadores perdió como visitante 1-0 ante Colo-Colo, 0-1 como local y 2-0 como visitante ante Independiente del Valle, 1-2 como local ante Colo-Colo tras comenzar ganando con gol de Bernardo Cuesta y finalmente 4-0 de visita ante Atlético Mineiro. Melgar cerró la fase de grupos con 0 puntos, igualando a otros clubes peruanos con el mismo récord, como Alianza Lima, Deportivo Municipal, Sport Boys y Sporting Cristal. Tras finalizar la participación en Libertadores, se ubicaban en el puesto 15 del torneo nacional, en zona de descenso. Pese a ello, Melgar volvió a encontrarse con las victorias y terminaría cerrando el Torneo Apertura en quinta posición.
Acabando el Torneo Apertura y la participación en Libertadores, Juan Bolaños se iría del equipo por bajo rendimiento, además del arquero Daniel Ferreyra, quien fue el arquero titular en los 6 partidos de la Copa Libertadores, aunque al no ser inscrito en el Torneo Apertura en búsqueda de su nacionalización para no ocupar cupo de extranjero, que a posteriori terminó no dándose, terminó rescindiendo contrato. Posteriormente, Diego Estrada negoció su salida, al no encontrarse cómodo en el equipo, además de darse la salida del arquero Jonathan Medina. En reemplazo de los jugadores que se fueron, llegaron: el uruguayo Jean Pierre Barrientos, el mexicano Rogelio Chávez y el arquero nacional Luis Llontop.
Comenzado el Torneo Clausura, Melgar siguió teniendo un juego regularmente bueno, finalizando en tercera posición el Clausura, afrontando en buena posición las liguillas. El joven Sebastián Bravo y el experimentado defensa nacional Alberto Rodríguez fueron los refuerzos para afrontar el tramo final de la temporada.
Melgar fue ubicado en el grupo A de las liguillas, mismo grupo que Sporting Cristal y Deportivo Municipal, equipos con los que se disputaría principalmente acceder a las play-offs. En catorce fechas, Melgar sumó 28 puntos, siendo el mejor equipo del grupo y finalizando en la tabla final del año en segunda posición, valiéndole así para entrar en las play-offs.
En las semifinales de las play-offs enfrentaron a Universitario. En el partido de ida jugado en Lima, Universitario se adelantó en el marcador en el primer tiempo, parte del partido donde atacaron innumerables veces, sin embargo el resultado al entretiempo solo fue 1-0. En el segundo tiempo, Melgar remontó el partido gracias a los goles de José Carlos Fernández y Bernardo Cuesta. El partido de vuelta tuvo un trámite parecido al partido de ida, Universitario salió a buscar la victoria durante el primer tiempo, resultado que se estaba dando, debido a que se iba al entretiempo ganando 2-0, eliminando así momentáneamente a Melgar. Comenzado el segundo tiempo, Bernardo Cuesta falló un penal estrellándolo en el palo derecho. Al minuto 67, Omar Fernández anotó el descuento e igualaba así la serie. Diez minutos después, Alexis Arias anotaba el segundo gol y pasaban nuevamente a liderar la serie. Finalmente, el partido quedó igualado y Melgar ganó la serie 4-3, accediendo así por segundo año consecutivo a la final nacional.
El rival de la final fue Sporting Cristal, quien venció en la otra semifinal en penales a Deportivo Municipal. La ida se disputó en Arequipa. Al minuto 54, Bernardo Cuesta anotaría el primer gol del partido, aunque el gol sería anulado por el árbitro Víctor Hugo Carrillo, por una supuesta falta previo al gol. Pese a ello, un minuto después tras un contraataque generado por Patricio Arce, Melgar ahora sí anotó el primero tras un potente remate de Cuesta a Penny. Siete minutos después, Hernán Hinostroza cometería una falta dentro del área, siendo penal en favor de Cristal. Diego Ifrán anotó el empate al minuto 64. El partido quedó igualado 1-1, obligando a ganar en Lima, debido a que en aquel año, los goles de visita eran el criterio de desempate en caso de igualdad. Siete días después se jugó el partido de vuelta, el primer tiempo fue parejo, con un Melgar tratando de buscar el gol del campeonato, se fueron al entretiempo igualando sin goles. Comenzado el segundo tiempo, Revoredo se fue expulsado en Cristal, generando que Melgar se lance en mayor cantidad a buscar la victoria, sin embargo el resultado no se movió, terminando finalmente 0-0. Melgar terminaría como subcampeón y clasificando a la fase de grupos de la Copa Libertadores de 2017.

### Ganador del Torneo de Verano, fin del ciclo Reynoso y semifinalista nacional (2017-2018)

#### 2017

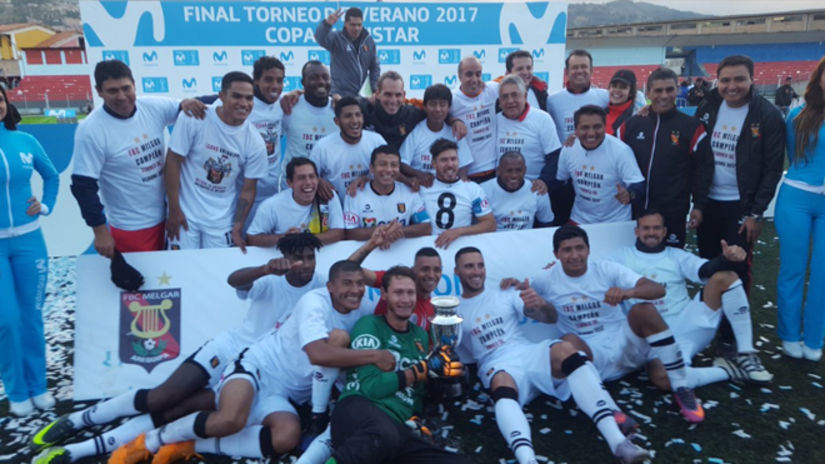
Jugadores de Melgar celebrando la obtención del Torneo de Verano ante UTC.

Comenzada la temporada 2017, algunos jugadores dejaron el equipo, destacando la salida de Bernardo Cuesta al Junior de Barranquilla. Aquel año se trajo a jugadores con larga trayectoria en el fútbol nacional, entre ellos el portero Diego Penny, quien posteriormente fue uno de los capitanes del equipo, además del único fichaje extranjero y más destacado de aquel año, Emanuel Herrera.
La temporada comenzaría el año con el Torneo de Verano, donde se ubicó en el grupo A. Melgar ganó el grupo y pasó a la final tras pelear palmo a palmo con Sport Rosario y Sporting Cristal. UTC fue el rival de aquella final que se disputaría en dos partidos. Melgar ganó el partido de ida 1-0 con gol de Omar Fernández. En el partido de vuelta en Cajamarca, UTC ganaba 2-0 culminado el primer tiempo. En el minuto 90, Emanuel Herrera igualó la serie tras una mala salida de Carvallo. Pese a liderar la serie por goles de visita, hubo tiempo suplementario debido a los cambios de reglas constantes del torneo peruano. No hubo goles en la prórroga por lo cual todo se definió en los penales. Melgar ganó 4-3 la tanda pese a comenzar perdiendo, consagrándose así ganador del Torneo de Verano y asegurándose un cupo en la Copa Libertadores de 2018.
A la vez que se disputaba el Torneo de Verano, se afrontaba la fase de grupos de la Copa Libertadores. Integró el grupo 3 junto a River Plate de Argentina, Emelec de Ecuador e Independiente Medellín de Colombia. Melgar debutó ganando 1-0 a Emelec con gol de Luis García. La siguiente fecha fue ante River en el Monumental de Núñez, Melgar cayó 4-2 pese a comenzar ganando. Posteriormente perdió 2-0 de visita y 1-2 de local ante el DIM, derrota 2-3 de local ante River y finalizaría perdiendo 3-0 de visita ante Emelec. Melgar cerró su participación con 3 puntos y en última posición.
Un irregular Torneo Apertura hizo que termine en novena posición. Durante el transcurso del Torneo Clausura, Juan Reynoso dirigió su último partido al mando de Melgar, ante Sport Rosario como local por la fecha 7, partido que terminó 2-2. El motivo de su salida fue por temas familiares, poniendo fin a casi cuatro años al mando del club. Su puesto fue asumido por Enrique Maximiliano Meza, entrenador hasta ese momento de las reservas. Al momento de la salida de Reynoso, Melgar era quinto en el Clausura. Con Meza a la cabeza, se finalizó en tercera posición en el Clausura. También terminó en tercera posición de la tabla acumulada, lo que significó que clasificaría a la Fase 2 de la Libertadores 2018.
Como hecho anecdótico, a mediados de año el belga Yahya Boumediene se unió al equipo, siendo este el primer futbolista europeo en jugar para Melgar.Terminada la temporada, Omar Fernández y Anderson Santamaría se fueron al Puebla de México. Por otro lado, se confirmaba el regreso de Bernardo Cuesta por tercera vez en su carrera al club, esta vez proveniente de Huachipato de Chile.

#### 2018
Melgar comenzó su participación en 2018 en la Fase 2 de la Copa Libertadores, siendo su rival el Santiago Wanderers de Chile. El partido de ida disputado en Valparaíso terminó en empate 1-1. En el partido de vuelta, Melgar perdió 1-0, con lo cual cayó eliminado. Comenzado el Torneo de Verano, Melgar integró el grupo B, llegando a la última fecha dos puntos detrás del líder Sport Huancayo, a quien enfrentaría de visita. El resultado fue empate 1-1, quedando a puertas de volver a jugar la final del torneo inicial. Tras el mal comienzo de temporada, Meza renunció a la dirección técnica, siendo reemplazado por el colombiano Hernán Torres.
Durante el Torneo Apertura, Melgar mostró un juego irregular, de local logró 17 de 21 puntos posibles, mientras que de visita apenas logró 7 puntos de 24 posibles, con lo cual finalizó en sexta posición. En la última fecha del Apertura, ante San Martín, Ysrael Zúñiga jugó su último partido con camiseta del dominó y como capitán, anotando el primer gol de la victoria 3-2. En el Torneo Clausura, Melgar mostró un juego más contundente, con lo cual logró hacerse con el título de ganador del Clausura, lo que le valió para clasificarse a las play-offs.
Disputó las semifinales del campeonato ante Alianza Lima. El partido de ida se jugó en Lima, donde Melgar ya ganaba 2-0 terminado el primer tiempo. Al minuto 65, anotaba el tercero. Cinco minutos después, Alianza logró descontar hasta 3-2, con lo cual Melgar se cerró a defender el resultado, aunque el empate llegaría al minuto 78, finalmente quedando 3-3. En el partido de vuelta, Alianza comenzó ganando, aunque Bernardo Cuesta anotó el empate antes de terminar el primer tiempo. Giancarlo Carmona anotó el gol de la remontada al minuto 61. Ocho minutos después, un remate de Christofer Gonzales rebotó en el travesaño del arco de Leao Butrón y se introdujo dentro, aunque luego saldría, dando la sensación que el balón no entró en su totalidad, luego con las repeticiones se corroboró que el balón entró en su totalidad, sin embargo el árbitro Joel Alarcón no convalidó el gol. Alianza empataría el partido al minuto 79, finalizando 2-2 el resultado y debido a que ese año no se consideraban los goles de visita, hubo tanda de penales. En penales Alianza ganó 2-0, después que los pateadores de Melgar (Etchemaite, Biancucchi, Míguez y Arce) fallaran sus penales. Con esto, Melgar clasificó por segundo año consecutivo a la Fase 2 de la Libertadores 2019.
Tras terminar la temporada, Hernán Torres dejó el club por mutuo acuerdo con la dirigencia. Dos semanas después, se confirmaba al argentino Jorge Pautasso para suplir el puesto dejado por el colombiano. Pautasso hacía su debut como director técnico, tras haber sido parte del cuerpo técnico de Gerardo Martino en clubes como FC Barcelona, Newell's Old Boys, entre otros, además de las selecciones de Paraguay y Argentina.

### Actuaciones destacadas a nivel internacional (2019-2021)

#### 2019
Con Jorge Pautasso al mando, se apostó por destacar en la Copa Libertadores, dejando en segundo plano el torneo local. Melgar comenzaría su participación en la Fase 2, donde eliminaría a la Universidad de Chile, tras vencer en Arequipa 1-0 con gol de Alexis Arias y empatar 0-0 en el Estadio Nacional de Chile. En la última fase previa enfrentó al Caracas FC. Melgar venció en la ida en Arequipa 2-0 con goles de Ángel Romero y Hideyoshi Arakaki. En el partido de vuelta, a los 57 minutos, Caracas ya ganaba 2-0, con lo cual forzaba a disputar la tanda de penales, sin embargo, a menos de dos minutos de llegar a los 90 minutos, Bernardo Cuesta anotó el gol del descuento, logrando así la clasificación a fase de grupos. Sus rivales en el Grupo F fueron Palmeiras de Brasil, San Lorenzo de Argentina y Junior de Colombia.
Comenzaron empatando sin goles ante San Lorenzo en Arequipa, sumada a una derrota de visita 3-0 ante Palmeiras. En la tercera fecha, Melgar venció en Arequipa 1-0 a Junior con gol de Giancarlo Carmona. Terminaba así la primera mitad de los partidos por disputar, aventajando en 4 puntos a Junior y solo 2 por detrás de Palmeiras. Las dos siguientes fechas fueron derrotas, 2-0 como visitante ante San Lorenzo y 0-4 como local ante Palmeiras, con lo que quedaban eliminados de la Libertadores, pero con la posibilidad de clasificar a la Copa Sudamericana si no perdían ante Junior en la última fecha. Tras adelantarse en el marcador al minuto 17 con gol de Cuesta, Melgar cerró su participación en la Libertadores ganando 1-0 a Junior de visita y clasificando a la segunda fase de la Sudamericana.
El rival en la segunda fase de la Sudamericana fue Universidad Católica de Ecuador. El partido de ida jugado en Quito terminó en una goleada escandalosa de 6-0 a favor de los ecuatorianos, en medio de controversias por parte de algunos jugadores que se encontraban supuestamente disconformes con el entrenador, Jorge Pautasso terminaría renunciando. Tras ello, Karlo Calcina asumió como entrenador interino en los próximos partidos. El partido de vuelta jugado en Arequipa la semana siguiente terminó 0-0, cerrando así su participación en el plano internacional, habiendo jugado 12 partidos entre ambos torneos.
Culminada la participación de Melgar en torneos internacionales y el Torneo Apertura (donde terminó en 11° posición), el torneo local entró en receso debido a la Copa América. En este lapso, el argentino Diego Osella asumió como nuevo entrenador del club.
El Torneo Clausura fue igual de irregular que el Apertura, incluso Osella sería despedido a falta de cuatro fechas de terminar el torneo. Marco Valencia asumió como DT interino en lo restante de torneo, en las cuales sumaría dos derrotas más, aunque cerraría con dos victorias claves ante Vallejo y Cantolao, las cuales permitieron clasificar a la Copa Sudamericana del año siguiente, en la última fecha y por diferencia de goles. Una semana después de culminado el torneo, se anunció como nuevo entrenador al argentino Carlos Bustos. A fines de diciembre se confirmaba que Bernardo Cuesta se iba al Buriram United de Tailandia.

#### 2020
Melgar comenzó la temporada disputando el Torneo Apertura y la Copa Sudamericana, donde en primera fase enfrentaría a Nacional Potosí. El partido de ida en Bolivia vencerían 2-0 con goles de Joel Sánchez y el mexicano Othoniel Arce. El partido de vuelta jugado dos semanas después en Arequipa, Nacional ganó sorpresivamente 2-0, tras anotar sus dos goles en los últimos 15 minutos de partido, forzando así una tanda de penales. Melgar venció 4-3 en los tiros desde el punto penal, con lo cual avanzó a la segunda fase.
El torneo local como la Copa Sudamericana se suspenderían en marzo, debido a la pandemia de COVID-19, Melgar se situaba en quinta posición en la liga tras seis fechas disputadas. En agosto, cinco meses después, el torneo nacional volvería a la acción, disputándose todos los partidos en Lima. Carlos Bustos sería despedido debido a que únicamente pudo lograr 6 puntos en 7 partidos desde la reanudación del torneo. Marco Valencia asumió como entrenador hasta el final del torneo, debido a la dificultad de poder contratar a un nuevo entrenador en el contexto de la pandemia.
Habiéndose culminado el Torneo Apertura, se realizó el sorteo de la segunda fase de la Copa Sudamericana, teniendo como rival a Bahia de Brasil. El partido de ida se jugó en el Estadio Nacional, teniendo como vencedor a Melgar tras ganar 1-0. Quedarían eliminados tras perder el partido de vuelta 4-0.
En el Torneo Clausura, Melgar integró la liguilla B, donde siguió mostrando un juego irregular, por lo cual disputó hasta la última fecha la clasificación a la Copa Sudamericana del año siguiente, la cual terminaría logrando tras vencer 3-2 a Deportivo Municipal. Debido a lo apretado del calendario, se dio más participación a jugadores jóvenes como: Alec Deneumostier, Paolo Reyna, Pedro Ibáñez, Walter Tandazo, entre otros.
Dos semanas después de haber culminado la temporada 2020, se oficializó como nuevo entrenador al argentino Néstor Lorenzo, ex-asistente de Néstor Pékerman en la selección colombiana. Los extranjeros que estaban en el club no renovaron contrato, con lo cual Lorenzo trajo a cinco extranjeros en su totalidad argentinos: Horacio Orzán, Cristian Bordacahar, Jonathan Bustos, Fabio Pereyra y el regreso de Bernardo Cuesta desde el Puebla de México. Además, se reforzó con jugadores nacionales, destacando a Alejandro Ramos, Kevin Quevedo y el retorno de Luis Iberico, quien estuvo a préstamo en UTC en 2020.

#### 2021
La temporada 2021 se volvería a jugar en su totalidad en Lima, debido a ciertas restricciones por la pandemia. Los partidos oficiales comenzaron en marzo, teniendo que disputar el Torneo Apertura y la Copa Sudamericana, donde se enfrentaría al Carlos A. Mannucci en la ronda preliminar. En el partido de ida, Melgar fue visitante en el Estadio Monumental, donde venció 2-1 con doblete de Cristian Bordacahar. El partido de vuelta se jugaría tres semanas después en el Estadio Nacional, donde Melgar haría de "local". Con goles de Arias, Iberico y Cuesta, venció por 3-2 al Mannucci y logró clasificarse a la fase de grupos.
En fase de grupos, Melgar integró el Grupo D junto a Athletico Paranaense de Brasil, Aucas de Ecuador y Metropolitanos de Venezuela. En la primera fecha enfrentó a Metropolitanos de visitante, donde remontó un 2-0 en contra para terminar ganando 3-2 con goles de Cuesta, Iberico y Vidales. En la fecha siguiente venció en Lima al Aucas con doblete de Cuesta. La tercera fecha la jugaba nuevamente en Lima, esta vez ante al rival más complicado del grupo, Athletico Paranaense. Con un solitario gol de Bordacahar logró ganar 1-0. En la cuarta fecha, perdió 2-1 de visita ante Aucas, tras comenzar ganando con gol de Cuesta. A la quinta fecha llegaba igualado en puntos con Paranaense en la cima, mismo equipo al que tocaba enfrentar en Brasil. Melgar cayó 1-0 y se veía relegado al segundo puesto, con chances mínimas de pasar a octavos de final, debido a que solo el primer puesto pasaba de ronda. En la última fecha, empató 0-0 ante Metropolitanos, lo cual decretó su eliminación del torneo, quedando en segundo puesto del grupo con 10 puntos.
A la par que acababa su participación internacional, terminaba el Torneo Apertura, donde Melgar finalizó en última posición de la liguilla A, además de encontrarse en el puesto 15 de la tabla acumulada. Por otro lado, Jonathan Bustos dejaría al equipo por mutuo acuerdo. El argentino Mariano Vázquez llegaría un mes después en su reemplazo.
A partir del Torneo Clausura, Melgar centró sus opciones en luchar por volver a clasificar a un torneo internacional. Se ubicó en los primeros puestos a lo largo del Clausura, terminando finalmente en cuarta posición. Además, el buen rendimiento en este tramo del campeonato, hizo que en la tabla acumulada esté cerca de clasificar a la Copa Libertadores, sin embargo, la derrota en la última fecha ante Universitario se lo impidió, con lo cual terminó en quinta posición en la tabla acumulada, clasificando a la Copa Sudamericana por cuarto año consecutivo.

### Semifinalista de Copa Sudamericana y subcampeón nacional (2022)
Néstor Lorenzo apostó por mantener la base de lo que fue el plantel en 2021, los argentinos Fabio Pereyra y Mariano Vázquez fueron los únicos jugadores que dejaron el plantel. En reemplazo de ellos, llegaron los también argentinos Martín Pérez Guedes (proveniente de Universidad San Martín) y Leonel Galeano (campeón de la Copa Sudamericana en 2010 con Independiente), además de los nacionales Jean Pierre Archimbaud y Nicolás Figueroa.
La presentación del equipo se dio en la Tarde Rojinegra, donde enfrentó al Deportivo Pereira de Colombia, al cual venció 1-0 con gol de Alexis Arias.

#### Copa Sudamericana 2022

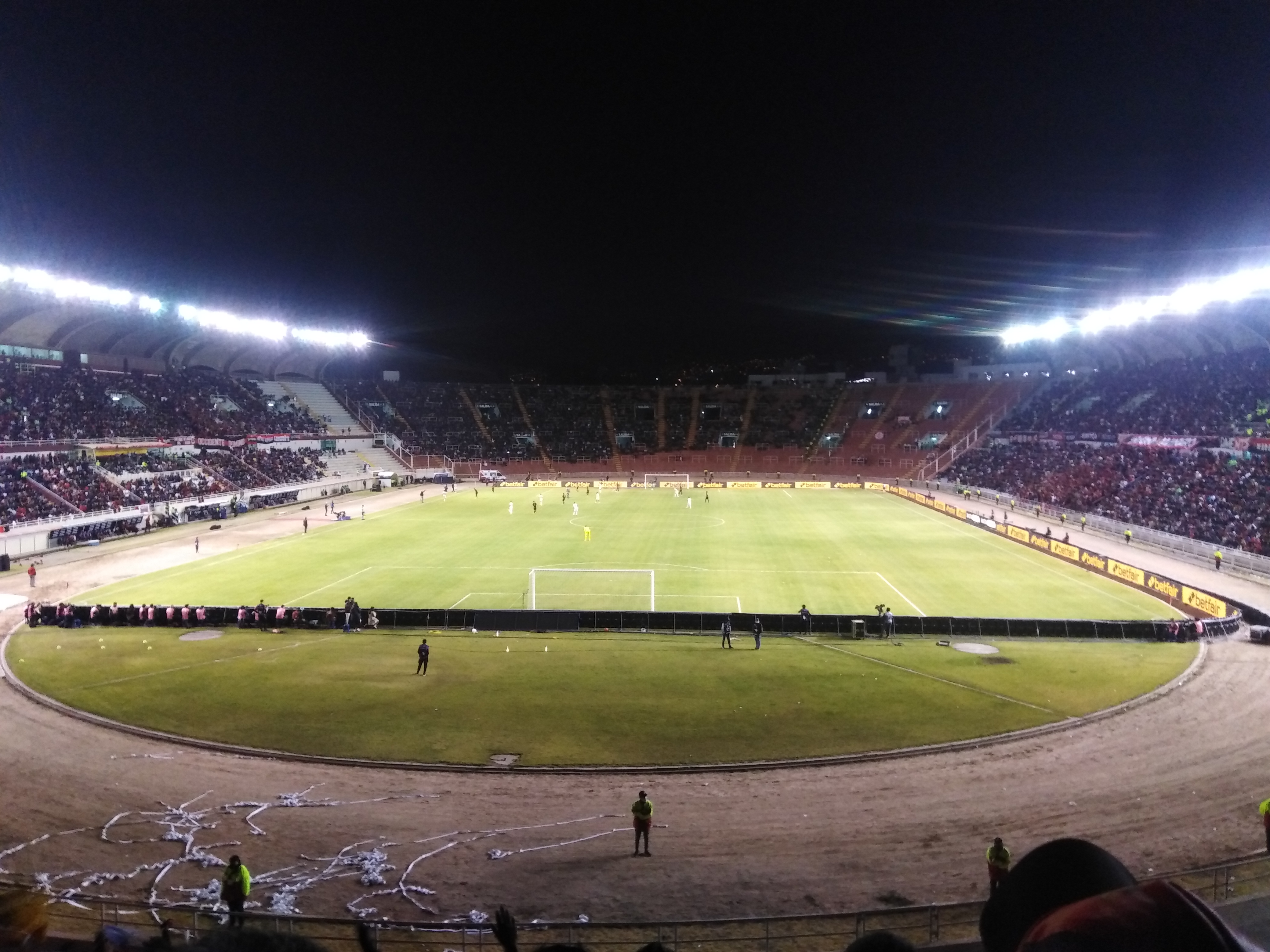
Enfrentamiento entre Melgar e Internacional en Arequipa, tomada desde la tribuna sur.

Melgar participó en la edición de la Copa Sudamericana 2022 desde la ronda preliminar, enfrentando a su clásico rival Cienciano. El partido de ida, celebrado en el Cusco, culminó en un empate 1-1, con Bernardo Cuesta como anotador para el equipo rojinegro. En el partido de vuelta en Arequipa, Melgar logró una victoria de 1-0 con otro gol de Cuesta, asegurando así su pase a la fase de grupos.
En la fase de grupos, Melgar se ubicó junto a Racing Club de Argentina, River Plate de Uruguay y Cuiabá de Brasil.  Tras perder 2-0 frente a Cuiabá en su visita y asegurar una victoria 2-0 en casa contra River Plate, Melgar se enfrentó en Arequipa a Racing Club, líder del grupo en ese momento. A pesar de no ser los favoritos, Melgar sorprendió al imponerse 3-1, con un doblete de Iberico y otro gol de Cuesta.
En la cuarta fecha enfrentaba a River Plate en Montevideo. Melgar ganaba 1-0, pese a sufrir la expulsión de Carlos Cáceda en el minuto 56. Jorge Cabezudo, quien ingresó en lugar del portero, era figura del equipo, aun así, River empataría al minuto 90+3. Dos minutos después, tras una mala salida del portero rival, Archimbaud logró anotar el gol agónico de la victoria en el minuto 90+5.
Melgar y Racing Club llegaron a la quinta fecha liderando el grupo con 9 puntos cada uno, lo que llevó a un enfrentamiento crucial entre ambos en Avellaneda. A pesar de jugar con un hombre más tras la expulsión del portero rival, Melgar cayó 1-0 ante Racing Club.La última fecha enfrentó a Melgar contra Cuiabá, donde, obligados a ganar y esperar un resultado favorable del otro duelo, el equipo logró un triunfo crucial por 3-1, mientras River Plate vencía a Racing, permitiendo así a Melgar avanzar a octavos de final.
Una semana después de la clasificación, Néstor Lorenzo fue confirmado como entrenador de la selección colombiana, dejando su cargo en Melgar después de los octavos de final, siendo reemplazado por Pablo Lavallén. En octavos de final, Melgar enfrentó a Deportivo Cali, empatando 0-0 en Colombia y asegurando su paso a cuartos de final con una victoria 2-1 en Arequipa, donde Bernardo Cuesta fue determinante con dos goles.
En cuartos de final, Melgar se enfrentó al Internacional. Tras empates sin goles en ambos partidos, el equipo peruano avanzó a las semifinales gracias a una destacada actuación en la tanda de penales, donde el portero Carlos Cáceda fue figura al detener tres disparos. En las semifinales, Melgar se enfrentó al Independiente del Valle. Sin embargo, el equipo no logró superar la desventaja acumulada en el partido de ida y fue eliminado tras perder por tres goles en ambos encuentros.
Habiendo finalizado la competición, Bernardo Cuesta concluyó como el máximo goleador de dicha edición, con ocho tantos en su haber, además de haber sido seleccionado dentro del once ideal. Entre otros logros, Carlos Cáceda fue el arquero con más atajadas, Luis Iberico fue el jugador con más dribles realizados, estando Ramos por detrás de él. Y por último, Alec Deneumostier fue el jugador con más pases completados, siendo seguido por Ramos, Orzán, Galeano y Arias.

#### Liga 1 2022
El campeonato nacional, a diferencia de los dos últimos años, volvió a ser descentralizado. Comenzado el Torneo Apertura, Melgar llegaba a la mitad del torneo con 4 victorias, 1 empate y 3 derrotas, estando en la novena posición. Posteriormente, enlazó 9 victorias consecutivas (8 de ellas con valla invicta), llegando así a la última fecha como líder, teniendo que enfrentar a Alianza Atlético como visitante. Bastó con un empate para consagrarse ganador del primer torneo del año y accediendo así a las play-offs de fin de año.
De cara al comienzo del Torneo Clausura, el argentino Pablo Lavallén fue oficializado como el nuevo director técnico del equipo.
En los diez primeros partidos del torneo, obtuvo siete victorias y una derrota como local ante Sporting Cristal, además de dos partidos postergados ante Alianza Lima y César Vallejo, debido a la participación internacional del equipo. A partir de aquí, el equipo cayó en la irregularidad, debido al bajón emocional por la eliminación de la Copa Sudamericana y la acumulación de partidos disputados en pocos días. Tuvo 3 partidos seguidos como visitante en 8 días, ante Cienciano, Alianza Lima y César Vallejo, donde solo pudo empatar ante los cuzqueños y perdió ante los otros dos. El equipo siguió con la irregularidad, llegando a tal punto de perder sus dos últimos partidos del torneo, de visitante ante Atlético Grau y de local ante Alianza Atlético, con lo cual llegaba desmotivado a las play-offs.
Tres días después de culminado el Clausura, tuvo que enfrentar en las semifinales del campeonato a Sporting Cristal, siendo el partido de ida jugado en Arequipa. Con un doblete de Iberico en el segundo tiempo, Melgar ganó 2-0, partiendo con cierta ventaja al partido de vuelta. Dicho partido se jugó cuatro días después en Lima, donde volvería a ganar 2-0, esta vez con gol de Cuesta y nuevamente, Iberico.
En la final tuvo que enfrentar a Alianza Lima, equipo que llegó automáticamente a la final. Tres días después del duelo de vuelta ante Cristal, se jugó el primer partido de la final en Arequipa. Melgar venció 1-0 a Alianza tras un autogol de Yordi Vilchez. El partido de vuelta se jugó en Lima tres días después, donde perdería 2-0, quedando así a puertas del tercer título nacional, aunque quedaría como subcampeón nacional después de 6 años, además de poder clasificar a la Copa Libertadores tras 3 años de ausencia.
Melgar a lo largo del año tuvo que afrontar 54 partidos, tanto a nivel local como internacional, donde se hizo fuerte como local, llegando a obtener 23 victorias, 1 empate y 3 derrotas. Además, el equipo afrontó dos etapas, la primera con Néstor Lorenzo y la segunda con Pablo Lavallén. Con Lorenzo, el equipo fue sólido en defensa, aunque carecía de efectividad de cara al arco rival, pese a ser superior siempre al rival. De los 28 partidos dirigidos por Lorenzo, obtuvo 19 victorias, donde 12 de ellas fueron por margen de un solo gol. Con Lavallén, el equipo mejoró su efectividad en ofensiva, aunque se volvió más frágil en defensa. Desde el comienzo de la llave ante Independiente del Valle hasta el final del Clausura (11 partidos en total), recibió 21 goles, a diferencia de la etapa con Lorenzo, donde recibió 19 goles en 28 partidos.

### (2023-2025)

#### 2023
Pese a no haber tenido el mejor cierre el año pasado, la dirigencia decidió mantener a Pablo Lavallén al mando. Entre las bajas más destacadas estuvieron el argentino Martín Pérez Guedes, sumado a Joel Sánchez y Jhonny Vidales, ambos tras estar cuatro temporadas en el club; además de Kevin Quevedo, quien tras dos años no se consolidó en el equipo. Por otra parte, llegarían los argentinos Tomás Martínez (enganche, campeón de la Copa Sudamericana en 2014 con River Plate) y Pablo Magnín (delantero, dos veces goleador de la Primera B Nacional argentina), además de los peruanos, Jhamir D'Arrigo (extremo, de paso destacado en Cantolao), junto a Sebastián Cavero (lateral) y André Vásquez (enganche) como apuestas a futuro.
La presentación del equipo se realizó el 15 de enero ante Deportivo Pasto en el Monumental de la UNSA. El duelo terminó en derrota 1-0 tras un gol de penal en el tiempo de descuento.
El primer partido de la Liga 1 se perdió por walkover ante Grau, en modo de protesta (junto a otros cinco equipos) debido a un conflicto por los derechos de transmisión. Tras ello, se perdió tres partidos consecutivos: de local ante Municipal y de visita ante Cristal y Universitario, sin anotar ni un gol. Tras la derrota ante los 'cremas', Lavallén sería despedido. El argentino Mariano Soso llegó en su reemplazo. Tras esto, Melgar sumó sus primeros puntos con dos empates 0-0 de visita ante UTC y ADT, siendo este último el primero bajo el mando de Soso. En el siguiente duelo como local anotarían el primer gol del año, en el empate 1-1 ante Cusco FC.
Sin victorias en su haber, comenzaba la participación por Copa Libertadores, siendo los rivales de grupo: Olimpia de Paraguay, Atlético Nacional de Colombia y Patronato, de la segunda división de Argentina. El debut fue un empate 1-1 como local ante Olimpia. Tras otro empate de visita ante Huancayo, se conseguiría la primera victoria del año (en el décimo duelo oficial), siendo un 1-0 como locales ante Cienciano. En el plano internacional, no se levantó cabeza y perderían como visitantes 3-1 ante Atlético Nacional y un sorpresivo 4-1 ante Patronato. Soso modificaría el esquema de juego, cambiando la tradicional línea de 4 en defensa a una línea de 3. En la cuarta fecha, Melgar perdería 0-1 ante Atlético Nacional y quedaría eliminado. En la quinta fecha, se impusieron 5-0 a Patronato, subiendo al tercer puesto del grupo y con la posibilidad de poder entrar a la Copa Sudamericana. Sin embargo, en la última fecha caerían goleados 4-1 ante Olimpia, recibiendo cuatro goles en la primera media hora de partido, quedando eliminado de toda competición tras la victoria de Patronato de visita al Nacional.
Habiendo finalizado en noveno puesto el Torneo Apertura y con un partido para acabar la participación en la Libertadores, Pablo Magnín dejaría el equipo por bajo rendimiento, anotando tres goles en su estancia en el club, mientras que Pablo Lavandeira sería comprado a Alianza Lima por un valor cercano a los cien mil dólares. Comenzaría el Torneo Clausura con una victoria 4-0 ante ADT y posterior a ello se produciría la eliminación ante Olimpia, marcando un cambio en el plantel. Por un lado, fue el último partido de Luis Iberico, quien sería vendido al Riga FC de Letonia por 900.000 euros, llegando Beto da Silva proveniente de César Vallejo; por otro lado produjo un cambio en la defensa, ya que Deneumostier disputó su último partido en el año, siendo marginado a la banca de suplentes. En la línea de tres defensas, Galeano era el único zaguero natural, en compañía de Orzán y Archimbaud, ambos naturalmente pivotes.
Los siguientes cinco partidos del Clausura posicionaron a Melgar como un candidato al título, ya que ganó en tres de ellos y tuvo otros dos empates. Sin embargo, los próximos cinco partidos los alejaron de la disputa, ya que solo ganó un partido, mientras que empataría dos y perdería otros dos. Con las chances casi echadas, Melgar enlazó cuatro victorias consecutivas, sumado a resultados irregulares de los candidatos al títulos: Cristal, Universitario y Alianza, posicionaron al 'dominó' como líder del Clausura, aunque con un partido de más. El siguiente partido sería de visita ante un rival directo como Alianza Lima, el cual finalizó 0-0 y quedaría como anécdota que Beto da Silva pudo dar la victoria tras estrellar un balón al palo en el minuto 90+4. Ganarían los dos últimos partidos, aunque no alcanzarían para ganar el Clausura, finalizando un punto por detrás de Universitario.
En la tabla acumulada finalizó en cuarta posición, con lo cual clasificó a la primera fase previa de la Copa Libertadores 2024. Como hecho anecdótico, el capitán Bernardo Cuesta sería nacionalizado peruano, aunque dicho proceso se retrasó y se perdió los dos primeros partidos del año para no ocupar plaza de extranjero, además terminó como goleador del Torneo Clausura y se convertiría en el futbolista con más partidos disputados en la historia del club.

#### 2024
De cara a la nueva temporada, Mariano Soso no continuaría al mando del equipo, llegando en su reemplazo el argentino Pablo de Muner. En cuanto a los jugadores, Alianza Lima pagaría por la cláusula de salida de Jhamir D'Arrigo y Leonardo Mifflin dejaría de pertenecer al club, además, se destacó el préstamo de Alec Deneumostier a César Vallejo. En cuanto a los refuerzos, llegaría el extremo Kevin Sandoval, y tres argentinos a préstamo: el lateral Lucas Diarte, el delantero Brian Blando y el defensa Leonel González. Además, se concretaría la nacionalización de Cristian Bordacahar y de Horacio Orzán. Jugarían tres partidos amistosos de pretemporada en Argentina. El primero fue una derrota 2-0 ante Argentinos Juniors, el segundo ante Independiente sería victoria por 3-1 y una derrota por 1-0 ante Defensa y Justicia. El partido de presentación se dio el día 20 de enero en la UNSA, siendo un empate 1-1 ante Bolívar.
De Muner tendría una corta estadía, ya que sería despedido tras ocho partidos, en los cuales caerían eliminados en la primera fase previa de la Copa Libertadores ante Aurora de Bolivia por 2-1 en el marcador global. Mientras que en el ámbito local, solo consiguió dos victorias y en los tiempos de descuento.
Marco Valencia asumiría interinamente por los siguientes dos partidos, los cuales serían victorias: en casa 3-1 ante ADT y de visita al líder Sporting Cristal por 2-1. Valencia seguiría hasta que llegue un nuevo entrenador, sin embargo pasadas las fechas no llegaría alguien que lo reemplace, lo que generaría su descontento con la directiva. A pesar de ello, seguiría al mando del equipo en lo que restó de Apertura, donde conseguirían ocho victorias y un solo empate, pasando de estar al comienzo de su mandato en la undécima posición a nueve puntos de la punta, a finalizar en tercera posición a dos puntos de los líderes. Posteriormente sería oficializado como Director Técnico hasta el fin de temporada, respaldado por los jugadores, hinchada y directiva.
Durante el receso del torneo por la participación de la selección nacional en la Copa América, se anunció el fin del vínculo con Lucas Diarte. Tras comenzar el Clausura con dos victorias, caerían de visita por 3-1 ante Alianza Atlético, cortando el invicto de quince partidos sin perder. Se repondrían venciendo de local 1-0 a Universitario, en el cual dos jugadores del rival generarían una pelea al final del partido, de los cuales el equipo se vería afectado con la suspensión de Blando, Lavandeira y Cáceres por cuatro partidos. Durante esos partidos, solo conseguirían una victoria, mientras que perderían en dos, a su vez que se hizo la transferencia del interior por izquierda argentino Matías Noble, proveniente del Real Tomayapo boliviano, Retornarían con dos victorias de local, aunque tres empates seguidos comprometieron sus chances de ganar el Clausura, siendo en el empate de local sin goles ante Grau en el cual Bernardo Cuesta se lesionaría de gravedad y se perdería el resto de la temporada. En el tramo final de campeonato, enlazaron tres victorias, aunque llegarían a la última fecha sin posibilidades de ganar el Clausura. Cerrarían el torneo empatando de local 1-1 ante Deportivo Garcilaso, con lo que finalizarían en cuarta posición del Clausura y terceros en la tabla acumulada, clasificando a la Fase 2 de la Copa Libertadores 2025.
Bernardo Cuesta, a pesar de perderse el tramo final del campeonato, fue el máximo goleador del equipo con 15 goles, seguido por Jean Pierre Archimbaud quien tuvo su mejor año en el equipo, teniendo 12 goles en su haber, lo cual le valió para debutar en la selección nacional. Otro con actuación destacada sería Jefferson Cáceres, quien tras no ser considerado en un principio por De Muner, comenzaría a jugar al final de su salida y durante el mandato de Valencia, llegando a jugar la mayor cantidad de partidos ingresando desde la banca de suplentes, y aun así teniendo la sorprendente marca de 8 goles y 5 asistencias en sus primeros 13 partidos del año. Por otro lado, durante el transcurso del año se firmó una alianza estratégica con el club Talleres de Córdoba, que incluye un Acuerdo Marco de Inteligencia Deportiva, entre ello el trabajo de manera conjunta, intercambio de conocimientos y mejores prácticas deportivas. Además, en abril el plantel pudo entrenar por primera vez en su propio CAR, el Centro de Alto Rendimiento de Mollebaya, en lo que sería la primera etapa de su construcción, la cual sería inaugurada oficialmente en agosto. Finalmente, Matías Lazo sería premiado como "Jugador Revelación" de la Liga 1 2024, mientas que Bernardo Cuesta sería parte del once ideal del torneo.

#### 2025
Terminada la temporada 2024, Marco Valencia volvería a ser el Jefe de la Unidad Técnica de Menores, reemplazándolo como DT el argentino Walter Ribonetto. En cuanto a jugadores, Leonel Galeano, tras tres años dejaría el equipo tras no renovársele el contrato; Jean Pierre Archimbaud decidiría no renovar su contrato e irse a Alianza Lima; el canterano Paolo Reyna se iría a Universitario, a pesar de habérsele ofrecido su renovación de contrato; mientras que se deseaba comprar la ficha de Brian Blando, aunque Lanús, dueños de su carta pase, subieron su precio y no se concretaría la operación; en cambio la de Leonel González sí se concretaría y pasaría a ser jugador del equipo. Además, Kevin Sandoval, Matías Noble, Pablo Lavandeira y Beto da Silva dejarían el equipo. Llegarían como refuerzos: el argentino Pier Barrios en defensa, Nelson Cabanillas y Mathías Llontop como laterales por izquierda, en ofensiva a Piero Vivanco como extremo y como delanteros al argentino Facundo Castro y Percy Liza. Además, se haría con el 50% del pase del extremo argentino Gregorio Rodríguez, proveniente de Instituto, por una cifra de 600.000 dólares; junto al préstamo de Lautaro Guzmán (extremo argentino) desde Arsenal de Sarandí. Finalmente, Jefferson Cáceres sería vendido al Sheffield United de la Championship inglesa, por un monto de 1.2 millones de libras esterlinas.
Al igual que el año pasado, Melgar realizaría una pretemporada en el extranjero, siendo esta vez en Colombia. Jugaría amistosos ante América de Cali, Millonarios, La Equidad y Fortaleza CEIF, siendo ante los dos primeros en mención como parte del torneo amistoso llamado Serie Colombia. Vencerían 2-0 al América de Cali con goles de Kenji Cabrera y Cristian Bordacahar, mientras que empataría sin goles ante Millonarios, lo cual le valdría para salir ganadores del triangular. El partido de presentación tuvo como rival a Deportivo Cuenca, contra quien empataría sin goles.
Comenzarían los partidos oficiales con cinco victorias, por liga ganando 3-0 a UTC, 0-1 a Cusco y remontando 2-1 al Alianza Atlético; mientras que por la segunda fase previa de la Copa Libertadores, eliminarían a Deportes Tolima tras ganar dos veces por 1-0. Las primeras derrotas llegarían en la siguiente fase de la Libertadores, cuando perderían 1-0 en casa ante Cerro Porteño, que se le sumaría un 4-2 en Asunción, concretando la eliminación del torneo pero clasificación a la Copa Sudamericana. Mientras tanto, el invicto por el torneo nacional seguiría tras una victoria 1-0 a Cristal, una remontada 2-3 ante Ayacucho y un 4-0 sobre ADT. El gran comienzo de torneo se vería detenido por una serie de malos resultados; dos derrotas ante rivales directos: 4-1 ante Universitario y 1-2 ante Garcilaso; seguidos de cuatro empates por 1-1: ante Los Chankas (visita), Comerciantes Unidos (en casa), Grau (en casa) y Alianza Universidad (visita), teniendo de por medio una victoria por 1-2 ante Cienciano; los cuales harían que perdiese el liderato. Remontarían un 2-1 a Sport Boys.
En Copa Sudamericana sería agrupado en el grupo G junto a Lanús de Argentina, Vasco da Gama de Brasil y Academia Puerto Cabello de Venezuela. Así como en el torneo local, aquí sería igualmente irregular. Debutaría en casa ante Vasco, a quien lograría empatar 3-3 sobre el final tras ir perdiendo desde comenzado el partido; posteriormente perderían 3-0 ante Lanús. Después jugarían sus dos partidos restantes en casa: victoria 1-0 ante Puerto Cabello y derrota 0-1 ante Lanús. En el penúltimo juego, visitarían Venezuela obligados a ganar para seguir con chances. Vencerían 0-1 a Puerto Cabello, pasando al segundo lugar. Se jugaban la clasificación ante Vasco da Gama en Río de Janeiro, donde perderían 3-0 y serían relegados al tercer puesto, quedando eliminados.
Kenji Cabrera y Matías Lazo serían convocados por primera vez a la selección nacional, además que renovarían sus contratos hasta 2027 y 2028, respectivamente. Por otra parte, Facundo Castro se desvincularía a falta de cinco fechas para acabar el Apertura, tras no haberse adaptado del todo al equipo, habiendo anotado seis goles en diecisiete partidos.

## Cronología
En el siguiente cuadro se detalla la cronología del Foot Ball Club Melgar tanto en Posiciones a nivel de Liga Local, Nacional e Internacional.
| Cronología del FBC Melgar de Arequipa | Cronología del FBC Melgar de Arequipa |
| --- | --- |
| \| - 1915: Fundación del FBC Melgar. - 1917: Subcampeón del Torneo de la Confederación de Estudiantes. - 1918: Miembro fundador de la Liga de Arequipa. - 1919: Primer viaje del Club a Lima para un torneo amistoso. - 1921: Campeón del Torneo Von der Heyde de la Liga de Arequipa. - 1922: Eliminado en primera ronda del Torneo de la Raza de la Liga Provincial de Arequipa. - 1923: Campeón del Torneo de la Raza de la Liga de Arequipa. Subcampeón del Torneo "Alfredo Delgado" de la Liga Provincial de Arequipa. - 1924: Campeón del Torneo Intercity "Augusto B. Leguía". 3.º en el Torneo del Sport de la Liga Provincial de Arequipa. - 1925: Campeón de la Copa Gibson de la Liga Provincial de Arequipa. Subcampeón del Torneo de la raza de la Liga Provincial de Arequipa. 3.º en el Torneo "Von der Heyde" de la Liga Provincial de Arequipa. - 1926: Campeón de la Copa Gibson de la Liga Provincial de Arequipa. 5.º en el Torneo de Fin de año de la Liga Provincial de Arequipa. Eliminado en semifinales del Torneo del Sport de la Liga Provincial de Arequipa. - 1927: Subcampeón del Torneo de Sport de la Liga Provincial de Arequipa. - 1928: Campeón de la Liga Provincial de Arequipa. - 1929: Subcampeón del Torneo de Selección y Competencia de la Liga Provincial de Arequipa. Subcampeón de la Copa "General Landázuri" de la Liga Provincial de Arequipa. Eliminado en primera ronda del Torneo "López de Romaña" de la Liga Provincial de Arequipa. - 1930: 5.º en el Torneo Anual de la Liga Provincial de Arequipa.Primera gira internacional a Chile. - 1931: Subcampeón del Torneo del Sport de la Liga Provincial de Arequipa. - 1933: 4.º en el Torneo de Selección y Competencia de la Liga Provincial de Arequipa. - 1934: 5.º en el Torneo de Selección y Competencia de la Liga Provincial de Arequipa. - 1935: 5.º en el Torneo de Selección y Competencia de la Liga Provincial de Arequipa. - 1936: Subcampeón del Torneo de Selección y Competencia de la Liga Provincial de Arequipa. - 1937: 5.º en el Torneo de Selección y Competencia de la Liga Provincial de Arequipa. - 1938: Último del Torneo de Selección y Competencia de la Liga Provincial de Arequipa.Descenso a la División Intermedia al caer derrotado en el partido de promoción frente al Deportivo Ciclón. - 1939: Campeón de la División Intermedia (Segunda División) de la Liga de Arequipa. - 1940: Ascenso a la Primera División de la Liga Provincial de Arequipa.triunfo frente al Deportivo Ciclón en el partido de promoción. - 1941: Último del Torneo Apertura y del Torneo de Selección y Competencia de la Liga Provincial de Arequipa.Descenso a la División Intermedia al caer derrotado en el partido de promoción frente al Deportivo Mistiano. - 1943: 4.º del Torneo de Selección y Competencia de la Segunda División de Liga Provincial de Arequipa. - 1944: 2.º de la serie B del Torneo de Selección y Competencia de la Segunda División de Liga Provincial de Arequipa. - 1945: Campeón del Torneo de Selección y Competencia de la Segunda División de Liga Provincial de Arequipa.Ascenso a la Primera División de la Liga Provincial de Arequipa - 1946: 4.º en el Torneo de Selección y Competencia de la Liga Provincial de Arequipa. - 1947: 4.º en el Torneo de Selección y Competencia de la Liga Provincial de Arequipa. - 1948: 7.º en el Torneo de Selección y Competencia de la Liga Provincial de Arequipa. - 1949: 5.º en el Torneo de Selección y Competencia de la Liga Provincial de Arequipa. - 1956: Último en el Torneo de Selección y Competencia de la Liga Provincial de Arequipa y descenso a Segunda división. - 1961: Campeón de la Segunda División y ascenso a la máxima categoría de la Liga Provincial de Arequipa. - 1962: Campeón de Liga Provincial de Arequipa. - 1964: Campeón de Liga Provincial de Arequipa. - 1965: Campeón de Liga Provincial de Arequipa. - 1966: Invitado al Campeonato Descentralizado, 8.º en la tabla acumulada y descendió. - 1967: Campeón de Liga Departamental de Arequipa. 4.º en el hexagonal final de la Copa Perú. - 1968: Campeón de Liga Departamental de Arequipa. 5.º en el hexagonal final de la Copa Perú. - 1969: Campeón de Liga Departamental de Arequipa. 2.º en el hexagonal final de la Copa Perú. - 1970: Campeón de Liga Departamental de Arequipa. 2.º en el hexagonal final de la Copa Perú. Subcampeón de la Copa Presidente de la República. - 1971: Campeón de la Copa Perú. - 1971: 7.º en la tabla acumulada del Campeonato Descentralizado. - 1972: 4.º en la Zona Regional. 10.º en la tabla acumulada del Campeonato Descentralizado. - 1973: 3.º en la Primera etapa del Campeonato Descentralizado. 6.º en la liguilla final, 2.º en el Reclasificatorio Regional 1974. - 1974: 12.º en la Primera ronda del Campeonato Descentralizado. - 1975: 4.º en la liguilla del Campeonato Descentralizado. 4.º en la liguilla final. - 1976: 10.º del Campeonato Descentralizado. - 1977: 6.º en el Grupo A del Torneo Interzonal. 2.º en el Campeonato Descentralizado. 3.º en la Liguilla final. - 1978: 7.º en el Grupo Sur del Torneo preliminar. 6.º en el Campeonato Descentralizado. - 1979: 16.º en la Primera etapa del Campeonato Descentralizado. 3.º en la liguilla por el descenso y 11.º en la General. - 1980: 14.º en la Primera etapa del Campeonato Descentralizado. 1.º en la liguilla por el descenso y 13.º en la General. - 1981: 1.º en el Grupo Sur del Torneo Regional. 1.º en el Final Provincial del Torneo Regional. Semifinales del Torneo Regional. Campeón del Campeonato Descentralizado. Clasifica a la Copa Libertadores. - 1982: 3.º en el Grupo Sur de la Primera fase del Campeonato Descentralizado. 4.º en el Grupo B de la Segunda fase del Campeonato Descentralizado. 7.º del Campeonato Descentralizado. Copa Libertadores 1982 - Primera Fase de grupos (G5). - 1983: 1.º en la Primera etapa. Subcampeón en la liguilla final del Campeonato Descentralizado. Clasifica a la Copa Libertadores. - 1984: 1.º en la Zona Sur del Torneo Regional. 5.º en el Campeonato Descentralizado. 2.º en la Liguilla Pre-Libertadores. Copa Libertadores 1984 - Primera Fase de grupos (G5). \| - 1985: 2.º en el Grupo Sur del Torneo Regional. 7.º del Campeonato Descentralizado. - 1986: 1.º en el Grupo Sur del Torneo Regional. Cuartos de final del Torneo Regional. 3.º en el Grupo B del Campeonato Descentralizado. - 1987: 4.º en el Grupo Sur del Torneo Regional del Campeonato Descentralizado. 1.º en el Grupo Sur de la División Intermedia. - 1988: 2.º en el Grupo Sur del Torneo Regional. 9.º del Campeonato Descentralizado. - 1989: 2.º en el Grupo Sur del Torneo Regional I. 2.º en el Grupo 1 de la Zona Sur. 3.º en el Grupo Final Sur del Torneo Plácido Galindo. 5.º en el Grupo Sur del Torneo Regional II del Campeonato Descentralizado. - 1990: 1.º en la Zona Sur del Torneo Regional I. 4.º en la liguilla final del Torneo Regional I. 1.º en la Zona Sur del Torneo Regional II. Octogonal del Torneo Regional II del Campeonato Descentralizado. - 1991: 1.º en la Zona Sur del Regional I. 4.º en la liguilla final del Torneo Regional I. 1.º en la Zona Sur del Torneo Regional II. Octogonal del Torneo Regional II del Campeonato Descentralizado. - 1992: 3.º en la Fase regular del Campeonato Descentralizado. 5.º en la Liguilla Pre-Libertadores/Conmebol. - 1993: 4.º en la Fase Regular del Campeonato Descentralizado. Pre-Liguilla Pre-Libertadores. - 1994: 4.º en el Grupo B del Torneo Apertura. 8.º del Campeonato Descentralizado. Pre-Liguilla Pre-Libertadores. - 1995: 6.º del Campeonato Descentralizado. 7.º en el Octogonal Final. - 1996: 11.º del Campeonato Descentralizado. - 1997: 9.º en el Torneo Apertura. 5.º en el Torneo Clausura. 7.º en la tabla acumulada del Campeonato Descentralizado. 3.º en la Liguilla Pre-Libertadores/Conmebol. Clasifica a la Copa Conmebol. - 1998: 10.º en el Torneo Apertura. 7.º en el Torneo Clausura. 9.º en la tabla acumulada del Campeonato Descentralizado. Copa Conmebol 1998 - Octavos de final. - 1999: 5.º en el Torneo Apertura. 5.º en el Torneo Clausura. 4.º en la tabla acumulada del Campeonato Descentralizado. - 2000: 3.º en el Torneo Apertura. 4.º en el Torneo Clausura. 4.º en la tabla acumulada del Campeonato Descentralizado. - 2001: 3.º en el Torneo Apertura. 8.º en el Torneo Clausura. 7.º en la tabla acumulada del Campeonato Descentralizado. - 2002: 7.º en el Torneo Apertura. 9.º en el Torneo Clausura. 7.º en la tabla acumulada del Campeonato Descentralizado. - 2003: 9.º en el Torneo Apertura. 6.º en el Torneo Clausura. 8.º en la tabla acumulada del Campeonato Descentralizado. - 2004: 9.º en el Torneo Apertura. 10.º en el Torneo Clausura. 8.º en la tabla acumulada del Campeonato Descentralizado. - 2005: 9.º en el Torneo Apertura. 7.º en el Torneo Clausura. 9.º en la tabla acumulada del Campeonato Descentralizado. - 2006: 11.º en el Torneo Apertura. 7.º en el Torneo Clausura. 7.º en la tabla acumulada del Campeonato Descentralizado. - 2007: 7.º en el Torneo Apertura. 8.º en el Torneo Clausura. 8.º en la tabla acumulada del Campeonato Descentralizado. - 2008: 10.º en el Torneo Apertura. 4.º en el Torneo Clausura. 8.º en la tabla acumulada del Campeonato Descentralizado. - 2009: 10.º en la Primera etapa. 4.º en la Liguilla par. 8.º en la tabla acumulada del Campeonato Descentralizado. - 2010: 10.º en la Primera etapa. 6.º en la Liguilla par. 12.º en la tabla acumulada del Campeonato Descentralizado. - 2011: 12.º en la tabla acumulada del Campeonato Descentralizado. Copa del Inca - Dieciseisavos de final. - 2012: 8.º en la Primera etapa. 4.º en la Liguilla B. 5.º en la tabla acumulada del Campeonato Descentralizado. Clasifica a la Copa Sudamericana. - 2013: 11.º en la Primera etapa. 6.º en la Liguilla A. 12.º en la tabla acumulada del Campeonato Descentralizado. Copa Sudamericana 2013 - Primera Fase Zona Norte. - 2014: 3.º en el Grupo B del Torneo del Inca. 2.º en el Torneo Apertura. 4.º en el Torneo Clausura. 1.º en la tabla acumulada del Campeonato Descentralizado. Campeón del Torneo de Reserva. Clasifica a la Copa Sudamericana. - 2015: 3.º en el Grupo A del Torneo del Inca. 2.º en el Torneo Apertura. Campeón del Torneo Clausura. Campeón del Campeonato Descentralizado. Campeón del Torneo de Reserva-II. Clasifica a la Copa Libertadores. Copa Sudamericana 2015 - Primera Fase Zona Norte. - 2016: 5.º en el Torneo Apertura. 3.º en el Torneo Clausura. 2.º en la tabla acumulada del Campeonato Descentralizado. Subcampeón del Campeonato Descentralizado. Clasifica a la Copa Libertadores. Copa Libertadores 2016 - Fase de grupos (G5). - 2017: Campeón del Torneo de Verano. 9.º en el Torneo Apertura. 3.º en el Torneo Clausura. 3.º en la tabla acumulada del Campeonato Descentralizado. Clasifica a la Copa Libertadores. Copa Libertadores 2017 - Fase de grupos (G3). - 2018: 2.º en el Grupo B del Torneo de Verano. 6.º en el Torneo Apertura. Campeón del Torneo Clausura. 3.º del Campeonato Descentralizado quedando en semifinales. Clasifica a la Copa Libertadores. Copa Libertadores 2018 - Segunda Fase. - 2019: 11.º en el Torneo Apertura. Octavos de final de la Copa Bicentenario. 9.º en el Torneo Clausura. 6.º en la tabla acumulada de la Liga 1. Clasifica a la Copa Sudamericana. Copa Libertadores 2019 - Fase de grupos (GF). Copa Sudamericana 2019 - Segunda Fase. - 2020: 8.º de la Fase 1. 5.º en la Liguilla B de la Fase 2. 8.º en la tabla acumulada de la Liga 1. Clasifica a la Copa Sudamericana. Copa Sudamericana 2020 - Segunda Fase. - 2021: 9.º en la Liguilla A de la Fase 1. Dieciseisavos de final de la Copa Bicentenario. 4.º en la Fase 2. 5.º en la Tabla acumulada de la Liga 1. Clasifica a la Copa Sudamericana. Copa Sudamericana 2021 - Fase de grupos (GD). - 2022: Campeón del Torneo Apertura. 5.º en el Torneo Clausura. 3.º en la tabla acumulada de la Liga 1. Subcampeón de la Liga 1 quedando en la Final. Clasifica a la Copa Libertadores. Copa Sudamericana 2022 - Semifinales. - 2023: 9.º en el Torneo Apertura. 2.º en el Torneo Clausura. 4.º en la tabla acumulada de la Liga 1. Clasifica a la Copa Libertadores. Copa Libertadores 2023 - Fase de grupos (GH). - 2024: 3.º en el Torneo Apertura. 4.º en el Torneo Clausura. 3.º en la tabla acumulada de la Liga 1. Clasifica a la Copa Libertadores. Copa Libertadores 2024 - Primera Fase. \| | |
| - 1915: Fundación del FBC Melgar. - 1917: Subcampeón del Torneo de la Confederación de Estudiantes. - 1918: Miembro fundador de la Liga de Arequipa. - 1919: Primer viaje del Club a Lima para un torneo amistoso. - 1921: Campeón del Torneo Von der Heyde de la Liga de Arequipa. - 1922: Eliminado en primera ronda del Torneo de la Raza de la Liga Provincial de Arequipa. - 1923: Campeón del Torneo de la Raza de la Liga de Arequipa. Subcampeón del Torneo "Alfredo Delgado" de la Liga Provincial de Arequipa. - 1924: Campeón del Torneo Intercity "Augusto B. Leguía". 3.º en el Torneo del Sport de la Liga Provincial de Arequipa. - 1925: Campeón de la Copa Gibson de la Liga Provincial de Arequipa. Subcampeón del Torneo de la raza de la Liga Provincial de Arequipa. 3.º en el Torneo "Von der Heyde" de la Liga Provincial de Arequipa. - 1926: Campeón de la Copa Gibson de la Liga Provincial de Arequipa. 5.º en el Torneo de Fin de año de la Liga Provincial de Arequipa. Eliminado en semifinales del Torneo del Sport de la Liga Provincial de Arequipa. - 1927: Subcampeón del Torneo de Sport de la Liga Provincial de Arequipa. - 1928: Campeón de la Liga Provincial de Arequipa. - 1929: Subcampeón del Torneo de Selección y Competencia de la Liga Provincial de Arequipa. Subcampeón de la Copa "General Landázuri" de la Liga Provincial de Arequipa. Eliminado en primera ronda del Torneo "López de Romaña" de la Liga Provincial de Arequipa. - 1930: 5.º en el Torneo Anual de la Liga Provincial de Arequipa.Primera gira internacional a Chile. - 1931: Subcampeón del Torneo del Sport de la Liga Provincial de Arequipa. - 1933: 4.º en el Torneo de Selección y Competencia de la Liga Provincial de Arequipa. - 1934: 5.º en el Torneo de Selección y Competencia de la Liga Provincial de Arequipa. - 1935: 5.º en el Torneo de Selección y Competencia de la Liga Provincial de Arequipa. - 1936: Subcampeón del Torneo de Selección y Competencia de la Liga Provincial de Arequipa. - 1937: 5.º en el Torneo de Selección y Competencia de la Liga Provincial de Arequipa. - 1938: Último del Torneo de Selección y Competencia de la Liga Provincial de Arequipa.Descenso a la División Intermedia al caer derrotado en el partido de promoción frente al Deportivo Ciclón. - 1939: Campeón de la División Intermedia (Segunda División) de la Liga de Arequipa. - 1940: Ascenso a la Primera División de la Liga Provincial de Arequipa.triunfo frente al Deportivo Ciclón en el partido de promoción. - 1941: Último del Torneo Apertura y del Torneo de Selección y Competencia de la Liga Provincial de Arequipa.Descenso a la División Intermedia al caer derrotado en el partido de promoción frente al Deportivo Mistiano. - 1943: 4.º del Torneo de Selección y Competencia de la Segunda División de Liga Provincial de Arequipa. - 1944: 2.º de la serie B del Torneo de Selección y Competencia de la Segunda División de Liga Provincial de Arequipa. - 1945: Campeón del Torneo de Selección y Competencia de la Segunda División de Liga Provincial de Arequipa.Ascenso a la Primera División de la Liga Provincial de Arequipa - 1946: 4.º en el Torneo de Selección y Competencia de la Liga Provincial de Arequipa. - 1947: 4.º en el Torneo de Selección y Competencia de la Liga Provincial de Arequipa. - 1948: 7.º en el Torneo de Selección y Competencia de la Liga Provincial de Arequipa. - 1949: 5.º en el Torneo de Selección y Competencia de la Liga Provincial de Arequipa. - 1956: Último en el Torneo de Selección y Competencia de la Liga Provincial de Arequipa y descenso a Segunda división. - 1961: Campeón de la Segunda División y ascenso a la máxima categoría de la Liga Provincial de Arequipa. - 1962: Campeón de Liga Provincial de Arequipa. - 1964: Campeón de Liga Provincial de Arequipa. - 1965: Campeón de Liga Provincial de Arequipa. - 1966: Invitado al Campeonato Descentralizado, 8.º en la tabla acumulada y descendió. - 1967: Campeón de Liga Departamental de Arequipa. 4.º en el hexagonal final de la Copa Perú. - 1968: Campeón de Liga Departamental de Arequipa. 5.º en el hexagonal final de la Copa Perú. - 1969: Campeón de Liga Departamental de Arequipa. 2.º en el hexagonal final de la Copa Perú. - 1970: Campeón de Liga Departamental de Arequipa. 2.º en el hexagonal final de la Copa Perú. Subcampeón de la Copa Presidente de la República. - 1971: Campeón de la Copa Perú. - 1971: 7.º en la tabla acumulada del Campeonato Descentralizado. - 1972: 4.º en la Zona Regional. 10.º en la tabla acumulada del Campeonato Descentralizado. - 1973: 3.º en la Primera etapa del Campeonato Descentralizado. 6.º en la liguilla final, 2.º en el Reclasificatorio Regional 1974. - 1974: 12.º en la Primera ronda del Campeonato Descentralizado. - 1975: 4.º en la liguilla del Campeonato Descentralizado. 4.º en la liguilla final. - 1976: 10.º del Campeonato Descentralizado. - 1977: 6.º en el Grupo A del Torneo Interzonal. 2.º en el Campeonato Descentralizado. 3.º en la Liguilla final. - 1978: 7.º en el Grupo Sur del Torneo preliminar. 6.º en el Campeonato Descentralizado. - 1979: 16.º en la Primera etapa del Campeonato Descentralizado. 3.º en la liguilla por el descenso y 11.º en la General. - 1980: 14.º en la Primera etapa del Campeonato Descentralizado. 1.º en la liguilla por el descenso y 13.º en la General. - 1981: 1.º en el Grupo Sur del Torneo Regional. 1.º en el Final Provincial del Torneo Regional. Semifinales del Torneo Regional. Campeón del Campeonato Descentralizado. Clasifica a la Copa Libertadores. - 1982: 3.º en el Grupo Sur de la Primera fase del Campeonato Descentralizado. 4.º en el Grupo B de la Segunda fase del Campeonato Descentralizado. 7.º del Campeonato Descentralizado. Copa Libertadores 1982 - Primera Fase de grupos (G5). - 1983: 1.º en la Primera etapa. Subcampeón en la liguilla final del Campeonato Descentralizado. Clasifica a la Copa Libertadores. - 1984: 1.º en la Zona Sur del Torneo Regional. 5.º en el Campeonato Descentralizado. 2.º en la Liguilla Pre-Libertadores. Copa Libertadores 1984 - Primera Fase de grupos (G5). | - 1985: 2.º en el Grupo Sur del Torneo Regional. 7.º del Campeonato Descentralizado. - 1986: 1.º en el Grupo Sur del Torneo Regional. Cuartos de final del Torneo Regional. 3.º en el Grupo B del Campeonato Descentralizado. - 1987: 4.º en el Grupo Sur del Torneo Regional del Campeonato Descentralizado. 1.º en el Grupo Sur de la División Intermedia. - 1988: 2.º en el Grupo Sur del Torneo Regional. 9.º del Campeonato Descentralizado. - 1989: 2.º en el Grupo Sur del Torneo Regional I. 2.º en el Grupo 1 de la Zona Sur. 3.º en el Grupo Final Sur del Torneo Plácido Galindo. 5.º en el Grupo Sur del Torneo Regional II del Campeonato Descentralizado. - 1990: 1.º en la Zona Sur del Torneo Regional I. 4.º en la liguilla final del Torneo Regional I. 1.º en la Zona Sur del Torneo Regional II. Octogonal del Torneo Regional II del Campeonato Descentralizado. - 1991: 1.º en la Zona Sur del Regional I. 4.º en la liguilla final del Torneo Regional I. 1.º en la Zona Sur del Torneo Regional II. Octogonal del Torneo Regional II del Campeonato Descentralizado. - 1992: 3.º en la Fase regular del Campeonato Descentralizado. 5.º en la Liguilla Pre-Libertadores/Conmebol. - 1993: 4.º en la Fase Regular del Campeonato Descentralizado. Pre-Liguilla Pre-Libertadores. - 1994: 4.º en el Grupo B del Torneo Apertura. 8.º del Campeonato Descentralizado. Pre-Liguilla Pre-Libertadores. - 1995: 6.º del Campeonato Descentralizado. 7.º en el Octogonal Final. - 1996: 11.º del Campeonato Descentralizado. - 1997: 9.º en el Torneo Apertura. 5.º en el Torneo Clausura. 7.º en la tabla acumulada del Campeonato Descentralizado. 3.º en la Liguilla Pre-Libertadores/Conmebol. Clasifica a la Copa Conmebol. - 1998: 10.º en el Torneo Apertura. 7.º en el Torneo Clausura. 9.º en la tabla acumulada del Campeonato Descentralizado. Copa Conmebol 1998 - Octavos de final. - 1999: 5.º en el Torneo Apertura. 5.º en el Torneo Clausura. 4.º en la tabla acumulada del Campeonato Descentralizado. - 2000: 3.º en el Torneo Apertura. 4.º en el Torneo Clausura. 4.º en la tabla acumulada del Campeonato Descentralizado. - 2001: 3.º en el Torneo Apertura. 8.º en el Torneo Clausura. 7.º en la tabla acumulada del Campeonato Descentralizado. - 2002: 7.º en el Torneo Apertura. 9.º en el Torneo Clausura. 7.º en la tabla acumulada del Campeonato Descentralizado. - 2003: 9.º en el Torneo Apertura. 6.º en el Torneo Clausura. 8.º en la tabla acumulada del Campeonato Descentralizado. - 2004: 9.º en el Torneo Apertura. 10.º en el Torneo Clausura. 8.º en la tabla acumulada del Campeonato Descentralizado. - 2005: 9.º en el Torneo Apertura. 7.º en el Torneo Clausura. 9.º en la tabla acumulada del Campeonato Descentralizado. - 2006: 11.º en el Torneo Apertura. 7.º en el Torneo Clausura. 7.º en la tabla acumulada del Campeonato Descentralizado. - 2007: 7.º en el Torneo Apertura. 8.º en el Torneo Clausura. 8.º en la tabla acumulada del Campeonato Descentralizado. - 2008: 10.º en el Torneo Apertura. 4.º en el Torneo Clausura. 8.º en la tabla acumulada del Campeonato Descentralizado. - 2009: 10.º en la Primera etapa. 4.º en la Liguilla par. 8.º en la tabla acumulada del Campeonato Descentralizado. - 2010: 10.º en la Primera etapa. 6.º en la Liguilla par. 12.º en la tabla acumulada del Campeonato Descentralizado. - 2011: 12.º en la tabla acumulada del Campeonato Descentralizado. Copa del Inca - Dieciseisavos de final. - 2012: 8.º en la Primera etapa. 4.º en la Liguilla B. 5.º en la tabla acumulada del Campeonato Descentralizado. Clasifica a la Copa Sudamericana. - 2013: 11.º en la Primera etapa. 6.º en la Liguilla A. 12.º en la tabla acumulada del Campeonato Descentralizado. Copa Sudamericana 2013 - Primera Fase Zona Norte. - 2014: 3.º en el Grupo B del Torneo del Inca. 2.º en el Torneo Apertura. 4.º en el Torneo Clausura. 1.º en la tabla acumulada del Campeonato Descentralizado. Campeón del Torneo de Reserva. Clasifica a la Copa Sudamericana. - 2015: 3.º en el Grupo A del Torneo del Inca. 2.º en el Torneo Apertura. Campeón del Torneo Clausura. Campeón del Campeonato Descentralizado. Campeón del Torneo de Reserva-II. Clasifica a la Copa Libertadores. Copa Sudamericana 2015 - Primera Fase Zona Norte. - 2016: 5.º en el Torneo Apertura. 3.º en el Torneo Clausura. 2.º en la tabla acumulada del Campeonato Descentralizado. Subcampeón del Campeonato Descentralizado. Clasifica a la Copa Libertadores. Copa Libertadores 2016 - Fase de grupos (G5). - 2017: Campeón del Torneo de Verano. 9.º en el Torneo Apertura. 3.º en el Torneo Clausura. 3.º en la tabla acumulada del Campeonato Descentralizado. Clasifica a la Copa Libertadores. Copa Libertadores 2017 - Fase de grupos (G3). - 2018: 2.º en el Grupo B del Torneo de Verano. 6.º en el Torneo Apertura. Campeón del Torneo Clausura. 3.º del Campeonato Descentralizado quedando en semifinales. Clasifica a la Copa Libertadores. Copa Libertadores 2018 - Segunda Fase. - 2019: 11.º en el Torneo Apertura. Octavos de final de la Copa Bicentenario. 9.º en el Torneo Clausura. 6.º en la tabla acumulada de la Liga 1. Clasifica a la Copa Sudamericana. Copa Libertadores 2019 - Fase de grupos (GF). Copa Sudamericana 2019 - Segunda Fase. - 2020: 8.º de la Fase 1. 5.º en la Liguilla B de la Fase 2. 8.º en la tabla acumulada de la Liga 1. Clasifica a la Copa Sudamericana. Copa Sudamericana 2020 - Segunda Fase. - 2021: 9.º en la Liguilla A de la Fase 1. Dieciseisavos de final de la Copa Bicentenario. 4.º en la Fase 2. 5.º en la Tabla acumulada de la Liga 1. Clasifica a la Copa Sudamericana. Copa Sudamericana 2021 - Fase de grupos (GD). - 2022: Campeón del Torneo Apertura. 5.º en el Torneo Clausura. 3.º en la tabla acumulada de la Liga 1. Subcampeón de la Liga 1 quedando en la Final. Clasifica a la Copa Libertadores. Copa Sudamericana 2022 - Semifinales. - 2023: 9.º en el Torneo Apertura. 2.º en el Torneo Clausura. 4.º en la tabla acumulada de la Liga 1. Clasifica a la Copa Libertadores. Copa Libertadores 2023 - Fase de grupos (GH). - 2024: 3.º en el Torneo Apertura. 4.º en el Torneo Clausura. 3.º en la tabla acumulada de la Liga 1. Clasifica a la Copa Libertadores. Copa Libertadores 2024 - Primera Fase. |

## Presidentes del Club
El club a lo largo de los años, han contado con varios presidentes, muchos de ellos en épocas de crisis en que el club estaba por desaparecer. Se recuerda en los años 1970 la figura de dos presidentes queridos en la institución como lo son Isenrrich y Javier Chirinos Stein, que lograron el ascenso del club, y las buenas campañas. Llegado los años 1980 asumió la presidencia Guillermo de La Cuba, el equipo marchaba penúltimo, las cuentas estaban rojo y la moral del equipo andaba peor, por lo que decide renunciar el 20 de enero del año 1981 y once días más tarde renunció su reemplazante Fernando Corso Portocarrero, las cosas andaban mal para el club. Reducido el directorio a Eduardo Valencia, José Obeso Manchego, Carlos Concha Fernández, Edgar Gallegos Melgar, Henry Guillén Sosa y Guillermo Pérez Aranibar, se terminó de planificar el torneo del 81, con la esperanza de lograr un cuarto puesto. El club salvó la categoría el 25 de enero de 1981, doce meses después se coronaria campeón nacional. También se recuerda la nefasta presidencia de Alejandro Corrales que dejó al club en una gran crisis y en grandes deudas, con las que el club convive hasta el día de hoy.

## El Club

### Sede social e infraestructura propia
El Melgar tiene su sede social en el corazón del centro histórico de Arequipa, este es el local del cuadro rojinegro el cual también da origen al apodo de los hinchas melgarianos en Arequipa "Los De Consuelo". Se ubica en la calle Consuelo 408, Cercado de Arequipa, el club también cuenta con divisiones menores participando en los diferentes torneos de Arequipa y del país, así como academias de fútbol de menores, lo cual constituye el semillero del club.
Además, el FBC Melgar tiene un terreno de 7,1 hectáreas (71 mil m²) en el distrito de Mollebaya, en el que se construyó su Complejo Deportivo y Centro de Alto Rendimiento (CAR). Se tenía previsto que su primera etapa se inaugurara a finales del año 2023, de manera que allí, por primera vez en inmueble propio, se realizase la pretemporada del primer equipo. Sin embargo, la primera etapa de la obra se retrasaría un par de meses, hasta que, finalmente, el día 16 de abril de 2024, el plantel entrenaría por primera vez en su CAR. El día 7 de agosto se daría la inauguración oficial de la primera etapa, con la presencia del padre Zacarías Kumaramangalam, directivos, autoridades arequipeñas, cuerpo técnico y plantel de los equipos masculino y femenino, y del entrenador en 2021 y 2022: Néstor Lorenzo. Esta primera etapa tuvo una inversión aproximada de siete millones de soles peruanos, inversión íntegra del club.

### Escudo
El escudo actual oficial del Melgar consiste:
- Rojo y Negro: Colores representativos del club en honor a Mariano Melgar, poeta y revolucionario independista arequipeño.
- Lira y Laurel: La lira dorada y el laurel, hacen referencia al poeta, músico y mártir arequipeño, Mariano Melgar.
- Nombre y Ciudad: Nombre del club encima y Arequipa en la base como ciudad de procedencia.
- Las Estrellas: Representan los campeonatos nacionales obtenido en 1981 y 2015.
- Balón de 54 Paños: Representa la actividad central del club: el fútbol.

El Escudo del Club ha cambiado en varias ocasiones por cuestiones de estilo o para modernizar su imagen.
El Primer Escudo era una en forma circular con el acrónimo del club (C.M) de Club Melgar. El segundo del escudo ya tiene la forma del escudo actual con acrónimo (FBC Melgar), posteriormente se utilizó el diseño rojinegro con algunos cambios dependiendo la camiseta a lo largo del tiempo.
En los años 1990, el club usó un escudo diferente, este sustituía la franja roja por una blanca que dividía los extremos rojo (superior), y negro (inferior), con las leyendas "FBC MELGAR" en la parte superior y "AREQUIPA" en la inferior.
Para los 2000 ya volvió al diseño antiguo pero más modernizado y estético con una estrella por el título del campeonato 1981, para el 2015 se decidió colocar la frase "Centenario 1915 - 2015" conmemorando los 100 años de fundación del club.
Desde el 2016 se aumentó otra estrella en el escudo por el título obtenido en 2015, además del escudo ser más formado. Por otro lado, en algunos años se decidió utilizar en la camiseta algunos de los escudos de antaño, como en 2020 y 2023, donde se utilizaron los escudos de 1971 y 1981, en honor a los títulos logrados en dichos años. Además, en años recientes el club durante el mes de agosto viste una camiseta especial por el mes de aniversario de Arequipa, en donde el escudo suele estar rodeado por el escudo de armas de Arequipa.

### Bandera
La Bandera oficial del Melgar se mantiene con los colores Rojo y Negro (lo mismo que el Escudo representa los Colores representativos del club en honor a Mariano Melgar, poeta y revolucionario independista arequipeño). Lira (lo mismo que el Escudo representa La lira dorada que hace referencia al poeta, músico y mártir arequipeño, Mariano Melgar.)

Bandera de FBC Melgar Antigua
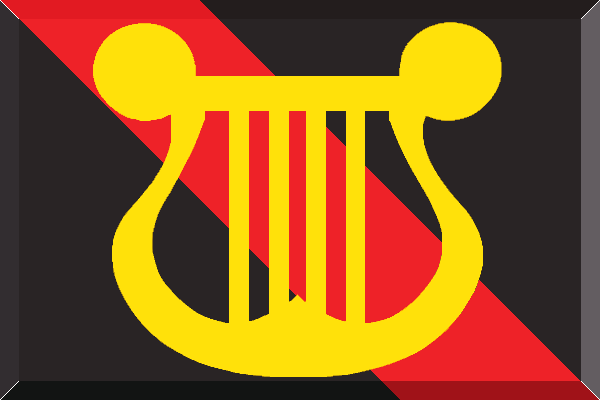
Bandera de FBC Melgar Actual

### Himno y Canciones
El Himno del Melgar, es el "Vamo' Vamo' Vamo' Rojinegro".

Vamo' Vamo' Rojinegro... ♪♫
Himno de FBC Melgar

(1)
¡Y vamo' vamo' vamo' Rojinegro...! (x2)

En la cima del Misti flamea...

La proeza del vate Melgar,

En su honor fue creciendo mi equipo...

¡Que logró ser campeón del Perú!

En mi alma, rojo y negro flamea...

La proeza de mi equipo Melgar,

En su honor voy cantando muy fuerte:

"Melgar nuestro equipo campeón".

(2)

Rojo y negro, pasión de Arequipa,

Es la vida que viene y se va,

Sentimiento que brota del alma,

Es mi club la razón de mi existir.

Gloria eterna a los hombres que nos dieron...

La palabra mayor y veraz.

Y por eso los pueblos practican...

¡El gran garbo del fútbol mundial!

REPETIR (2) ¡Y vamo' vamo' vamo' Rojinegro!

Otra canción icónica es el "Melgar es Campeón de Campeones", la cual es una polka que rinde homenaje al primer campeonato nacional logrado en el año 1981, siendo compuesta por Javier Bejarano y siendo interpretada por Alberto Haro.

Melgar es Campeón de Campeones... ♪♫
Canción Icónica de FBC Melgar

¡"Melgar" es Campeón de Campeones...!

¡"Melgar" es Campeón del Perú...!

La Roja y Negra Bandera

Bicolor Orgullo del Sur.

"Carrasco" el genial estratega

"Campana" en el arco un señor

"Obando, Ramírez, Bisetti"

"Bustamantes", impasables de gol.

Gargantas enronquecidas

Enfurecidas de emoción

Gritan con alegría, algarabía:

¡Melgar otro gol!

Con "Pérez", Once Leones

Son jugadores de garra y corazón.

Hay que ver en la cancha a Los "Neyra"

Con "Gutiérrez" son hombres gol.

Hay que ver en la cancha a Los "Neyra"

Con "Gutiérrez" son hombres gol.

REPETIR TODO

¡MELGAR!

Durante los encuentros que Melgar disputa, tanto como locales o visitantes, en torneos nacionales o internacionales, la hinchada entona el Himno de Arequipa; esto debido al profundo orgullo que tiene la hinchada hacia la ciudad que representan, siendo los únicos en Perú que lo realizan.

## Indumentaria
La clásica camiseta del club mistiano consta de los colores rojo y negro, de ahí viene su denominación Los Rojinegros. La cual al paso de los años tuvo ciertas modificaciones pero los colores no fueron variados. El club ha tenido varias empresas proveedoras de indumentaria. Entre ellas destaca la nacional Lomas, Optimus, así como internacionales como Lotto, y actualmente la peruana Walon es la que viste al club desde el año 2016.
El día 19 de diciembre de 2024, mediante sus redes sociales, el club presentó la camiseta titular para la temporada 2025. "Gloria, un legado de campeones" es el nombre que recibe esta camiseta, la cual rinde un homenaje por los diez años de la obtención del campeonato nacional de 2015. Esta camiseta es una fusión de las dos camisetas usadas en las finales de aquel año: la roja y negra tradicional usada en el partido de vuelta, y la camiseta a cuadros usada en el partido de ida. El rojo y negro tradicional en ambos lados de la camiseta es el diseño principal, mientras que el detalle de la camiseta a cuadros está presente en la parte baja de las mangas y en los costados de la camiseta, además de los costados del short y en la parte alta de las medias. El color dorado está presente como detalle alrededor del escudo, en el cuello, en el color de los patrocinadores y en los distintas frases de homenaje. Dichas frases son las siguientes: en la parte trasera del cuello está escrita el año "2015" (siendo el número "1" reemplazado por el trofeo logrado ese año) y en su debajo la fecha "16 diciembre", fecha en la cual fue obtenido aquel campeonato, acompañada a sus lados de dos estrellas; en la parte baja trasera está escrita la frase "dos colores, un aMor para toda la vida" (siendo la letra "M" escrita en mayúscula) e igualmente acompañada a los lados de dos estrellas; mientras que dentro de la camiseta se rinde homenaje a la Virgen de Chapi con la frase "Mamita de Chapi, a ti nos encomendamos".
- Uniforme titular 2025: camiseta roja y negra tradicional, short negro y medias negras.
- Uniforme visitante 2025: camiseta amarilla con acabados rojo y negro, short blanco y medias blancas.

| Primer uniforme | (Ver evolución) | Uniforme actual (2025) |

### Indumentaria y patrocinado
| Proveedor actual  | Patrocinadores                     |
| ----------------- | ---------------------------------- |
| Walon (2016-act.) | Stake (2025-act.)                  |
| Walon (2016-act.) | Sporade (2023-act.)                |
| Walon (2016-act.) | Ricocan (2023-act.)                |
| Walon (2016-act.) | Mall Aventura Arequipa (2021-act.) |
| Walon (2016-act.) | Saint-Gobain (2024-act.)           |
| Walon (2016-act.) | Ö WOW Perú (2024-act.)             |
| Walon (2016-act.) | DFSK (2025-act.)                   |

## Estadio

### Primer Estadio
El club no cuenta con estadio propio, por lo que sus partidos de local los juega en el Estadio Universidad Nacional San Agustín, conocido como Estadio Monumental de la UNSA, que con una capacidad de 45 000 espectadores, es el estadio más grande y moderno de Arequipa.
Su construcción se inició en 1991 y gran parte del financiamiento se dio gracias a la venta de rifas por parte del pueblo arequipeño, que buscaba conseguir un estadio para todos, que sería bautizado bajo el nombre "Estadio Virgen de Chapi", en honor a la patrona de la ciudad.
El gobierno de la época, del presidente peruano Alberto Fujimori no cumplió con el pago para la construcción del estadio, el pueblo protestó y se concluyó con fondos del gobierno regional y la ciudad. La primera etapa se inauguró el 11 de noviembre de 1993.
La segunda etapa se inauguró el 30 de julio de 1995. Aquel día de la inauguración también se jugó el primer partido oficial de fútbol profesional, enfrentándose el Melgar arequipeño frente a Alianza Lima. El partido finalizó 1-1 y los goles fueron anotados por Waldir Sáenz a los 10 minutos para Alianza, y Jorge Lazo para los locales a los 28' del segundo tiempo.
Un aspecto llamativo de este estadio arequipeño es que los espectadores pueden ver la vista clásica del volcán Misti desde los asientos más altos del estadio. Los espectadores apreciaron los partidos bajo las regulaciones impuestas por la Conmebol para la Copa América 2004.

### Segundo Estadio
Tradicionalmente Melgar siempre ha jugado en el estadio Mariano Melgar del Barrio de IV Centenario que posee una capacidad de 15 000 espectadores.
El Mariano Melgar ha sido muy importante, no solo para el Melgar, lo fue también para muchos equipos históricos como el Sportivo Huracán, Aurora y Piérola, pero sin duda el coloso significa mucho para el club melgariano, tuvo muchas alegrías que ha calcado al hincha arequipeño que disfrutaba ver al equipo que lo represanta hasta el día de hoy en la Primera División del Perú, como anécdota el Melgar enfrentó al Santos de Brasil de Pelé donde obtuvo un empate adelantado por Eduardo "patato" Márquez y emparejado por Toninho".
El estadio una vez más era parte de la historia de club y es sin duda, el estadio histórico del Melgar y su hinchada por eso siempre es tomado con cariño y recuerdos que no olvidarán los hinchas más antiguos.
Por otro lado, en los últimos años, el equipo ha utilizado el Estadio La Tomilla de Cayma con capacidad para 10 000 espectadores, para los entrenamientos del primer equipo, partidos amistosos y partidos oficiales del equipo femenino.

## La Noche RojiNegra
Melgar comenzó a presentar a su plantel de cada año a la hinchada Arequipeña desde el año 2009 en la denominada "Noche Rojinegra", evento donde el equipo hace su primera aparición en público frente a un equipo de nivel. Durante algunos años el evento se realizó durante la tarde, llamándose "Tarde Rojinegra". Únicamente en 2011 y 2021 no se pudo realizar el evento, debido al clima y a la pandemia de COVID-19, respectivamente.

## Mascota
Tradicionalmente el Melgar ha sido conocido como el “El León del Sur”, es por ello que la mascota del club es un león llamado Leoncco, este nombre además de hacer referencia a un león, hace referencia a los "lonccos", así se les llama a los antiguos arequipeños que poseen una particular forma de hablar.

## Barras Bravas de Melgar

### León del Sur
La idea de formar una barra radical que alentara los 90 minutos del partido y eliminar cualquier sentimiento antirrojinegro y antiarequipeño rondaba la cabeza de varios hinchas arequipeños por los años 1990. Así decidieron juntarse y formar la barra León del Sur el día 10 de enero de 1991. Es la barra más antigua, radical y popular del equipo. Su ubicación es la Tribuna Popular Sur ('Cachete' Zúñiga).
Principalmente tiene viajes a ciudades del sur peruano como Moquegua y Cusco, donde juega el Clásico del Sur Peruano con Cienciano, también tiene viajes a Lima y en poco número al norte peruano. Tiene enfrentamientos con la Barra Furia Roja de Cienciano por ser la otra barra organizada del sur peruano y con las barras limeñas cuando vienen a jugar de visitante a la ciudad de Arequipa.
La barra se caracteriza por ser la mejor, la de mayor número y mejor organizada de provincias. Además de ser la segunda más antigua de provincias después de la Barra Soy Tigre de su clásico rival Aurora.
En la actualidad la barra popular León del Sur tiene 34 años, siendo la barra más emblemática y numerosa dando su aliento íntegro en cada partido que juega "El Dominó".

### Infierno Rojinegro
Ultra Oriente fue el nombre de la barra que por años identificó a los hinchas que se ubicaban debajo de la torre de la tribuna oriente pegado a sur del Estadio Mariano Melgar, lamentablemente con el paso de los años esta barra fue perdiendo notoriedad. En 2001, Una facción de la Barra León del Sur, decide mudarse a oriente debido a problemas internos. Decidieron llamarse Montoneros, los cuales se unieron a Ultra Oriente, aumentando así el doble la cantidad de barristas en Oriente.
En un partido contra Universitario, en la tribuna oriente aparecieron barristas de dicho equipo con banderas de grupos de Lima. Los hinchas rojinegros decidieron que no permitirían eso y los arrinconaron hasta la puerta de oriente pegada a norte, lugar por donde fueron expulsados y lugar que la barra melgariana mantiene hasta el día de hoy.
A falta de un nombre que represente a ambos grupos, se funda el Infierno Rojinegro, un 31 de mayo de 2003, en una reunión llevada a cabo en las graderías de la tribuna oriente del Estadio Mariano Melgar, con motivo de celebrarse un partido contra el Unión Huaral a la que asistieron cerca de un centenar de hinchas.
En la actualidad es la barra #1 a nivel nacional de Oriente dando cátedra de aliento siendo la más organizada tanto en recibimientos como en organización, actualmente se maneja por varios grupos en la interna de los cuales son su primera línea, tiene como nuevos horizontes el llevar su aliento incondicional a escenarios fuera de la ciudad e intencionalmente, manteniendo la vistosidad y colorido que lo han caracterizado desde su fundación.

### Occidente Dominó
Fundada el 25 de enero de 2014 por exbarristas de la Barra León del Sur y gente que asistía a la tribuna occidente, su posición no es muy radical, está integrada en su mayoría por hinchas jóvenes y adultos en su mayoría estudiantes universitarios de reconocidas universidades y profesionales de distintas áreas, que buscan integrar y comprometer a los nuevos simpatizantes.
Ha logrado captar gran número de seguidores, tiene como objetivo el demostrar que ser barritas no es ser un delincuente.

### Sentimiento Arequipeño & RojiNegro
La gente rojinegra se caracteriza por este sentimiento arequipeño y regionalista, el cual es muy fuerte. El sentimiento se caracteriza por un gran amor al club y a Arequipa, tanto así que aún existen hinchas melgarianos radicando en otras ciudades del Perú, sobre todo en Lima. Además está considerado como uno de los equipos más populares del Perú.

### Agrupación Arequipeña
Fue la primera barra del equipo. Fundada y liderada por Fernando Zavala, quien era hincha de Melgar desde su infancia en Arequipa, a los 16 años de edad decidió emigrar a Argentina con un amigo, aunque él no pudo lograr el cometido, por lo que se quedó residiendo y trabajando en Lima. Tras el título de la Copa Perú 1971 lograda por el club en la capital, incrementó su hinchaje y ese mismo año, el 23 de noviembre de 1971, decide fundar la barra, llamada en un principio como Arequipeños residentes en Lima.

### FBC Melgar Lima
Es la barra organizada más grande del equipo fuera de Arequipa. Fundada el 1 de marzo de 2014, desde la fecha en adelante ha tenido una mejora constante en su organización y cantidad de hinchas presentes en partidos de Melgar cuando visita a equipos en Lima y Callao, y en otras ciudades del país, haciéndose presentes también en partidos jugados en Huancayo, Tarma, Huacho, Huánuco, Ayacucho, Sullana, entre otras.

## Rivalidades

### Superclásico Arequipeño
El club tiene como eterno rival al FBC Aurora, con quien disputa Superclásico Mistiano. En la actualidad el clásico no se juega porque se encuentran en diferentes categorías.
Otros clásicos son con clubes emblemáticos de la ciudad de Arequipa pero de menor categoría, que también en su momento llegaron a la liga profesional y que actualmente descendidos, compiten en la Copa Perú son equipos como el Sportivo Huracán, FBC Piérola, White Star con los que disputa el Clásico del Fútbol Arequipeño.

### Clásico del Sur
Melgar tiene en el Cienciano a otro clásico rival. Ambos son los clubes con mayor cantidad de aficionados fuera de Lima a nivel nacional. A este tradicional encuentro se le conoce como El Clásico del Sur. El primer duelo oficial se dio en la fecha 3 del hexagonal final de la Copa Perú 1967, donde Melgar venció 2-1 en Lima. Se han enfrentado en 140 oportunidades hasta la actualidad, teniendo Melgar una amplia superioridad en duelos ganados, teniendo 67 victorias ante las 39 del equipo cusqueño. En 2022 se enfrentaron por primera vez en torneos internacionales, específicamente en la ronda preliminar de la Copa Sudamericana, donde Melgar vencería por 2-1 en el marcador global. Además, Melgar es quien propinó la mayor goleada entre ellos, siendo un 7-0 por la zona Sur del Regional I del Campeonato Descentralizado 1990.
A diferencia de otros clásicos nacionales, como los que enfrentan a Universitario, Alianza Lima y Sporting Cristal entre sí, donde no se permite hinchada visitante, el Clásico del Sur se suele jugar con ambas hinchadas. Dentro del estadio no se suelen presentar disturbios, aunque fuera de él suelen haber peleas entre las barras bravas.

### Rivalidad con equipos de Lima
Desde 2014, Melgar es año a año es candidato al título en la Liga 1, con lo cual ha crecido su rivalidad con los tres grandes de Lima, quienes son los más ganadores del torneo. La rivalidad más fuerte y competitiva es ante Sporting Cristal, coincidiendo con que ambos cuadros tuvieron un resurgimiento desde el 2012. En duelos directos se enfrentaron en la final del Torneo Descentralizado de 2015 y 2016, y la semifinal del 2022; sumado a que ambos son los que mejor han representado al país en torneos internacionales en los últimos años, siendo Melgar semifinalista de la Copa Sudamericana 2022, mientras que Cristal alcanzó los cuartos de final en la de 2021. No suelen presentar problemas en cuanto a asistencia de hinchas rivales cuando hacen de visitante, cediendo ambos clubes una parte de sus estadios para hinchada visitante.
Por otro lado, ante Alianza Lima y Universitario, se suele tener expectativa por parte de ambas hinchadas (tanto de Melgar como del rival de turno).
Ante Alianza, hubo duelos directos en la semifinal del Descentralizado 2018 y en la final de 2022. A ello se suman prohibiciones polémicas que hubieron por parte de directivas de ambos clubes, teniendo como ejemplo un duelo por el Clausura 2022, donde Alianza hizo como local, prohibieron la asistencia de hinchas de Melgar a pocas horas de comenzado el partido, llegando incluso a retirar a hinchas arequipeños ya presentes en el estadio en medio de insultos racistas por parte de hinchas locales; o como en el partido de ida de la final de 2022, la directiva de Melgar prohibió a hinchas de Alianza asistir con indumentaria de dicho club.
Ante Universitario, hubo duelo directo en las semifinales  del Descentralizado 2016. En menor medida se suelen presentar polémicas con la asistencia al estadio de hinchas de Melgar cuando se enfrentan en Lima, aunque en una ocasión se prohibió la asistencia de hinchas de Melgar, siendo en un duelo por el Clausura 2022. Generalmente, no se suele brindar un espacio del Estadio Monumental de Ate para hinchas de Melgar, a diferencia de Cristal y Alianza, quienes sí brindan un espacio en sus estadios, Oriente pegado a Sur y "La Perrera" (tribuna entre Oriente y Norte), respectivamente; aunque los hinchas arequipeños suelen organizarse y encontrar un espacio en dicho estadio.

## Datos del Club
- Fundación: 25 de marzo de 1915
- Puesto histórico Perú: 4.º [229]
- Lema del club: Orgullo Arequipeño 1915
- Temporadas en 1.ª División: 56 (1966, 1971-Act.)[230]
- Temporadas en 2.ª División: 0
- Temporadas en Copa Perú: 5 (1967-1971).
- Mejor puesto en primera división: 1.º (1981, 2014, 2015).[231]
- Peor puesto en primera división: 16.º (1979).
- Primer partido en campeonatos nacionales: Defensor Lima 0:1 FBC Melgar (14 de agosto de 1966).
- Máximos ídolos: Eduardo Márquez, Genaro Neyra y Bernardo Cuesta.
- Mayor goleada conseguida
  - En campeonatos nacionales de local:
    - Melgar 8:0 Colegio Nacional de Iquitos (18 de mayo de 1967)[232]
    - Melgar 8:1 Juan Aurich (12 de mayo de 1974)
    - Melgar 7:0 Cienciano (15 de julio de 1990)[233]

  - En campeonatos nacionales de visita: ADT 0:5 Melgar (23 de octubre de 1985).
  - En Clásico del Sur de local: Melgar 7:0 Cienciano (15 de julio de 1990).[234]
  - En Clásico del Sur de visita: Cienciano 1:4 Melgar (1 de noviembre de 2009).[235]
  - En campeonatos internacionales de local: Melgar 5:0  Patronato (6 de junio de 2023).[236]
  - En campeonatos internacionales de visita:  Sol de América 0:2 Melgar (21 de abril de 1982),  Nacional Potosí 0:2 Melgar (4 de febrero de 2020)
- Mayor goleada recibida:
  - En campeonatos nacionales de local: Melgar 2:7 Sporting Cristal (1979).[237]
  - En campeonatos nacionales de visita:
    - Sporting Cristal 7:1 Melgar (11 de abril de 1998)
    - Universidad San Martín 7:1 Melgar (13 de agosto de 2005)

  - En Clásico del Sur de local: Melgar 0:4 Cienciano (20 de febrero de 2011).[238]
  - En Clásico del Sur de visita: Cienciano 4:0 Melgar (1993).[239] (13 de junio de 2004).[240] (7 de diciembre de 2005).[241] (20 de febrero de 2011).[238]
  - En campeonatos internacionales de local: Melgar 0:4  Palmeiras (25 de abril de 2019).
  - En campeonatos internacionales de visita:  Universidad Católica 6:0 Melgar (21 de mayo de 2019).
- Primer Partido Internacional por torneos oficiales:
  - Ante equipos nacionales: Melgar 2:1 Deportivo Municipal (13 de marzo de 1982).
  - Ante equipos extranjeros: Melgar 0:3  Olimpia (24 de marzo de 1982).
- Primera victoria internacional de local en torneos oficiales:
  - Ante equipos nacionales: Melgar 2:1 Deportivo Municipal (13 de marzo de 1982).
  - Ante equipos internacionales: Melgar 3:2  Sol de América (31 de marzo de 1982).
- Primera victoria internacional de visita en torneos oficiales:
  - Ante equipos nacionales: Deportivo Municipal 0:2 Melgar (3 de abril de 1982).
  - Ante equipos internacionales:  Sol de América 0:2 Melgar (21 de abril de 1982).
- Mejor participación internacional:
  - Semifinales Copa Sudamericana 2022 (Segundo equipo peruano en llegar a Semifinales)
- Participaciones consecutivas en torneos internacionales:
  - 11 años consecutivos en torneos internacionales: (2015-2025).
  - 4 participaciones consecutivas en Copa Libertadores (2016, 2017, 2018 y 2019).
  - 4 participaciones consecutivas en Copa Sudamericana (2019, 2020, 2021 y 2022).
- Máximo goleador:
  - En torneo local en una temporada:  Gabriel García (35 goles en el Campeonato Descentralizado 2004).
  - En torneo internacional en una temporada:  Bernardo Cuesta (8 goles en la Copa Sudamericana 2022)
  - Máximo goleador histórico del Club:  Eduardo Márquez (197 goles)
  - Máximo goleador histórico en Copa Libertadores:  Bernardo Cuesta (7 goles)
  - Máximo goleador histórico en Copa Sudamericana:  Bernardo Cuesta (15 goles)
  - Máximos goleadores históricos en Copa Conmebol:  Pedro Sanjínez (1 gol) y  Leonardo Uehara (1 gol)
  - Máximo goleador histórico en torneos internacionales:  Bernardo Cuesta (22 goles)

## Participaciones internacionales
| Torneo                       | Edición                                              |
| ---------------------------- | ---------------------------------------------------- |
| Copa Libertadores (9)        | 1982, 1984, 2016, 2017, 2018, 2019, 2023, 2024, 2025 |
| Copa Libertadores Sub-20 (1) | 2016                                                 |
| Copa Sudamericana (7)        | 2013, 2015, 2019, 2020, 2021, 2022, 2025             |
| Copa Conmebol (1) *          | 1998                                                 |

* Torneo internacional desaparecido.

### Por competición
- En negrita competiciones en activo.

| Torneo                       | TJ | PJ | PG | PE | PP | GF | GC  | Dif. | Puntos | Mejor desempeño  |
| ---------------------------- | -- | -- | -- | -- | -- | -- | --- | ---- | ------ | ---------------- |
| Copa Libertadores de América | 9  | 48 | 13 | 5  | 30 | 43 | 80  | −37  | 44     | Fase de grupos   |
| Copa Sudamericana            | 7  | 38 | 17 | 7  | 14 | 40 | 52  | −12  | 58     | Semifinales      |
| Copa Libertadores Sub-20     | 1  | 3  | 0  | 1  | 2  | 2  | 7   | −5   | 1      | Fase de grupos   |
| Copa Conmebol                | 1  | 2  | 0  | 0  | 2  | 2  | 6   | −4   | 0      | Octavos de final |
| Total                        | 18 | 91 | 30 | 13 | 48 | 87 | 145 | −58  | 103    | —                |

## Rankings

### Clasificación de clubes de la Conmebol
- 2015: 108.º (9.º en Perú).
- 2016: 104.º (7.º en Perú).
- 2017: 82.º (6.º en Perú).
- 2018: 80.º (6.º en Perú).
- 2019: 64.º (5.º en Perú).
- 2020: 71.º (4.º en Perú).
- 2021: 66.º (4.º en Perú).
- 2022: 44.º (2.º en Perú).
- 2023: 44.º (3.º en Perú).
- 2024: 51.º (4.º en Perú).

### Clasificación mundial de clubes de IFFHS
- Enero 2016 - Diciembre 2016: 425.º (4.º en Perú − +81.º en CONMEBOL).
- Enero 2017 - Diciembre 2017: 296.º (1.º en Perú − 66.º en CONMEBOL).
- Enero 2018 - Diciembre 2018: 351.º (3.º en Perú − 80.º en CONMEBOL).
- Enero 2019 - Diciembre 2019: 140.º (2.º en Perú − 34.º en CONMEBOL).
- Enero 2020 - Diciembre 2020: 314.º (4.º en Perú − 61.º en CONMEBOL).
- Enero 2021 - Diciembre 2021: 186.º (1.º en Perú − 48.º en CONMEBOL).
- Enero 2022 - Diciembre 2022: 67.º (1.º en Perú − 20.º en CONMEBOL). / Mejor posición a fin de año y anual.
- Febrero 2022 - Enero 2023: 68.º (1.º en Perú − 20.º en CONMEBOL). / Mejor posición anual en CONMEBOL.
- Enero 2023 - Diciembre 2023: 302.º (4.º en Perú − 68.º en CONMEBOL).
- Enero 2024 - Diciembre 2024: 381.º (5.º en Perú − 93.º en CONMEBOL).

## Organigrama deportivo

### Plantilla y cuerpo técnico
- En la columna 'Internacional', los jugadores marcados en negrita fueron seleccionados en la última convocatoria o microciclo de la selección en su respectiva categoría. Los jugadores no marcados en negrita, han sido seleccionados o preseleccionados alguna vez en sus respectivas categorías desde que juegan en Melgar.
- Los equipos de la Liga 1, según las bases del torneo, están limitados a tener un máximo de seis jugadores extranjeros:
  - Cristian Bordacahar posee la doble nacionalidad  argentina y  peruana.
  - Bernardo Cuesta posee la doble nacionalidad  argentina y  peruana.
  - Horacio Orzán posee la doble nacionalidad  argentina y  peruana.

### Altas y bajas 2025

#### Primer semestre
| Altas               |            |                           |                     |           |
| Futbolista          | Posición   | Procedencia               | Tipo                | Valor     |
| Pier Barrios        | Defensa    | Godoy Cruz                | Libre               | $ 0       |
| Nelson Cabanillas   | Lateral    | Universitario             | Libre               | $ 0       |
| Mathías Llontop     | Lateral    | Carlos A. Mannucci        | Libre               | $ 0       |
| Gregorio Rodríguez  | Extremo    | Instituto                 | Traspaso            | $ 600.000 |
| Piero Vivanco       | Extremo    | Alianza Lima              | Libre               | $ 0       |
| Facundo Castro      | Delantero  | Nueva Chicago             | Libre               | $ 0       |
| Percy Liza          | Delantero  | Carlos A. Mannucci        | Libre               | $ 0       |
| Alec Deneumostier   | Defensa    | Universidad César Vallejo | Regresa tras cesión | $ 0       |
| Emilio Saba         | Lateral    | Carlos A. Mannucci        | Regresa tras cesión | $ 0       |
| Mariano Barreda     | Extremo    | Academia Cantolao         | Regresa tras cesión | $ 0       |
| Daniel Meneses      | Defensa    | Reservas                  | Promovido           | $ 0       |
| Andersson Pumacajia | Pivote     | Reservas                  | Promovido           | $ 0       |
| Patricio Núñez      | Mediapunta | Reservas                  | Promovido           | $ 0       |
| Ryu Yabiku          | Delantero  | Reservas                  | Promovido           | $ 0       |
| Altas - Cesiones    |            |                           |                     |           |
| Futbolista          | Posición   | Procedencia               | Tipo                | Valor     |
| Lautaro Guzmán      | Extremo    | Arsenal de Sarandí        | Cesión              | $ 0       |

| Bajas                  |                |                      |                       |             |
| Futbolista             | Posición       | Destino              | Tipo                  | Valor       |
| Leonel Galeano         | Defensa        | Cienciano            | Fin de contrato       | $ 0         |
| Sebastián Cavero       | Lateral        | Cienciano            | Fin de contrato       | $ 0         |
| Pedro Ibáñez           | Lateral        | Cienciano            | Fin de contrato       | $ 0         |
| Paolo Reyna            | Lateral        | Universitario        | Fin de contrato       | $ 0         |
| Jean Pierre Archimbaud | Centrocampista | Alianza Lima         | Fin de contrato       | $ 0         |
| Freddy Oncoy           | Centrocampista | UTC                  | Fin de contrato       | $ 0         |
| Matías Noble           | Interior       | Gimnasia de Jujuy    | Rescisión de contrato | $ 0         |
| Pablo Lavandeira       | Mediapunta     | Alianza Lima         | Fin de contrato       | $ 0         |
| Kevin Sandoval         | Mediapunta     | Deportivo Garcilaso  | Rescisión de contrato | $ 0         |
| André Vásquez          | Mediapunta     | UTC                  | Rescisión de contrato | $ 0         |
| Jefferson Cáceres      | Extremo        | Sheffield United     | Traspaso              | $ 1.500.000 |
| Sebastián Enciso       | Extremo        | Bentín Tacna Heroica | Fin de contrato       | $ 0         |
| Michel Rasmussen       | Extremo        | Deportivo Binacional | Fin de contrato       | $ 0         |
| Brian Blando           | Delantero      | Lanús                | Fin de cesión         | $ 0         |
| Beto da Silva          | Delantero      | Cienciano            | Fin de contrato       | $ 0         |
| Bajas - Cesiones       |                |                      |                       |             |
| Futbolista             | Posición       | Destino              | Tipo                  | Hasta       |
| Juan Muñoz             | Defensa        | Unión Comercio       | Cesión                | 2025        |
| Sebastián Ayqque       | Lateral        | Deportivo Binacional | Cesión                | 2025        |
| Yimy Gamero            | Centrocampista | Sport Huancayo       | Cesión                | 2025        |
| Abraham Aguinaga       | Mediapunta     | Deportivo Binacional | Cesión                | 2025        |
| Nicolás Figueroa       | Delantero      | Deportivo Binacional | Cesión                | 2025        |
| Bruno Portugal         | Delantero      | Comerciantes Unidos  | Cesión                | 2025        |

#### Segundo semestre
| Altas        |          |              |      |       |
| Futbolista   | Posición | Procedencia  | Tipo | Valor |
| Bandera de ? |          | Bandera de ? |      | $     |

| Bajas          |           |              |                       |       |
| Futbolista     | Posición  | Destino      | Tipo                  | Valor |
| Josiney Ríos   | Extremo   | Bandera de ? | Rescisión de contrato | $ 0   |
| Facundo Castro | Delantero | Bandera de ? | Rescisión de contrato | $ 0   |

### Jugadores Internacionales
- Nota 1: Jugadores parte de la última convocatoria en la correspondiente categoría.
- Nota 2: Jugadores con un * fueron convocados cuando no pertenecían a Melgar.
- Actualizado al 9 de junio de 2025.

| Selección | Categoría | # | Jugador                                 | Fecha de Convocatoria                                    | Contexto                                            |
| Perú      | Absoluta  | 3 | Kenji Cabrera Carlos Cáceda Matías Lazo | 25 de mayo de 2025 25 de mayo de 2025 29 de mayo de 2025 | Fechas 15 y 16 de Clasificatorias para Mundial 2026 |
| Perú      | Sub-23    | 1 | Mathías Llontop*                        | 15 de enero de 2024                                      | Lista final para Torneo Preolímpico Sub-23 de 2024  |
| Perú      | Sub-20    | − | −                                       | −                                                        | −                                                   |
| Perú      | Sub-17    | 2 | Ian Arróspide Bruno Espinoza            | 9 de junio de 2025                                       | Preselección semana n.º 2, junio 2025               |
| Perú      | Sub-15    | − | −                                       | −                                                        | −                                                   |

### Jugadores Ex-Internacionales
- Nota 1: En categorías menores, jugadores en negrita aún pueden ser convocados para su respectiva categoría.
- Nota 2: Jugadores con un * fueron convocados cuando no pertenecían a Melgar.
- Nota 3: Algunos jugadores han pasado por diversas categorías de su selección nacional, sin embargo en el cuadro se considera la convocatoria a la categoría más alta.

| Selección | Categoría | # | Jugador                                  | Fecha de Última Convocatoria | Contexto                                                        |
| Argentina | Sub-20    | 1 | Tomás Martínez*                          | 13 de mayo de 2015           | Lista final para Mundial Sub-20 de 2015                         |
| Perú      | Absoluta  | 5 | Alexis Arias Walter Tandazo              | 13 de noviembre de 2023      | Fechas 5 y 6 de Clasificatorias para Mundial 2026               |
| Perú      | Absoluta  | 5 | Emilio Saba                              | 30 de octubre de 2023        | Microciclo de Fechas 5 y 6 de Clasificatorias para Mundial 2026 |
| Perú      | Absoluta  | 5 | Percy Liza*                              | 18 de marzo de 2023          | Amistosos ante Alemania y Marruecos                             |
| Perú      | Absoluta  | 5 | Ricardo Farro*                           | 1 de abril de 2011           | Octavo microciclo con miras a Copa América 2011                 |
| Perú      | Sub-23    | 4 | Jorge Cabezudo                           | 5 de diciembre de 2023       | Amistosos con miras al Torneo Preolímpico Sub-23 de 2024        |
| Perú      | Sub-23    | 4 | Yimy Gamero                              | 19 de agosto de 2022         | Microciclo con miras a amistoso ante Sub-23 de Chile            |
| Perú      | Sub-23    | 4 | Mariano Barreda                          | 14 de mayo de 2022           | Sparring de la Selección previo a repechaje para Mundial 2022   |
| Perú      | Sub-23    | 4 | Alec Deneumostier                        | 17 de mayo de 2019           | Cuarto microciclo con miras a Juegos Panamericanos de 2019      |
| Perú      | Sub-20    | 6 | Gian García                              | 24 de noviembre de 2024      | Décimo segundo microciclo de 2024                               |
| Perú      | Sub-20    | 6 | Michel Estela                            | 17 de mayo de 2024           | Cuarto microciclo de 2024                                       |
| Perú      | Sub-20    | 6 | Adriano Doy                              | 23 de junio de 2023          | Quinto microciclo de 2023                                       |
| Perú      | Sub-20    | 6 | Bruno Portugal                           | 13 de enero de 2023          | Lista final para Sudamericano Sub-20 de 2023                    |
| Perú      | Sub-20    | 6 | Sebastián Ayqque                         | 6 de agosto de 2022          | Sexto microciclo con miras a Sudamericano Sub-20 de 2023        |
| Perú      | Sub-20    | 6 | Nicolás Figueroa*                        | 3 de junio de 2021           | Sparrings de la Selección en Fecha 8 de Clasificatorias 2022    |
| Perú      | Sub-17    | 5 | Frank Encalada Josué Valencia            | 6 de enero de 2025           | Décimo noveno microciclo de 2024-2025                           |
| Perú      | Sub-17    | 5 | Dylan Maceda Adriano Zúñiga              | 1 de febrero de 2023         | Primer microciclo de 2023                                       |
| Perú      | Sub-17    | 5 | Nelson Cabanillas*                       | 17 de febrero de 2017        | Lista final para Sudamericano Sub-17 de 2017                    |
| Perú      | Sub-15    | 6 | Jhosep Choquehuanca Yamerson Romainville | 30 de septiembre de 2023     | Segundo mesociclo de 2023                                       |
| Perú      | Sub-15    | 6 | Jampier Pari* Keith Yáñez                | 11 de junio de 2023          | Cuarto microciclo de 2023                                       |
| Perú      | Sub-15    | 6 | Abraham Aguinaga                         | 2 de septiembre de 2017      | Microciclo de gira por Argentina y Uruguay                      |
| Perú      | Sub-15    | 6 | Piero Vivanco*                           | 19 de noviembre de 2015      | Lista final para Sudamericano Sub-15 de 2015                    |

### Jugadores históricos
- Hilario Maturana
- Carlitos Villanueva
- Rolando Farfán
- Luis Ponce Arroé
- Eduardo Márquez
- Emilio Campana
- Genaro Neyra
- Ernesto Neyra
- Raúl Obando
- Víctor Gutiérrez
- Jorge Ramírez Cardozo
- Juvenal Briceño
- Ernesto Vera
- Pedro Requena
- Luis Fabián Artime
- Gabriel García Reyes
- Hilden Salas
- Antonio Meza-Cuadra
- Edson Aubert
- Ysrael Zúñiga
- Edgar Villamarín
- Omar Fernández
- Minzum Quina
- Bernardo Cuesta
- Alexis Arias
- Joel Sánchez
- Carlos Cáceda
- Luis Iberico
- Horacio Orzán
- Cristian Bordacahar

## Estadísticas goleadoras

### Top 20 de goleadores históricos
Datos actualizados hasta la temporada 2024.
| Lugar | Jugador                  | Goles (Total) | Goles (Era Amateur) | Goles (Era Profesional) | Años en el club                            | Partidos Jugados | Promedio |
| ----- | ------------------------ | ------------- | ------------------- | ----------------------- | ------------------------------------------ | ---------------- | -------- |
| 1.º   | Eduardo "Patato" Márquez | 197           | 175                 | 22                      | 1962-1969, 1970-1974                       | 240              | 0.82     |
| 2.º   | Bernardo Cuesta          | 191           | ---                 | 191                     | 2012-2014, 2015-2016, 2018-2019, 2021-2024 | 387              | 0.49     |
| 3.º   | Genaro Neyra             | 123           | ---                 | 123                     | 1977-1985, 1988, 1990                      | 356              | 0.35     |
| 4.º   | Ysrael Zúñiga            | 117           | ---                 | 117                     | 1999, 2007, 2009, 2013-2018                | 250              | 0.47     |
| 5.º   | Raúl Rossell             | 87            | 87                  | ---                     | 1967-1972                                  | 128              | 0.68     |
| 6.º   | Emilio Barra             | 73            | 24                  | 49                      | 1969-1972, 1975-1980                       | 274              | 0.27     |
| 7.º   | Luis Ponce Arroé         | 72            | 32                  | 40                      | 1967-1976                                  | 274              | 0.26     |
| 8.º   | Raúl Ruíz                | 53            | 53                  | ---                     | 1966-1972                                  | 181              | 0.29     |
| 9.º   | Juvenal Briceño          | 44            | ---                 | 44                      | 1984-1986, 1990                            | 110              | 0.40     |
| 10.º  | Omar Fernández           | 44            | ---                 | 44                      | 2014-2018                                  | 149              | 0.30     |
| 11.º  | Jorge Lazo               | 41            | ---                 | 41                      | 1993-1995, 1998                            | 95               | 0.43     |
| 12.º  | Antonio Meza-Cuadra      | 41            | ---                 | 41                      | 2010-2013                                  | 147              | 0.28     |
| 13.º  | Gabriel García           | 39            | ---                 | 39                      | 2003-2004                                  | 57               | 0.68     |
| 14.º  | Jorge Tapia              | 39            | ---                 | 39                      | 1985-1987, 1992-1995                       | 152              | 0.26     |
| 15.º  | Miguel Ángel Canziani    | 37            | ---                 | 37                      | 1975-1977,1979-1980                        | 136              | 0.27     |
| 16.º  | Luis Fernando Bastidas   | 36            | ---                 | 36                      | 1972-1973                                  | 70               | 0.51     |
| 17.º  | Ernesto Neyra            | 36            | ---                 | 36                      | 1981-1982, 1985                            | 94               | 0.38     |
| 18.º  | Luis Iberico             | 36            | ---                 | 36                      | 2017-2019, 2021-2023                       | 145              | 0.25     |
| 19.º  | Víctor Gutiérrez         | 36            | ---                 | 36                      | 1976-1978, 1981-1984, 1986, 1988           | 263              | 0.14     |
| 20.º  | Hilden Salas             | 36            | ---                 | 36                      | 2002-2009, 2012-2013                       | 300              | 0.12     |

- Eduardo "Patato" Márquez es el máximo goleador en la historia del club con 197 goles, también posee el mejor promedio de gol con 0.82 goles por partido.
- El argentino nacionalizado peruano Bernardo Cuesta es el máximo goleador extranjero y máximo goleador profesional  en la historia del club con 191 goles.
- Genaro Neyra es el máximo goleador profesional peruano en la historia del club con 123 goles.
- El uruguayo Gabriel García posee el mejor promedio de gol de la era profesional con 0.68 goles por partido.

### Goleadores en competiciones

#### Goleadores en Primera División
| Jugador            | Pos. | Goles | Torneo |
| ------------------ | ---- | ----- | ------ |
| Genaro Neyra       |      | 22    | 1985   |
| Juvenal Briceño    |      | 16    | 1986   |
| Ysrael Zúñiga      |      | 32    | 1999   |
| Luis Fabián Artime |      | 24    | 2002   |
| Gabriel García     |      | 35    | 2004   |
| Bernardo Cuesta    |      | 27    | 2019   |
| Luis Iberico       |      | 12    | 2021   |

#### Goleadores enCopa Sudamericana
| Jugador         | Pos. | Goles | Torneo |
| --------------- | ---- | ----- | ------ |
| Bernardo Cuesta |      | 8     | 2022   |

#### Goleadores por año
| Año  | Nombre                                                           | Goles |
| ---- | ---------------------------------------------------------------- | ----- |
| 1966 | Eduardo "Patato" Márquez                                         | 14    |
| 1971 | Emilio Barra Luis Ponce Arroé                                    | 9     |
| 1972 | Luis Fernando Bastidas                                           | 25    |
| 1973 | Antonio Gómez                                                    | 15    |
| 1974 | Alberto Argote Moisés Chumpitaz                                  | 13    |
| 1975 | Miguel Ángel Canziani                                            | 12    |
| 1976 | Víctor Zegarra Andrés Zegarra Emilio Barra Miguel Ángel Canziani | 6     |
| 1977 | José Leyva                                                       | 14    |
| 1978 | José Leyva                                                       | 12    |
| 1979 | Miguel Ángel Canziani Genaro Neyra                               | 6     |
| 1980 | Genaro Neyra Pablo Muchotrigo                                    | 9     |
| 1981 | Ernesto Neyra                                                    | 16    |
| 1982 | Ernesto Neyra                                                    | 15    |
| 1983 | Genaro Neyra                                                     | 15    |
| 1984 | Genaro Neyra                                                     | 14    |
| 1985 | Genaro Neyra                                                     | 22    |
| 1986 | Juvenal Briceño                                                  | 22    |
| 1987 | Jorge Tapia                                                      | 16    |
| 1988 | Wilson Ramírez                                                   | 21    |
| 1989 | Marco Echegaray                                                  | 9     |
| 1990 | Néstor Mordini                                                   | 16    |
| 1991 | Wilmer Calmet                                                    | 11    |
| 1992 | Jorge Tapia                                                      | 11    |
| 1993 | Jorge Lazo                                                       | 16    |
| 1994 | Anselmo Soto                                                     | 12    |
| 1995 | Jorge Lazo                                                       | 18    |
| 1996 | Wilfredo Begazo                                                  | 7     |
| 1997 | Paul Cominges Christian Sotomayor                                | 10    |
| 1998 | Alberto Ramírez                                                  | 8     |
| 1999 | Ysrael Zúñiga                                                    | 32    |
| 2000 | Luis Bello                                                       | 13    |
| 2001 | Carlos Castillo                                                  | 13    |
| 2002 | Luis Fabián Artime                                               | 24    |
| 2003 | Gerardo Gárate                                                   | 9     |
| 2004 | Gabriel García                                                   | 35    |
| 2005 | José Herrera                                                     | 13    |
| 2006 | Christian Zúñiga                                                 | 7     |
| 2007 | Ysrael Zúñiga                                                    | 18    |
| 2008 | Sergio Ibarra                                                    | 20    |
| 2009 | Ysrael Zúñiga                                                    | 14    |
| 2010 | Antonio Meza-Cuadra                                              | 13    |
| 2011 | Antonio Meza-Cuadra                                              | 10    |
| 2012 | Antonio Meza-Cuadra                                              | 12    |
| 2013 | Bernardo Cuesta                                                  | 13    |
| 2014 | Bernardo Cuesta                                                  | 18    |
| 2015 | Ysrael Zúñiga                                                    | 19    |
| 2016 | Bernardo Cuesta                                                  | 22    |
| 2017 | Emanuel Herrera                                                  | 17    |
| 2018 | Bernardo Cuesta                                                  | 14    |
| 2019 | Bernardo Cuesta                                                  | 31    |
| 2020 | Othoniel Arce                                                    | 14    |
| 2021 | Bernardo Cuesta                                                  | 15    |
| 2022 | Bernardo Cuesta                                                  | 22    |
| 2023 | Bernardo Cuesta                                                  | 20    |
| 2024 | Bernardo Cuesta                                                  | 15    |

## FBC Melgar y la Selección de fútbol del Perú
A lo largo de la historia, FBC Melgar ha aportado jugadores para la Selección Peruana en diversas participaciones internacionales.

### Copa Mundial de Fútbol
FBC Melgar aportó 1 jugador para la participación peruana en Rusia 2018.
| Rusia 2018: - Nilson Loyola |

### Copa América
FBC Melgar ha aportado una gran cantidad de jugadores para las Copa América en que ha participado Perú.
| Copa América 1983: - José Aguayo. - Genaro Neyra. - Jorge Ramírez. Copa América 1997: - Paul Cominges. - Frank Palomino. Copa América 1999: - Ysrael Zúñiga. | Copa América 2001: - Walter Zeballos. Copa América 2007: - Ysrael Zúñiga Copa América 2015: - Carlos Ascues Copa América 2019: - Carlos Cáceda | Copa América 2021: - Carlos Cáceda - Alexis Arias - Luis Iberico Copa América 2024: - Carlos Cáceda |

## Entrenadores
Los entrenadores del Foot Ball Club Melgar se conocen a partir de 1961, por lo cual hasta la actualidad 60 entrenadores han estado al mando de la dirección técnica de la institución. El primer entrenador que dirigió al club en Primera División fue el brasileño Gilberto Dos Santos, quien fue el director técnico en 1966.
Los entrenadores que lograron el campeonato nacional con el club son Máximo Carrasco (1981) y Juan Reynoso (2015), otros entrenadores que lograron ser campeones de torneos cortos fueron el mismo Juan Reynoso, ganador del Torneo Clausura 2015 y el Torneo de Verano 2017; Hernán Torres ganador del Torneo Clausura 2018 y Néstor Lorenzo ganador del Torneo Apertura 2022.
De las nacionalidades de los entrenadores desde 1961, treinta y dos han sido de nacionalidad peruana, mientras que de los entrenadores extranjeros (veintiocho en total), todos han sido latinoamericanos, siendo técnicos argentinos (15), uruguayos (4), chilenos (3), colombianos (3), paraguayos (2), un brasileño y un mexicano.

### Entrenadores destacados
- Walter Milera Calero (†):  Campeón Copa Perú 1971.[258][259]
- Máximo Carrasco (†):  Campeón Nacional 1981.[260][261]
- Gustavo "Polaco" Merino: Subcampeón Nacional 1983.
- Miguel Miranda (†):  Campeón del Torneo de Reserva 2014.[262][263]
- Gerardo Calero:  Campeón del Torneo de Reserva 2015.[264][265]
- Juan Máximo Reynoso:  Campeón Torneo Clausura 2015,  Campeón Nacional 2015, Subcampeón Nacional 2016,  Campeón Torneo de Verano 2017, clasificó a la Copa Libertadores (2016) tras 32 años.
- Hernán Torres:  Campeón Torneo Clausura 2018.[266][267]
- Néstor Lorenzo:  Campeón Torneo Apertura 2022, clasificó a cuartos de final de la Copa Sudamericana (2022) por primera vez y subcampeón Nacional 2022.

## Palmarés
| Títulos oficiales | Nacionales | Nacionales     | Nacionales | Total |
| Títulos oficiales |            | Torneos cortos |            | Total |
| ----------------- | ---------- | -------------- | ---------- | ----- |
| FBC Melgar        | 2          | 4              | 1          | 7     |

### Torneos nacionales (3)
| Competición nacional                  | Títulos                   | Subcampeonatos    |
| ------------------------------------- | ------------------------- | ----------------- |
| Primera División del Perú (2/3)       | 1981, 2015.               | 1983, 2016, 2022. |
|                                       |                           |                   |
| Copa Perú (1/2)                       | 1971.                     | 1969, 1970.       |
| Torneo Apertura (1/2)                 | 2022.                     | 2014, 2015.       |
| Torneo Clausura (2/1)                 | 2015, 2018.               | 2023.             |
| Torneo de Verano (1/0)                | 2017. (Récord compartido) |                   |
| Copa Presidente de la República (0/1) |                           | 1970. (Récord)    |

- En negrita competiciones en activo.

### Torneos regionales (27)
| Competición regional                     | Títulos                                                                            | Subcampeonatos                                                |
| ---------------------------------------- | ---------------------------------------------------------------------------------- | ------------------------------------------------------------- |
| Campeonato Regional - Zona Sur (6/3)     | 1984, 1986, 1990-1, 1990-2, 1991-1, 1991-2. (Récord)                               | 1985, 1988, 1989-1                                            |
| Etapa Regional - Región Sur B, Sur (5/0) | 1967, 1968, 1969, 1970, 1971. (Récord compartido)                                  |                                                               |
| Liga Departamental de Arequipa (4/0)     | 1967, 1968, 1969, 1970.                                                            |                                                               |
| Liga Distrital de Arequipa (12/8)        | 1921-II, 1923-II, 1925-I, 1926-II, 1928, 1962, 1964, 1965, 1967, 1968, 1969, 1970. | 1923-I, 1925-III, 1927, 1929-I, 1929-III, 1931-I, 1936, 1953. |

- En negrita competiciones en activo.

### Torneos amistosos nacionales (4)
- Copa El Gráfico-Perú (1): 2001-III.
- Noche Rojinegra / Tarde Rojinegra (3): 2012, 2013, 2014.

### Torneos amistosos internacionales (4)
- Copa del Centenario del FBC Melgar (1): 2015.[269]
- Noche Rojinegra / Tarde Rojinegra (2): 2018, 2022.
- Triangular Bogotá (1): 2025.

### Torneos nacionales juveniles (2)
- Torneo de Promoción y Reserva (2): 2014, 2015.

## Secciones deportivas

### Equipo de Reservas del FBC Melgar
El Equipo de Reservas del Foot Ball Club Melgar es el equipo que representa al FBC Melgar en la Liga 3, la tercera categoría del fútbol peruano. El equipo está constituido por jugadores menores de 22 años, los cuales tienen la posibilidad de poder subir al equipo principal. Se han consagrado en dos oportunidades campeones del Torneo de Reservas, en la temporada 2014 y en el Torneo Apertura 2015. Además, tras haber sido el equipo con mayor puntaje acumulado en 2015, obtuvo el derecho de participar en la Copa Libertadores Sub-20 de 2016.
Además Las divisiones de Menores del FBC Melgar participan en diferentes Categorías y Ligas distritales.
Personal de Divisiones menores:
- Marco Valencia
- Adrián Díaz Carbajal
- José Guevara Cabrera
- Andrés Mamani

Niños del Centro de Formación del FBC Melgar
- Melgar de Yanahuara (en la Primera División de Yanahuara): Con jóvenes de 17 a 18 años.
- Newell's Old Boys (en la Segunda División del cercado): Con jóvenes de 16 a 17 años.
- FBC Melgarcito (en la Segunda División del Cercado): Con jóvenes de 17 a 20 años.
- Melgar Junior de Yura (en la Primera División de Yura): Con jóvenes de 18 a 21 años.

### Fútbol femenino
El Foot Ball Club Melgar Femenino es el equipo de fútbol femenino del Foot Ball Club Melgar. Tuvo su primera y fugaz aparición en la Liga Femenina de Arequipa en el año 2000. Volvió a aparecer en escena en 2018 y desde 2019 que cuenta con actividad deportiva. En 2022 ganaron el título de la Copa Perú Femenina, que permitió su debut en la Liga Femenina FPF, la primera división de fútbol femenino peruano.